# 第45回世界遺産委員会

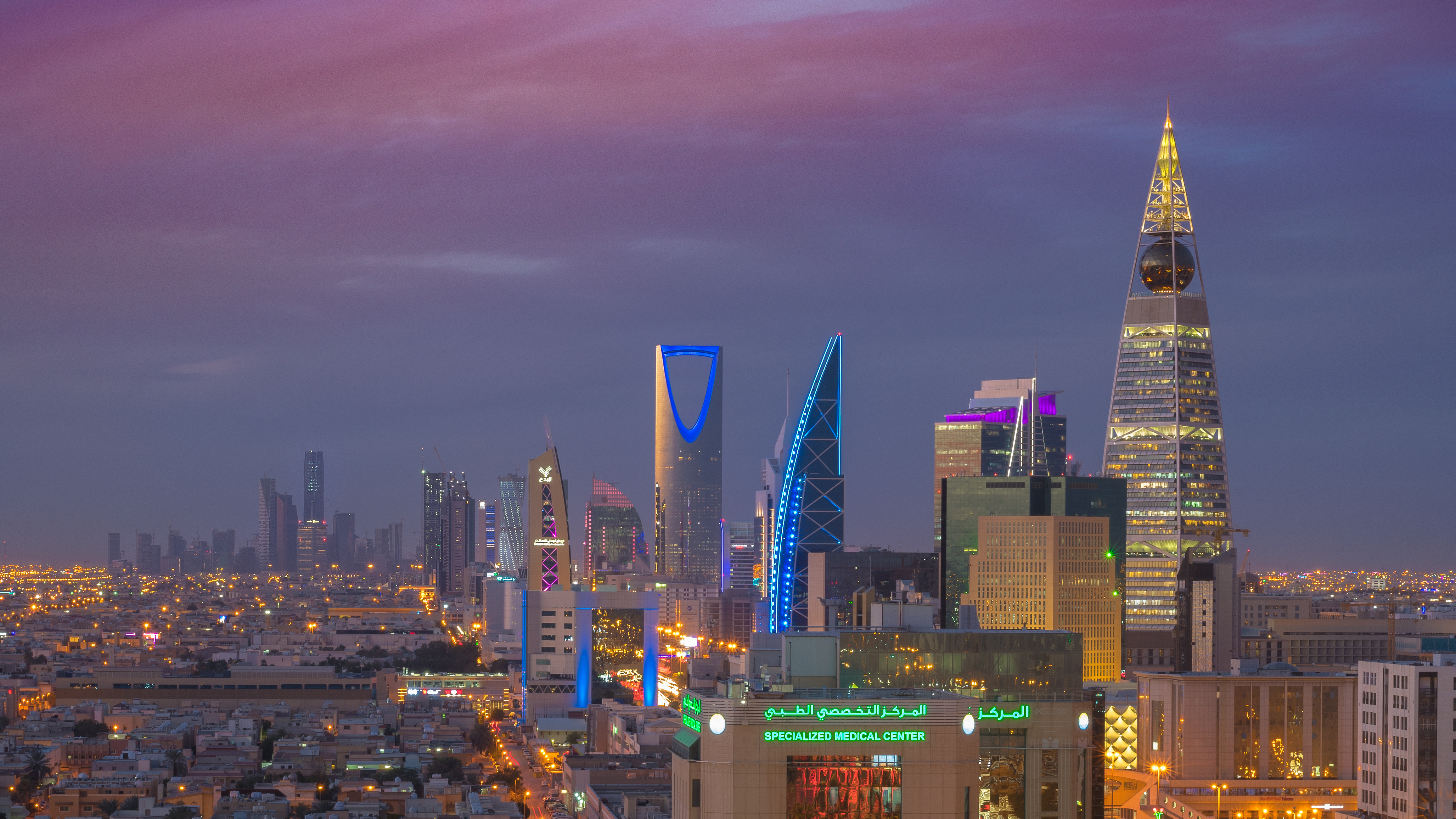
アル・ファイサリア・センターのビル群で右端の一際高い三角錐のビル（ミナレットを意匠）がアル・ファイサリア・タワー

第45回世界遺産委員会（だい45かいせかいいさんいいんかい）は、サウジアラビアのリヤドで2023年9月10日から9月25日にかけて開催された。
2022年6月19日から30日にロシアのタタールスタン共和国カザンで開催される予定だったユネスコによる世界遺産委員会であるが、2月24日に発生したロシアによるウクライナ侵攻により開催地変更の要望が高まり（「第44回世界遺産委員会#委員会終了後の動向」参照）、延期されることとなった。
その後、11月22日にロシアが開催を断念し、2023年1月24・25日にパリのユネスコ本部で開催された第18回世界遺産委員会臨時会議においてサウジアラビアを議長国として、同国のリヤドで9月10～25日に開催することとなり（9月23日はサウジの建国記念日で祝日であることから委員会も休催）、新規登録審査に関しては2022年と2023年の2年分をまとめて行う拡大会合とすることが決まった。
会場はサウジ随一の複合商業施設兼ビジネスセンターであるアル・ファイサリア・センターの中核アル・ファイサリア・タワー内のアル・ファイサリア・ホテルとプリンス・ファイサル・ホール（当初本会議および各種レセプション会場はキング・アブドゥルアズィーズ国際会議場とキング・アブドゥルアズィーズ国際文化センターを予定していた）。
本委員会では42件（文化遺産33、自然遺産9）の新規登録があり、先行した臨時会議で緊急登録された文化遺産3件と合わせ、世界遺産の総数は1199件となった。なお、世界遺産を保有していない国の中からルワンダが新規に保有国となった。

## 日程・開催地の変更について
ユネスコ加盟61ヶ国が動議提出して、19の執行委員国が招集要請、58ヶ国が出席し、3月15・16日にウクライナ問題に特化したユネスコ執行委員会の特別会合が開催され、3月2日に開催された第11回国際連合緊急特別総会ではロシア寄りの姿勢を示したキルギスや棄権した中国もユネスコ分野（教育や遺産事業）に関してはロシア非難に賛同し、武力紛争の際の文化財の保護に関する条約（ハーグ条約）に基づくウクライナの世界遺産の保護を確実に実施することや、第45回世界遺産委員会で緊急案件として議題とすることを決めたが（下記「ウクライナ問題」の節参照）、開催地の変更などについては世界遺産委員会に一任するとした。
開催地や日程の変更に関しては、ユネスコ世界遺産センターからの打診により、その年の委員国（下記「委員国」の節参照）の内、議長国・副議長国および報告担当国の発議により委員国が参集し、委員国を務める21ヶ国の内3分の2すなわち14ヶ国以上の賛同で変更が可能になるため、議長国のロシアが自ら開催地変更を提案することはあり得ず、副議長国のイタリア・アルゼンチン・タイ・南アフリカ・サウジアラビア、報告担当のインドの内、3月2日の第11回国連緊急特別総会でのロシア非難決議および3月24日の国連安全保障理事会での人道支援決議の際にロシアとインドが反対と棄権。非難決議では委員国のルワンダ・ナイジェリア・ザンビア・エジプトも棄権または欠席、人道支援決議でも委員国のエチオピアとマリが棄権。ロシアに対する制裁措置に対してはサウジアラビア・アルゼンチンおよびメキシコが参加しないことを表明するなど、ロシア寄りの姿勢を示しており、委員会開催地変更議案が出されても反対する勢力が一定数存在することになる。なお、変更手続きは規程により60日前までに行わなければならず、期限は4月19日だった。
このような状況に対して、ウクライナとの遺産保全のためのパートナーシップ協定を結ぶ隣国ポーランドの国立文化遺産研究所は、世界遺産条約に基づく運用制度ながら、ユネスコ自体が事務的官僚機構と化し裁量権がないことは問題であり、抜本的な制度の見直しや改革が必要になっていると痛烈な批判をした。
3月30日に始まった第214回ユネスコ執行委員会（～4月13日）において、ロシアによるジェノサイドが明らかになったことをうけ、かつてソビエト連邦を構成していたリトアニアのユネスコ大使が開催地変更を公式に要求したことを皮切りに、多数の国が賛同し、ロシア非難声明のノーベル賞受賞者からの公開書簡になぞらえ「Open letter from 46 countries party to the UNESCO World Heritage Convention（ユネスコ世界遺産条約46ヶ国からの公開書簡）」を取りまとめ、イギリスが代表して公開書簡として公表した。一方でベネズエラのユネスコ大使はロシアでの開催に理解を示す姿勢を表した。
4月13日に終了した執行委員会後、オードレ・アズレユネスコ事務局長が調停役となり、直ちに委員会開催についての調整が水面下で進められた。連日、ユネスコ本部において委員国以外の各国ユネスコ大使も参集しての議論が行われ、ロシア非友好国の委員がロシア入りすることで拘束されるのではないかという懸念を表す国も現れたため、新型コロナウイルス感染症の世界的流行によりオンラインミーティングとなった前回の第44回世界遺産委員会を参考にロシアで開催しつつテレビ会議併用案も出されたが否定され、最終的にはロシアのユネスコ大使Grigory Ordzhonikidzeが本国の文化省およびロシアユネスコ国内委員会と協議し開催地の変更について言及しないことを条件に4月21日に開催延期を了承した。延期決定を伝える記者会見では、新型コロナウイルス感染症変異株への警戒感も残るといった付帯案件があることも付け加えられた。
4月22日にウクライナへ招聘されたポーランドのPiotr Gliński副首相兼文化相とリトアニアのSimonas Kairys文化相が、リトアニア本国のガブリエリュス・ランズベルギス外相とともに、今回の戦争が終わったとしても委員会をロシアで開催すべきではないとの共同声明を出した。
第215回執行委員会では、ロシアと共同歩調をとるベラルーシがユネスコには差別が介在するとし、速やかなロシアでの世界遺産委員会の開催を求める声明を発した。
11月22日になり議長を務める予定であったロシアのアレクサンダー・クズネツォフ（ロシア科学アカデミー教授）が世界遺産委員会に対し辞意を表明し、ロシアは事実上開催権を返上することになり、副議長国が持ち回りで議長役を務める輪番制で早急にユネスコ本部で開催すべきとの提案もあったが、委員会の運営規則では議長国名の英語アルファベット順（政体名詞は除く）で次番の副議長国を任命することになっており（Russian Federation→Kingdom of Saudi Arabia→Republic of South Africa→Kingdom of Thailand→(一巡して)→Argentine Republic→Republic of Italy）、これに従いサウジアラビアが引き継ぐこととなった。
なお、2023年1月25日にユネスコ本部で開催された第18回世界遺産委員会臨時会議において、緊急案件が発議され3件の新規登録と危機遺産指定が行われた（下記「臨時会議での新規登録」および「臨時会議での緊急指定」を参照）。

開催日程および開催地の変更はこれまでにも、中国の蘇州市で開催予定だった2003年の第27回世界遺産委員会がSARSの影響で、バーレーンのマナーマで開催予定だった2011年の第35回世界遺産委員会がバーレーン騒乱により中止となり、ユネスコ本部で開催されたことはあった。

## 委員国
委員国は以下の通りである。地域区分はユネスコ執行委員会委員国のグループ区分に準じている。国名の太文字は議長・副議長国。
| 議長国→辞退                             | ロシア                           | 議長アレクサンダー・クズネツォフ（辞任） ※副議長国として残留                      |
| ヨーロッパ・北アメリカ （グループⅠ・Ⅱ） | イタリア                         | 副議長国                                                                          |
| ヨーロッパ・北アメリカ （グループⅠ・Ⅱ） | ベルギー                         |                                                                                   |
| ヨーロッパ・北アメリカ （グループⅠ・Ⅱ） | ブルガリア                       |                                                                                   |
| ヨーロッパ・北アメリカ （グループⅠ・Ⅱ） | ギリシャ                         |                                                                                   |
| ヨーロッパ・北アメリカ （グループⅠ・Ⅱ） | メキシコ                         |                                                                                   |
| カリブ・ラテンアメリカ （グループⅢ）    | アルゼンチン                     | 副議長国                                                                          |
| カリブ・ラテンアメリカ （グループⅢ）    | セントビンセント・グレナディーン |                                                                                   |
| アジア・太平洋 （グループⅣ）            | タイ                             | 副議長国                                                                          |
| アジア・太平洋 （グループⅣ）            | インド                           | 報告担当。担当者はShikha Jain（INTACH議長・元インド文化省世界遺産諮問委員会委員） |
| アジア・太平洋 （グループⅣ）            | 日本                             |                                                                                   |
| アフリカ （グループⅤ-a）                | 南アフリカ共和国                 | 副議長国                                                                          |
| アフリカ （グループⅤ-a）                | エチオピア                       |                                                                                   |
| アフリカ （グループⅤ-a）                | ルワンダ                         |                                                                                   |
| アフリカ （グループⅤ-a）                | マリ                             |                                                                                   |
| アフリカ （グループⅤ-a）                | ナイジェリア                     |                                                                                   |
| アフリカ （グループⅤ-a）                | ザンビア                         |                                                                                   |
| アラブ諸国 （グループⅤ-b）              | サウジアラビア                   | 副議長国⇒議長国／議長ハイファ・アルモグリン王女                                   |
| アラブ諸国 （グループⅤ-b）              | エジプト                         |                                                                                   |
| アラブ諸国 （グループⅤ-b）              | オマーン                         |                                                                                   |
| アラブ諸国 （グループⅤ-b）              | カタール                         |                                                                                   |

## 臨時会議での新規登録
本会議に先駆け、2023年1月25日に開催された第18回世界遺産委員会臨時会議において例外的に新規登録が行われた。いずれも危機遺産指定のための緊急措置であった。臨時会議で新規登録が行われたのは、1981年の第1回においてヨルダンの申請で登録されたエルサレムの旧市街とその城壁群以来のこと。
| 文化遺産 | 文化遺産                                 | 文化遺産   | 文化遺産 | 文化遺産 | 文化遺産 |
| 画像 | 登録名                                   | 推薦国     | 登録基準 |          |          |
| --- | ---------------------------------------- | ---------- | -------- | -------- | -------- |
| | オデーサ歴史地区                         | ウクライナ | (2)，(4) |          |          |
| The Historic Centre of Odesa |                                          | ウクライナ | (2)，(4) |          |          |
| Le centre historique d’Odesa |                                          | ウクライナ | (2)，(4) |          |          |
| 「黒海の真珠」と形容される港湾都市。登録決定に際しオードレ・アズレユネスコ事務局長は「自由都市、世界都市、映画、文学、芸術に足跡を残した伝説の港」と評価した。 |                                          |            |          |          |          |
| | トリポリのラシード・カラーミー国際見本市 | レバノン   | (2)，(4) |          |          |
| Rachid Karami International Fair-Tripoli |                                          | レバノン   | (2)，(4) |          |          |
| Foire internationale Rachid Karameh-Tripoli |                                          | レバノン   | (2)，(4) |          |          |
| レバノンの首相を務めたラシード・カラーミーの名を冠した1962年に建てられた国際見本市会場。オスカー・ニーマイヤーによる設計。                                     |                                          |            |          |          |          |
| | 古代サバ王国のランドマーク、マリブ       | イエメン   | (3)，(4) |          |          |
| Landmarks of the Ancient Kingdom of Saba, Marib |                                          | イエメン   | (3)，(4) |          |          |
| Hauts lieux de l'ancien royaume de Saba, Marib |                                          | イエメン   | (3)，(4) |          |          |
| 紀元前1000年頃から前630年頃に地中海や東アフリカとの交易拠点として繁栄したサバ王国の重要都市。                                                                  |                                          |            |          |          |          |

## 審議対象の推薦物件一覧
物件名に * 印が付いているものは既に登録されている物件の拡大登録などを示す。太字は正式登録（既存物件の拡大などについては申請用件が承認）された物件。英語名とフランス語名はWorld Heritage Centre 2023aに基づいており、登録時に名称が変更された場合にはその名称を説明文中で太字で示す。
審議は委員会開催期間中9月16～20日の5日間を充てる。 2022年分から始まり、自然遺産→複合遺産→文化遺産の順に、それぞれ推薦国名の英語アルファベット順に行われる。

### 2022年分
2022年に開催予定だった第45回世界遺産委員会での審議を前提に、期日（2021年2月1日）までに推薦書を提出し、書類点検を経て受理された物件が対象。

#### 自然遺産
| 画像 | 推薦名                                                                        | 推薦国                       | 勧告     | 決議 | 登録基準       |
| --- | ----------------------------------------------------------------------------- | ---------------------------- | -------- | ---- | -------------- |
| | ヒルカニアの森林群*                                                           | イラン アゼルバイジャン      | 承認     | 承認 | (9)            |
| Hyrcanian Forests [extension and renomination of Hyrcanian Forests (Iran, Islamic Republic of), inscribed in 2019, criterion (ix)] |                                                                               | イラン アゼルバイジャン      | 承認     | 承認 | (9)            |
| Forêts hyrcaniennes [ extension et nouvelle proposition d’inscription des « Forêts hyrcaniennes » Iran (République islamique d') inscrit en 2019, critère (ix)] |                                                                               | イラン アゼルバイジャン      | 承認     | 承認 | (9)            |
| 2019年にイランの世界遺産として登録された「ヒルカニアの森林群」のアゼルバイジャン国内への拡大推薦。遺存種はアゼルバイジャン側の方が豊富であることが評価された。ヒルカン国立公園も参照のこと。 |                                                                               |                              |          |      |                |
| | ハロン湾・カットバー群島（ハロン湾の拡大・再推薦）*                           | ベトナム                     | 登録延期 | 承認 | (7), (8)       |
| Ha Long Bay Cat Ba Archipelago [extension and renomination of“Ha Long Bay” inscribed in 1994, criteria (vii)(viii), extended in 2000] |                                                                               | ベトナム                     | 登録延期 | 承認 | (7), (8)       |
| Baie d’Ha Long archipel de Cat Ba [extension et nouvelle proposition d’inscription de la « Baie d’Ha Long » inscrit en 1994, critères (vii)(viii), élargi en 2000] |                                                                               | ベトナム                     | 登録延期 | 承認 | (7), (8)       |
| カットバー群島の単独推薦は、第38回世界遺産委員会で不登録勧告を受けて取り下げられていた。今回はカットバー群島をハロン湾に含めるための植生や地質的な相違点をより科学的な説明を求めるとともに、観光船や水上生活者が排出する海洋汚染への追加対策を求めた。カットバー群島がハロン湾の一部であることを証明する共通の海洋生態系に関する追加情報が評価され、水質汚濁抑制のための啓蒙と監視強化に加え浄化も約束したことで、登録延期勧告から一転しての拡張登録承認となった。正式名は「ハロン湾＝カットバー群島」となった。 |                                                                               |                              |          |      |                |
| | アジガルリュウケツジュの生息地                                                | モロッコ                     | ――       | ――   |                |
| Area of the Ajgal Dragon Tree |                                                                               | モロッコ                     | ――       | ――   |                |
| Aire du Dragonnier Ajgal |                                                                               | モロッコ                     | ――       | ――   |                |
| 勧告が出る前に取り下げられた。 |                                                                               |                              |          |      |                |
| | オザラ・コクア森林山塊                                                        | コンゴ共和国                 | 登録延期 | 登録 | (9), (10)      |
| Forest Massif of Odzala Kokoua |                                                                               | コンゴ共和国                 | 登録延期 | 登録 | (9), (10)      |
| Massif Forestier d’ Odzala Kokoua |                                                                               | コンゴ共和国                 | 登録延期 | 登録 | (9), (10)      |
| アマゾンに次ぐ広さを誇る熱帯雨林であるコンゴ盆地にあり、ニシローランドゴリラやマルミミゾウなどの希少種と多様な生物相が見られる。ブッシュミートや象牙の密猟が問題視されたが、類人猿の緊急保護の必要性に加え、生物圏保護区・ラムサール条約と組み合わせた新たな保護政策やアフリカで最も進んだエコツーリズムの取り組みが評価され、登録延期勧告から一転しての登録となった。コンゴ共和国のみで単独保有する遺産としては初となる。オザラ・コクア国立公園（1935年に制定されたアフリカで最古の国立公園）も参照。           |                                                                               |                              |          |      |                |
| | アンドレファナの乾燥林群（ツィンギ・デ・ベマラ厳正自然保護区の拡大・再推薦）* | マダガスカル                 | 承認     | 承認 | (7), (9), (10) |
| Andrefana Dry Forests [extension and renomination of “Tsingy de Bemaraha Strict Nature Reserve”, inscribed in 1990, criteria (vii)(x)] |                                                                               | マダガスカル                 | 承認     | 承認 | (7), (9), (10) |
| Les forêts sèches de l’Andrefana [extension et nouvelle proposition d’inscription de « Réserve naturelle intégrale du Tsingy de Bemaraha » , inscrit en 1990, critères (vii)(x)] |                                                                               | マダガスカル                 | 承認     | 承認 | (7), (9), (10) |
| ツィンギ・デ・ベマラ国立公園以外に、3件の国立公園、2件の特別保護区が登録されるとともに、登録基準に (9) が追加された。マダガスカルの乾燥落葉樹林も参照。 |                                                                               |                              |          |      |                |
| | プレー山およびマルティニーク北部の尖峰群の火山・森林群                        | フランス （ マルティニーク） | 登録延期 | 登録 | (8), (10)      |
| Volcanoes and Forests of Mount Pelée and the Pitons of Northern Martinique |                                                                               | フランス （ マルティニーク） | 登録延期 | 登録 | (8), (10)      |
| Volcans et forêts de la Montagne Pelée et des pitons du nord de la Martinique |                                                                               | フランス （ マルティニーク） | 登録延期 | 登録 | (8), (10)      |
| 西インド諸島にあるフランスの海外県マルティニークのプレー山は「世界で最も活発な火山の一つ」とされる。火山性生態系における生物多様性の追加情報と、マルティニークの生物圏保護区と共通する新たに作成した保護政策が評価され、登録延期勧告から一転しての登録となった。 |                                                                               |                              |          |      |                |

#### 文化遺産
| 画像 | 推薦名                                                        | 推薦国                                       | 勧告     | 決議     | 登録基準      |
| --- | ------------------------------------------------------------- | -------------------------------------------- | -------- | -------- | ------------- |
| | ペルシアのキャラバンサライ                                    | イラン                                       | 情報照会 | 登録     | (2), (3)      |
| The Persian Caravanserai |                                                               | イラン                                       | 情報照会 | 登録     | (2), (3)      |
| Le caravansérail persan |                                                               | イラン                                       | 情報照会 | 登録     | (2), (3)      |
| 24州に分布する54ヶ所が対象。砂漠地帯にあって水の確保する工夫や、キャラバンの安全を保障する構造を評価。今後はサライ間の隊商路や、各時代における他の交易路（例:シルクロード）との接続など、文化の道としての研究を拡大すること、乾燥地帯ゆえの保全の在り方についてなどを求めた。保全に関しては新たに設けられた気象が与える影響に関しての対策案の提示も求めていたが応じておらず（下記「委員会への批判」の節参照）、あえて付帯事項として付け加えた。 |                                                               |                                              |          |          |               |
| | サンティニケタン                                              | インド                                       | 登録     | 登録     | (4), (6)      |
| Santiniketan |                                                               | インド                                       | 登録     | 登録     | (4), (6)      |
| Santiniketan |                                                               | インド                                       | 登録     | 登録     | (4), (6)      |
| サンティニケタンはウェストベンガル州にある町で、19世紀以来段階的に形成された大学を中心としている。イギリス領インド帝国下にあって、コロニアル様式や同時期流行したモダニズム建築ではなく、地域の古代から中世にかけての伝統的意匠を融合した独自の建築で、創設者であるラビンドラナート・タゴールの精神性を表現していると評価。 |                                                               |                                              |          |          |               |
| | シルクロード : ザラフシャン・カラクム回廊                     | ウズベキスタン タジキスタン トルクメニスタン | 登録     | 登録     | (2), (3), (5) |
| Silk Roads: Zarafshan Karakum Corridor |                                                               | ウズベキスタン タジキスタン トルクメニスタン | 登録     | 登録     | (2), (3), (5) |
| Routes de la soie : corridor de Zeravchan Karakoum |                                                               | ウズベキスタン タジキスタン トルクメニスタン | 登録     | 登録     | (2), (3), (5) |
| ウズベキスタンとタジキスタンの構成資産から成る「シルクロード:パンジケント-サマルカンド-ポイケント回廊」(Silk Roads: Penjikent-Samarkand-Poykent Corridor) は2014年の第38回世界遺産委員会で「登録延期」勧告を受け、「情報照会」決議となっていた。今回はトルクメニスタンも加えた全長約866キロを新規物件として推薦された。正式登録名は「シルクロード:ザラフシャン＝カラクム回廊」となった。 |                                                               |                                              |          |          |               |
| | コー・ケー : 古代リンガプラ（チョック・ガルギャー）の考古遺跡 | カンボジア                                   | 登録     | 登録     | (2), (4)      |
| Koh Ker: Archaeological Site of Ancient Lingapura or Chok Gargyar |                                                               | カンボジア                                   | 登録     | 登録     | (2), (4)      |
| Koh Ker : site archéologique de l’ancienne Lingapura ou Chok Gargyar |                                                               | カンボジア                                   | 登録     | 登録     | (2), (4)      |
| アンコール遺跡とは異なる土着の文化を採り入れた独自様式の寺院と、貯水池・堤防・道路などのインフラ史跡が当時の社会・経済・農業・都市計画などを詳らかにすると評価。 |                                                               |                                              |          |          |               |
| | 伽耶古墳群                                                    | 大韓民国                                     | 登録     | 登録     | (3)           |
| Gaya Tumuli |                                                               | 大韓民国                                     | 登録     | 登録     | (3)           |
| Tumuli de Gaya |                                                               | 大韓民国                                     | 登録     | 登録     | (3)           |
| 慶尚北道、慶尚南道、全羅北道に残る伽耶の古墳群7件を対象とする。小国連合体である伽耶が生き残るため、墓という最も重要な聖域に強大な周辺各国の様式を採り入れたことが文化多様性を表していると評価。一方で一部の古墳が私有地であることから行政による購入で保全性を高めることや、隣接する道路の影響緩和などを求めた。 |                                                               |                                              |          |          |               |
| | 普洱の景邁山古茶林の文化的景観                                | 中華人民共和国                               | 登録     | 登録     | (3), (5)      |
| Cultural Landscape of Old Tea Forests of the Jingmai Mountain in Pu’er |                                                               | 中華人民共和国                               | 登録     | 登録     | (3), (5)      |
| Paysage culturel des forêts anciennes de théiers de la montagne Jingmai à Pu’er |                                                               | 中華人民共和国                               | 登録     | 登録     | (3), (5)      |
| 茶馬古道の出発点に当たる地域で古くから培われてきた、プーアル茶生産地の文化的景観を対象とする物件である。2016年の第40回世界遺産委員会で茶の生産景観の世界遺産化が検討されたことをうけ、急遽国内候補地の優先順位を繰り上げての推薦。少数民族固有の文化を茶生産というかたちで継承し、集落構造なども茶生産を中心に造られている独創性と、無形文化遺産「伝統的な製茶技術と社会的習慣（中国传统制茶技艺及其相关习俗）」や世界農業遺産との互換性が評価された。 |                                                               |                                              |          |          |               |
| | 鹿石および青銅器時代の関連遺跡群                              | モンゴル                                     | 登録     | 登録     | (1), (3)      |
| Deer Stone Monuments and Related Sites of Bronze Age |                                                               | モンゴル                                     | 登録     | 登録     | (1), (3)      |
| Monuments des pierres à cerfs et sites associés de l’âge du bronze |                                                               | モンゴル                                     | 登録     | 登録     | (1), (3)      |
| 中央アジア遊牧民の起源と、彼らの社会や暮らしと芸術観（美学・美意識）を解明するのに役立つ文化的空間であると評価。第44回世界遺産委員会（拡大）では、勧告・決議とも「情報照会」だった。 |                                                               |                                              |          |          |               |
| | ゲデオの文化的景観                                            | エチオピア                                   | 登録     | 登録     | (3), (5)      |
| The Gedeo Cultural landscape |                                                               | エチオピア                                   | 登録     | 登録     | (3), (5)      |
| Le paysage culturel du pays gedeo |                                                               | エチオピア                                   | 登録     | 登録     | (3), (5)      |
| エチオピアのコーヒー産地であるアグロフォレストリーが代表的景観だが、それを支える先住民族が育んできた肥沃な土壌の形成、断崖上の焼畑、6000にも及ぶ巨石石碑などが総合的に評価された。 |                                                               |                                              |          |          |               |
| | バタマリバ人の土地クタマク*                                   | ベナン                                       | 情報照会 | 承認     | (5), (6)      |
| Koutammakou, the Land of the Batammariba [extension of “Koutammakou, the Land of the Batammariba”, Togo, inscribed in 2004, criteria (v)(vi)] |                                                               | ベナン                                       | 情報照会 | 承認     | (5), (6)      |
| Koutammakou, le pays des Batammariba [extension de « Koutammakou, le pays des Batammariba » Togo, inscrit en 2004 , critères (v)(vi)] |                                                               | ベナン                                       | 情報照会 | 承認     | (5), (6)      |
| トーゴの世界遺産として2004年に登録された資産を、ベナン領内のバタマリバ人の居住地に拡大する推薦。 |                                                               |                                              |          |          |               |
| | チヴィタ・ディ・バーニョレージョの文化的景観                  | イタリア                                     | ――       | ――       |               |
| The Cultural Landscape of Civita di Bagnoregio |                                                               | イタリア                                     | ――       | ――       |               |
| Le paysage culturel de Civita di Bagnoregio |                                                               | イタリア                                     | ――       | ――       |               |
| 勧告前に取り下げられた。 |                                                               |                                              |          |          |               |
| | タラヨ期メノルカ - キュクロプス式建造物の島のオデッセイ       | スペイン                                     | 登録     | 登録     | (3), (4)      |
| Talayotic Menorca - A cyclopean island odyssey |                                                               | スペイン                                     | 登録     | 登録     | (3), (4)      |
| Minorque talayotique - l’odyssée d’une île cyclopéenne |                                                               | スペイン                                     | 登録     | 登録     | (3), (4)      |
| 第41回世界遺産委員会では、勧告・決議とも「登録延期」だった。正式登録に際し、名称が「タラヨ期メノルカの先史遺跡群」（英語: Prehistoric Sites of Talayotic Menorca / フランス語: Sites préhistoriques de la Minorque talayotique）となった。 |                                                               |                                              |          |          |               |
| | ジャテツとザーツホップの景観                                  | チェコ                                       | 登録     | 登録     | (3), (4), (5) |
| Žatec and the Landscape of Saaz Hops |                                                               | チェコ                                       | 登録     | 登録     | (3), (4), (5) |
| Žatec et le paysage du houblon Saaz |                                                               | チェコ                                       | 登録     | 登録     | (3), (4), (5) |
| ホップの産地ジャテツ（ドイツ語名:ザーツ）は、第42回世界遺産委員会では勧告・決議とも「登録延期」だった。近代化が進むチェコのビール生産工程の中にあって伝統的なホップの栽培・出荷から製品加工・流通までの行程を保持しており、無形文化遺産に申請中のチェコビール醸造の構成資産でもある。登録地はホップ農場が広がるトルノヴァニ村などに加え、ジャテツのホップ取引場やビアホールがある商業地区とブルワリーがある工業地帯、生産地と市街地を結ぶオジェ川の舟運河川港など。 |                                                               |                                              |          |          |               |
| | ヴァイキング時代の円形要塞群                                  | デンマーク                                   | 登録     | 登録     | (3), (4)      |
| Viking Age Ring Fortresses |                                                               | デンマーク                                   | 登録     | 登録     | (3), (4)      |
| Forteresses circulaires de l’âge des Vikings |                                                               | デンマーク                                   | 登録     | 登録     | (3), (4)      |
| ハーラル1世によって築城された5つの環状要塞である。これらは重要な陸地や海路の近くに造られ、周囲の自然地形にあった防御目的で使われた。 |                                                               |                                              |          |          |               |
| | エアフルトの中世ユダヤ人関連遺産                              | ドイツ                                       | 登録     | 登録     | (4)           |
| Jewish-Medieval Heritage of Erfurt |                                                               | ドイツ                                       | 登録     | 登録     | (4)           |
| Patrimoine médiéval juif d’Erfurt |                                                               | ドイツ                                       | 登録     | 登録     | (4)           |
| 11世紀に成立したユダヤ人街で、黒死病の流行により1349年に排斥運動が展開されユダヤ人の財産は没収。シナゴーグは市が接収して倉庫に改装され500年間使われ続け、19世紀以降はレストランやボーリング場に改修されたが、奇跡的に外観は維持された。エアフルトに残る最古の石造建築物。 |                                                               |                                              |          |          |               |
| | ゴルディオン                                                  | トルコ                                       | 登録     | 登録     | (3)           |
| Gordion |                                                               | トルコ                                       | 登録     | 登録     | (3)           |
| Gordion |                                                               | トルコ                                       | 登録     | 登録     | (3)           |
| ゴルディアスの結び目の逸話とも結びつくフリュギアの首都の遺跡。諮問機関は「エーゲ海と地中海と近東を結ぶほぼ全ての交易路が交差する経済戦略面で重要な地位を占め、アッシリア・バビロニア・ヒッタイト・古代ギリシア・古代ローマ・ビザンティン帝国など各時代の遺跡が多層的に残されていることが素晴らしい」とし、委員会も「青銅器時代から中世を経て近世のオスマン帝国時代まで営みが続き、今も人々の暮らしがあり、遺跡と共存している重層さは圧巻」と評価。 |                                                               |                                              |          |          |               |
| | カルースト・グルベンキアン財団本部と庭園                      | ポルトガル                                   | 登録延期 | ――       |               |
| The Calouste Gulbenkian Foundation Head Office and Garden |                                                               | ポルトガル                                   | 登録延期 | ――       |               |
| Le siège et jardin de la fondation Calouste Gulbenkian |                                                               | ポルトガル                                   | 登録延期 | ――       |               |
| アルメニア人の実業家カルースト・グルベンキアンが残した財産を基に設立された財団本部の建物と、その庭園が対象となっていた。審議前に推薦国によって取り下げられた。 |                                                               |                                              |          |          |               |
| | クールラントのクルディーガ/ゴールディンゲン                   | ラトビア                                     | 登録     | 登録     | (5)           |
| Kuldīga / Goldingen in Courland |                                                               | ラトビア                                     | 登録     | 登録     | (5)           |
| Kuldīga / Goldingue en Courlande |                                                               | ラトビア                                     | 登録     | 登録     | (5)           |
| 旧市街の中に伝統的な丸太造り（外壁は化粧板仕立て）で反りがある瓦葺き屋根の民家が多く残されていることが高く評価された。登録に際し、名称が「クルディーガの旧市街」(英語: Old town of Kuldīga / フランス語: Vieille ville de Kuldīga) に変更された。 |                                                               |                                              |          |          |               |
| | モダニズム建築都市カウナス : 楽天主義の建築、1919年-1939年    | リトアニア                                   | 登録延期 | 登録     | (4)           |
| Modernist Kaunas: Architecture of Optimism, 1919-1939 |                                                               | リトアニア                                   | 登録延期 | 登録     | (4)           |
| Kaunas, ville moderniste : une architecture de l’optimisme, 1919-1939 |                                                               | リトアニア                                   | 登録延期 | 登録     | (4)           |
| 1918年にリトアニア第一共和国として歴史上初めて独立を果たしてから、1939年にリトアニア・ソビエト社会主義共和国としてソビエト連邦構成共和国となるまでを「楽観的な浮かれた時代」と呼び、一時期臨時首都であった間も自由奔放な建物が建てられたが、社会主義下では退廃的だとして解体されたものもある。建築史上、楽天主義様式が明確に立証されていないことを理由に登録延期勧告が出されたが、現在のロシアによる押圧的な世界の中で楽天主義の大切さを訴え、建物の多くが民間所有ながら所有者・入居者も参加する住民主体の管理計画を追加提出したことが評価され、一転しての登録となった。但し、2025年12月までに楽天主義の歴史的意義と、それを反映した建築様式の説明を提出するよう求められた。 |                                                               |                                              |          |          |               |
| | ゴロホヴェツ歴史地区                                          | ロシア連邦                                   | 登録延期 | 登録延期 |               |
| Historic Center of Gorokhovets |                                                               | ロシア連邦                                   | 登録延期 | 登録延期 |               |
| Centre historique de Gorokhovets |                                                               | ロシア連邦                                   | 登録延期 | 登録延期 |               |
| モスクワと中欧を結ぶ中間都市で、手工業生産とそれを売る商業で栄え、ロシア・バロックが主流だった街並みに、西欧文化に触れた裕福な商人によってルネサンス建築が持ち込まれ、融合した独自の建築様式が形成された。これまでロシアの世界遺産は教会やクレムリンが主体であったが、ゴロホヴェツが登録されれば初めて民家などが対象となるはずだった。バロックとルネサンス融合の変遷や北方ルネサンス建築としてまだ認知されていないことなどを理由に登録延期勧告が出された。登録延期勧告に地元民は、欧米による妨害工作が行われたという陰謀論めいた論調が広まり（プロパガンダではない）、戦時体制下のロシア人の心情・心境を代弁するかのような事態となった。審議では勧告通り、登録延期となった。 |                                                               |                                              |          |          |               |
| | トロンデック＝クロンダイク                                    | カナダ                                       | 登録     | 登録     | (4)           |
| Tr’ondëk-Klondike |                                                               | カナダ                                       | 登録     | 登録     | (4)           |
| Tr’ondëk-Klondike |                                                               | カナダ                                       | 登録     | 登録     | (4)           |
| クロンダイク・ゴールドラッシュを含む19世紀から20世紀の先住民トロンデク・フェチェン先住民と入植者たちの関係を示す遺跡を含む。鉱山集落や墓地と交易所でもあったリライアンス砦など8ヶ所が対象。鉱山は現在も稼働中で、鉱毒など環境への影響をモニタリングするよう求められた。第42回世界遺産委員会に向けて推薦されたことがあったが、正式勧告前に取り下げられていた。 |                                                               |                                              |          |          |               |
| | タカリク・アバフ国立考古公園                                  | グアテマラ                                   | 情報照会 | 登録     | (2), (3)      |
| National Archaeological Park Tak’alik Ab’aj |                                                               | グアテマラ                                   | 情報照会 | 登録     | (2), (3)      |
| Parc archéologique national Tak’alik Ab’aj |                                                               | グアテマラ                                   | 情報照会 | 登録     | (2), (3)      |
| 日本では「アバフ・タカリク」とも表記される。マヤ語で「立っている石」の意味。先古典期の建造物や、彫刻の施された石碑が残るレタルレウ県の遺跡である。オルメカ文明からマヤ文明への移行期を観察できることや、独自の宇宙観の表現が評価。メキシコのテワンテペク地峡と現在のエルサルバドル周辺を結ぶ交易路の中核となる商都であったことから、交易品に関する出土物の追加情報を提出し登録された。 |                                                               |                                              |          |          |               |

### 2023年分
2023年に開催予定だった第46回世界遺産委員会での審議を前提に、期日（2022年2月1日）までに推薦書を提出し、書類点検を経て受理された物件が対象。

#### 自然遺産
| 画像 | 推薦名                                           | 推薦国                                       | 勧告     | 決議 | 登録基準  |
| --- | ------------------------------------------------ | -------------------------------------------- | -------- | ---- | --------- |
| | 寒冬のトゥラン砂漠群                             | ウズベキスタン カザフスタン トルクメニスタン | 登録     | 登録 | (9), (10) |
| Cold Winter Deserts of Turan |                                                  | ウズベキスタン カザフスタン トルクメニスタン | 登録     | 登録 | (9), (10) |
| Déserts turaniens à hiver froid |                                                  | ウズベキスタン カザフスタン トルクメニスタン | 登録     | 登録 | (9), (10) |
| 3ヶ国14の国立公園や自然保護区で構成。砂漠とステップの過酷な環境下における多様な生物相、特にウリアル・サイガ・ガゼル・クロヅルなどの絶滅危惧種の貴重な生息地であることが評価された。自然遺産の諮問機関である国際自然保護連合（IUCN）が2020年に取りまとめたテーマ・分野別研究報告で、「内陸性気候（ステップ気候）の世界遺産が殆どないため中央アジアに注目する」としたことをうけての推薦で、IUCNは「世界遺産リストの穴を埋める」と評価。 |                                                  |                                              |          |      |           |
| | ティグロヴァヤ・バルカ自然保護区のトゥガイ森林群 | タジキスタン                                 | 登録     | 登録 | (9)       |
| Tugay forests of the Tigrovaya Balka Nature Reserve |                                                  | タジキスタン                                 | 登録     | 登録 | (9)       |
| Forêts de tugay de la Réserve naturelle de Tigrovaya Balka |                                                  | タジキスタン                                 | 登録     | 登録 | (9)       |
| トゥガイはポプラ（ユーラシアポプラ）・ヤナギ・タマリスクなどによる河畔林のことで、乾燥帯において緑の回廊として生態系に貢献している。ホッジャ-カジヨン山脈とそこから流れ出るトゥゲイ川、川が横断するカシュカ-クム砂漠の疎林が対象。上掲「寒冬のトゥラン砂漠群」同様に数少ない内陸性気候の世界遺産となる。 |                                                  |                                              |          |      |           |
| | ウルク・バニ・マアリッド                         | サウジアラビア                               | 登録     | 登録 | (7), (9)  |
| ‘Uruq Bani Ma’arid |                                                  | サウジアラビア                               | 登録     | 登録 | (7), (9)  |
| ‘Uruq Bani Ma’arid |                                                  | サウジアラビア                               | 登録     | 登録 | (7), (9)  |
| ウルク・バニ・マアリッドはルブアルハリ砂漠の西端に位置する自然保護区である。オマーンのアラビアオリックスの保護区が抹消された世界遺産となり、現在アラビアオリックスの完全自然放牧で最大の頭数を誇る保護区であることも評価され、再野生化という人為的・人工的な自然環境であっても評価の対象となる可能性を示唆した。サウジアラビアにとって初の自然遺産となった。                                                                          |                                                  |                                              |          |      |           |
| | バレ山地国立公園                                 | エチオピア                                   | 登録     | 登録 | (7), (10) |
| Bale Mountains National Park |                                                  | エチオピア                                   | 登録     | 登録 | (7), (10) |
| Parc national des monts Balé |                                                  | エチオピア                                   | 登録     | 登録 | (7), (10) |
| 第4回世界遺産委員会で「登録延期」と決議されていた。熱帯常緑樹林と高地性草原に洞窟群が織りなす特殊な環境下での生物多様性と固有種の鳥類の豊富さが評価。現地の方言では「ベール山地」と呼ぶこともある。国立公園内にはエチオピアを潤す五つの河川の源流域があり、世界遺産推薦範囲としては緩衝地帯となる区域で、人口増加による需要や工業用の取水が行われるようになり、水資源管理が求められた。                                               |                                                  |                                              |          |      |           |
| | ニュングェ国立公園                               | ルワンダ                                     | 情報照会 | 登録 | (10)      |
| Nyungwe National Park |                                                  | ルワンダ                                     | 情報照会 | 登録 | (10)      |
| Parc national de Nyungwe |                                                  | ルワンダ                                     | 情報照会 | 登録 | (10)      |
| 絶滅危惧種の12種の哺乳類と7種の鳥類の緊急保護の必要性から登録された。国立公園域はルワンダの淡水供給源の70％を占めており、水生生物や昆虫などの調査を進めることを求めた。初のルワンダの世界遺産となった。 |                                                  |                                              |          |      |           |
| | アペニン山脈北部の蒸発岩のカルスト・洞窟群       | イタリア                                     | 情報照会 | 登録 | (8)       |
| Evaporitic Karst and Caves on Northern Apennines |                                                  | イタリア                                     | 情報照会 | 登録 | (8)       |
| Karst et grottes évaporitiques de l’Apennin du Nord |                                                  | イタリア                                     | 情報照会 | 登録 | (8)       |
| 7ヶ所の国立公園や地域公園・自然保護区が対象。ここのカルストのチョークは地球科学上の未解決問題の一つメッシニアン塩分危機を解決する可能性を秘めている。 |                                                  |                                              |          |      |           |
| | アンティコスティ                                 | カナダ                                       | 登録     | 登録 | (8)       |
| Anticosti |                                                  | カナダ                                       | 登録     | 登録 | (8)       |
| Anticosti |                                                  | カナダ                                       | 登録     | 登録 | (8)       |
| 海洋域における白亜紀と古第三紀の間の大量絶滅を解明するのに役立つとされる石灰岩堆積物と化石が広域に分布する。石灰岩のみならず石油や天然ガスなどの天然資源により潤ってきたが、保護のために島全体での採掘を全面中止とした英断が高く評価され、還元資金で裕福な暮らしをしてきた先住民のイヌ族も保護に賛同したことも評価された。アンティコスティ国立公園も参照。                                                                            |                                                  |                                              |          |      |           |

#### 複合遺産
| 画像 | 推薦名                   | 推薦国   | 勧告     | 決議     | 登録基準 |
| --- | ------------------------ | -------- | -------- | -------- | -------- |
| | モンゴル・アルタイ高原群 | モンゴル | 登録延期 | 登録延期 |          |
| Highlands of the Mongolian Altai |                          | モンゴル | 登録延期 | 登録延期 |          |
| Hauts plateaux de l’Altaï mongol |                          | モンゴル | 登録延期 | 登録延期 |          |
| アルタイ・タヴァン・ボグド国立公園などを対象とする。文化遺産面で2011年に登録されたモンゴル・アルタイ山脈の岩絵群との重複が指摘。無形文化遺産の鷹狩が盛んに行われている場所でもある。勧告通りに登録延期決議となった。 |                          |          |          |          |          |
| | ザゴリの文化的景観       | ギリシャ | 登録延期 | 登録     | (5)      |
| Zagori Cultural Landscape |                          | ギリシャ | 登録延期 | 登録     | (5)      |
| Paysage culturel de Zagori |                          | ギリシャ | 登録延期 | 登録     | (5)      |
| 「ギリシャのグランドキャニオン」と形容されるピンドゥス山脈のヴィコス峡谷の独特な地層や植生といった自然環境と調和する17～18世紀の建造物が奏でる風景美。中世の地震で壊滅的打撃をうけた後、オスマン様式で再建された石造り家屋がヴォイドマティス川沿いに建ち並び、周囲をプラタナスによる"神聖な森"（ギリシャ正教に由来）に囲まれている。ギリシャの世界遺産は古代ギリシアかビザンティン帝国のものに限られてきたが、初めて近世のオスマン帝国下のものが登録された。文化遺産としての登録。生物多様性を理由とする将来的な自然遺産要素の登録には含みを残した。 |                          |          |          |          |          |

#### 文化遺産
| 画像 | 推薦名 | 推薦国           | 勧告     | 決議     | 登録基準      |
| --- | --- | ---------------- | -------- | -------- | ------------- |
| | マスレの文化的景観                                                                                         | イラン           | 不登録   | 登録延期 |               |
| The Cultural Landscape of Masouleh | | イラン           | 不登録   | 登録延期 |               |
| Le Paysage culturel de Masouleh | | イラン           | 不登録   | 登録延期 |               |
| 3000メートル級の山々に囲まれた高地に形成された雲霧林を活かし、古代の牧畜民や遊牧民が切り拓いた斜面にある集落景観。集落内に墓地があるなどイスラム化以前の宗教形態を留めている。審議では一段階上の登録延期決議となった。 | |                  |          |          |               |
| | ホイサラ朝の宗教建造物群                                                                                   | インド           | 情報照会 | 登録     | (1), (2), (4) |
| Sacred Ensembles of the Hoysalas | | インド           | 情報照会 | 登録     | (1), (2), (4) |
| Ensembles sacrés des Hoysala | | インド           | 情報照会 | 登録     | (1), (2), (4) |
| ホイサラ朝は治世中に1500もの寺院を建設し、現在も約100件が残されており、ナガラ様式・ブミジャ様式・ドラヴィダ様式などを取り混ぜた緻密なレリーフを施したことで知られる。その中でも特に遺存状態が良いカルナータカ州ベルールのチャンナケーシャヴァ寺院、ハレビドゥのホイサレシュヴァラ寺院、ソマナタプラのケーシャヴァ寺院の三つが選ばれた。 | |                  |          |          |               |
| | ジョグジャカルタの宇宙論的軸線とその歴史的建造物群                                                         | インドネシア     | 登録     | 登録     | (2), (3)      |
| The Cosmological Axis of Yogyakarta and its Historic Landmarks | | インドネシア     | 登録     | 登録     | (2), (3)      |
| L’axe cosmologique de Yogyakarta et ses monuments historiques emblématiques | | インドネシア     | 登録     | 登録     | (2), (3)      |
| ヒンドゥー教とイスラム教が融合した土着の宇宙観を都市計画に反映したもので、スルタンの宮殿（クラトン）を中軸に、南北に延びる直線道を宇宙軸（スンブ・フィロソフィ）と位置付け、その左右に市場や伝統的家屋が広がり、聖樹を中核に据える公園が随所にあり憩いの場となっている。街の随所で繰り広げられるワヤン・クリとガムランの伝統芸能や、バティック・クリスのような伝統工芸の生産光景など無形文化要素と密接に絡み合う関係も評価。 | |                  |          |          |               |
| | 古代都市シーテープ                                                                                         | タイ             | 登録     | 登録     | (2), (3)      |
| The Ancient Town of Si Thep | | タイ             | 登録     | 登録     | (2), (3)      |
| La ville ancienne de Si Thep | | タイ             | 登録     | 登録     | (2), (3)      |
| シーテープはドヴァーラヴァティー王国の古代都市と考えられている都市遺跡で、現在はシーテープ歴史公園（カオランノック遺跡とカオタムーラート遺跡を含む）として整備・保存されている。遺跡に至る道路状況が悪く、大型観光バス用の駐車場がないことから、今後の観光整備に伴う開発に留意するよう求められた。登録に際し、名称が「古代都市シーテープおよび関連するドヴァーラヴァティー史跡群」（英語: The Ancient Town of Si Thep and its Associated Dvaravati Monuments / フランス語: La ville ancienne de Si Thep et ses monuments de Dvaravati associés）となった。 | |                  |          |          |               |
| | ジェルバ : 島嶼域での入植様式を伝える文化的景観                                                            | チュニジア       | 情報照会 | 登録     | (5)           |
| Djerba: cultural landscape, testimony to a settlement pattern in an island territory | | チュニジア       | 情報照会 | 登録     | (5)           |
| Djerba : paysage culturel, témoignage d’un mode d’occupation d’un territoire insulaire | | チュニジア       | 情報照会 | 登録     | (5)           |
| 古代ギリシア・カルタゴ・古代ローマ・アラブなどが入れ替わり入植して継承してきた伝統的な砂漠での椰子やオリーブ農業景観。それぞれの文化が残した足跡が「Cultural melting pot（文化のるつぼ）」と形容される文化的モザイクの典型例で、文化多様性を示している。雨水を集めて貯水するメンゼル（ハウシュ）と呼ばれる水利システムに関する追加情報が、水文学を推進するユネスコが評価した。正式登録に際し、名称が「ジェルバ:島嶼域の入植様式を伝える遺産」（英語: Djerba: Testimony to a settlement pattern in an island territory / フランス語: Djerba : témoignage d’un mode d’occupation d’un territoire insulaire）となった。 | |                  |          |          |               |
| | 古代エリコ / テル・エッ＝スルタン                                                                          | パレスチナ       | 登録     | 登録     | (3), (4)      |
| Ancient Jericho/Tell es-Sultan | | パレスチナ       | 登録     | 登録     | (3), (4)      |
| Ancien Jéricho/Tell es-Sultan | | パレスチナ       | 登録     | 登録     | (3), (4)      |
| 旧約聖書の世界観を反映した遺跡であると評価し、国際的に認められたパレスチナ自治政府が管理するヨルダン川西岸内にあるとした。但し、2021年にパレスチナ政府が表明したエリコ宮殿の改修工事に関して真正性への配慮を求めた。なお、イスラエルがユダヤ人遺跡であるとして推薦時に不服申し立てし、現在ユネスコを脱退中で委員会開催国のサウジと外交関係がないイスラエルだが今委員会では別件で特別招待されており（下記「委員会の運営」の節参照）、本件審議時に異議を唱え、登録が決まり満場の拍手が沸き起こるとイスラエル代表団は離席した。その後、「断固たる措置を下さざるを得ない」との武力行使を匂わせる発言をし、新たな火種になりかねない恐れもある。 | |                  |          |          |               |
| | マンダラ山地のスクルとディ＝ジド＝ビーの文化的景観（スクルの文化的景観の拡大）*                            | カメルーン       | 不承認   | ――       |               |
| The Sukur and Diy-Gid-Biy cultural landscape of Mandara Mountains [extension of “Sukur Cultural Landscape”, Nigeria , inscribed in 1999 , criteria (iii)(v)(vi)] | | カメルーン       | 不承認   | ――       |               |
| Le paysage culturel de Sukur et Diy-Gid-Biy des monts Mandara [extension de « Paysage culturel de Sukur », Nigéria, inscrit en 1999, critères (iii)(v)(vi)] | | カメルーン       | 不承認   | ――       |               |
| ナイジェリアの世界遺産として登録された「スクルの文化的景観」をカメルーン国内にも拡大する推薦だったが、審議前に推薦国による取り下げられた。 | |                  |          |          |               |
| | キナルグ人の文化的景観と移牧の道                                                                           | アゼルバイジャン | 登録     | 登録     | (3), (5)      |
| Cultural Landscape of Khinalig People and “Köç Yolu” Transhumance Route | | アゼルバイジャン | 登録     | 登録     | (3), (5)      |
| Le paysage culturel du peuple Khinalig et la route de transhumance « Köç Yolu » | | アゼルバイジャン | 登録     | 登録     | (3), (5)      |
| コーカサス山脈のアラン地域でキナルグ人が営んできた移牧に関する遺産で、遺産名の “Köç Yolu(コチヨル)” は「移動の道」（migration route）の意味。アゼルバイジャンには現在でも多くの遊牧民が暮らしており（主として南西部）、民族文化保護区を設け、生活の近代化支援を行いつつも伝統的な暮らしの継承に尽力し、放牧地の環境維持にも配慮しているが、移動に伴う道中は舗装路が多くなっている。そうした中でキナルグ人は南コーカサスで移牧という伝統的な生活様式を保持し、コチヨルも山岳地帯においては石畳や草原の踏み跡だったりする。キナルグ人の移動は山間部の高地⇔低地の垂直移動と羊毛を売りに向かう行程約200キロに及ぶ。登録地は牧草地とコチヨル（グバ～シャマキ～ゴブスタンの遺存状態が良い区間）に加え、ヤイラクという放牧時の仮住まい（季節性集落）やクサールにある越冬地集落も含まれる。 | |                  |          |          |               |
| | 王立エイセ・エイシンガ・プラネタリウム                                                                     | オランダ         | 登録     | 登録     | (4)           |
| Koninklijk Eise Eisinga Planetarium (Royal Eise Eisinga Planetarium) | | オランダ         | 登録     | 登録     | (4)           |
| Koninklijk Eise Eisinga Planetarium (Planétarium royal Eise Eisinga) | | オランダ         | 登録     | 登録     | (4)           |
| 18世紀後半に設立された、今も稼働している現存世界最古のプラネタリウムである。登録に際し、名称が「フラーネカーのエイシンガ・プラネタリウム」（英語: Eisinga Planetarium in Franeker / フランス語: Planétarium Eisinga de Franeker）となった。 | |                  |          |          |               |
| | アンマーガウ、シュタッフェル湖、ヴェアデンフェルザー・ラントにあるアルプス・プレアルプスの牧草地群と湿地群 | ドイツ           | 不登録   | ――       |               |
| Alpine and pre-alpine meadows, pastures and wetlands in the Ammergau, the Lake Staffelsee Area and the Werdenfelser Land | | ドイツ           | 不登録   | ――       |               |
| Prairies, pâturages et zones humides alpines et préalpines de l’Ammer, du lac de Staffel et du Werdenfelser | | ドイツ           | 不登録   | ――       |               |
| 東アルプス山脈の高原に残された氷河期名残の湿地と、その後の乾燥期に広がった草原を活かしたアルプス移牧などの景観。温暖化の影響で湿地が涸れたり、高山植物が枯れるなど著しい環境変化や、アグリツーリズム需要で幹線道路の拡幅に伴う排気ガスによる大気汚染など過度な観光公害も指摘された。文化遺産としての推薦だったが、自然遺産の諮問機関国際自然保護連合（IUCN）が提供した、化学肥料の多用や、ホーストレッキング需要での馬の急増が原因ではないかとされる土壌の養分変容の報告も影響したとみられる。構成資産が自然環境に偏っていることから内容を見直すとともに、保全措置や自然の回復を図り、文化的景観とすべきともされるが、観光開発で昔ながらの集落景観は失われている。審議前に推薦国による取り下げられた。                                                                              | |                  |          |          |               |
| | 木柱と木製上部構造を備えたアナトリアの中世モスク群                                                         | トルコ           | 情報照会 | 登録     | (2), (4)      |
| Medieval Mosques of Anatolia with Wooden Posts and Upper Structure | | トルコ           | 情報照会 | 登録     | (2), (4)      |
| Mosquées médiévales d’Anatolie dotées de colonnes et d’une structure supérieure en bois | | トルコ           | 情報照会 | 登録     | (2), (4)      |
| 中央アナトリア地方、黒海地方、地中海地方、エーゲ海地方に点在する5件のモスクを対象としている。石積みの外壁と屋根（屋根はスレート葺き）の重さを支える木柱列構造の技術に加え、内壁や調度品に施された精巧な木彫りも評価。登録に際し、名称が「中世アナトリアの木造多柱式モスク群」（英語: Wooden Hypostyle Mosques of Medieval Anatolia / フランス語: Mosquées hypostyles en bois de l’Anatolie médiévale）となった。 | |                  |          |          |               |
| | ニームのメゾン・カレ                                                                                       | フランス         | 登録     | 登録     | (4)           |
| The Maison Carrée of Nîmes | | フランス         | 登録     | 登録     | (4)           |
| La Maison Carrée de Nîmes | | フランス         | 登録     | 登録     | (4)           |
| ニームの歴史的建造物群は、第42回世界遺産委員会でまとめて推薦されたが、登録延期と勧告・決議されていた。今回はメゾン・カレに絞った推薦である。 | |                  |          |          |               |
| | ギマランイスの歴史地区とコウルス地区（ギマランイスの歴史地区の拡大）*                                      | ポルトガル       | 承認     | 承認     | (2), (3), (4) |
| Historic Centre of Guimarães and Couros Zone [extension of “ Historic Centre of Guimarães ”, inscribed in 2001 , criteria (ii)(iii)(iv)] | | ポルトガル       | 承認     | 承認     | (2), (3), (4) |
| Centre historique de Guimarães et zone du Couros [extension de « Centre historique de Guimarães », inscrit en 2001, critères (ii)(iii)(iv)] | | ポルトガル       | 承認     | 承認     | (2), (3), (4) |
| couroはポルトガル語で「革」のことで（英語のcowhideに相当）、Courosは複数語尾の-sが付いた複数形。文字通り、皮の鞣しと皮革製品の製造が盛んだった工業地区で、ギマランイスの繁栄を支えた収益源である。工場などの古い街並みが残されている。 | |                  |          |          |               |
| | カザン連邦大学天文台                                                                                       | ロシア連邦       | 登録延期 | 登録     | (2), (4)      |
| Astronomical Observatories of Kazan Federal University | | ロシア連邦       | 登録延期 | 登録     | (2), (4)      |
| Observatoires astronomiques de l’université fédérale de Kazan | | ロシア連邦       | 登録延期 | 登録     | (2), (4)      |
| 天体物理学や天体分光学の発展に寄与した先駆け的な存在で、ソ連時代には国連宇宙空間平和利用委員会への情報提供など「宇宙の平和利用」にも貢献したことが評価。郊外のエンゲルハルト天文台や関連する複合施設で構成される。ru:Астрономическая обсерватория Казанского университетаも参照。 | |                  |          |          |               |
| | ホープウェルの儀礼的土構造物群                                                                             | アメリカ合衆国   | 登録     | 登録     | (1), (3)      |
| Hopewell Ceremonial Earthworks | | アメリカ合衆国   | 登録     | 登録     | (1), (3)      |
| Les ouvrages en terre cérémoniels Hopewell | | アメリカ合衆国   | 登録     | 登録     | (1), (3)      |
| ホープウェル文化に属するフォート・エインシェントなど8件の土構造物を対象としている。ゴルフ場のコースの中に立地するものもあり、将来的には土地の公有化を目指すべきとしたが、現時点では所有運営するカントリークラブが保全資金を拠出するだけでなく、マウンド（遺跡）をコースから外してオブストラクション（障害物）とし、OBでマウンドに入ってしまった際にはキャディが球を回収してアンプレイアブル（球を移動し打ち直し）させる特別ルールを設けるなど配慮していることに対し一定の理解を示した。 | |                  |          |          |               |
| | ヨーデンサヴァネの考古遺跡 : ヨーデンサヴァネの入植地とカシポラクレークの共同墓地                          | スリナム         | 登録     | 登録     | (3)           |
| Jodensavanne Archaeological Site: Jodensavanne Settlement and Cassipora Creek Cemetery | | スリナム         | 登録     | 登録     | (3)           |
| Site archéologique de Jodensavanne : établissement de Jodensavanne et cimetière de Cassipora Creek | | スリナム         | 登録     | 登録     | (3)           |
| ヨーデンサヴァネの入植地は、ユダヤ人（セファルディム）入植地の遺跡で、アメリカ大陸最古級のシナゴーグの遺跡などを含む。ヨーデンサヴァネの入植者は、カシポラクレークの入植地から移った人々だったが、そちらの遺跡はカシポラの共同墓地のみが残る。 | |                  |          |          |               |

### 第42回世界遺産委員会からの先送り案件に関連する推薦
第42回世界遺産委員会で西部戦線に関する推薦物件の審議が先送りになったことに関連する、20世紀の戦争や人権侵害など「記憶の場所」に関する推薦物件。ただし、西部戦線以外は新規推薦である。
| 画像 | 推薦名                                                            | 推薦国            | 勧告     | 決議 | 登録基準      |
| --- | ----------------------------------------------------------------- | ----------------- | -------- | ---- | ------------- |
| | 人権、解放と和解 : ネルソン・マンデラの遺産群                     | 南アフリカ共和国  | ――       | ――   |               |
| Human Rights, Liberation and Reconciliation: Nelson Mandela Legacy Sites |                                                                   | 南アフリカ共和国  | ――       | ――   |               |
| Droits de l'homme, libération et réconciliation : les sites de l’héritage de Nelson Mandela |                                                                   | 南アフリカ共和国  | ――       | ――   |               |
| リストアップされているものの、第45回世界遺産委員会では審議されないことになった。 |                                                                   |                   |          |      |               |
| | ルワンダ虐殺の記憶の場所 : ニャマタ、ムランビ、ビセセロ、ギソッチ | ルワンダ          | 登録延期 | 登録 | (6)           |
| Memorial sites of the Genocide: Nyamata, Murambi, Gisozi and Bisesero |                                                                   | ルワンダ          | 登録延期 | 登録 | (6)           |
| Sites memoriaux du genocide : Nyamata, Murambi, Gisozi et Bisesero |                                                                   | ルワンダ          | 登録延期 | 登録 | (6)           |
| ルワンダ内戦時に起きたルワンダ虐殺に関する推薦物件である。ニュングェ国立公園とともにルワンダ初の世界遺産となった。ICOMOSは、虐殺に関する記念碑の中で、推薦物件が選ばれたことに関する比較研究が不足しており、顕著な普遍的価値が証明されていない等とし、登録延期を勧告した。登録にあたっては、委員会開催前の9月初旬に現地を訪れたオードレ・アズレ事務局長の強い後押しがあった。審議会場には虐殺事件に深く関与したフランス軍の軍事省関係者も臨席し、登録後にはフランス人であるオードレ・アズレ事務局長が哀悼の意を表明した。 |                                                                   |                   |          |      |               |
| | 第一次世界大戦（西部戦線）の追悼と記憶の場所                      | フランス ベルギー | 情報照会 | 登録 | (3), (4), (6) |
| Funerary and memory sites of the First World War (Western Front) |                                                                   | フランス ベルギー | 情報照会 | 登録 | (3), (4), (6) |
| Les sites funéraires et mémoriels de la Première Guerre mondiale (Front Ouest) |                                                                   | フランス ベルギー | 情報照会 | 登録 | (3), (4), (6) |
| 第42回世界遺産委員会に向けて推薦されたものの、審議が先送りにされていた。ICOMOSは第一次世界大戦という世界史的に重要な段階を示す遺跡としての価値を部分的に認めたものの、それとの関係の薄い構成資産についての整理が必要として情報照会を勧告した。諮問機関から価値の証明が不十分だと指摘されたものを議事進行中に削除するという荒っぽい手法で、139ヶ所の史跡に絞り込んだ。戦場跡や墓地以外で登録された慰霊碑には戦車を飾ったものや小銃・鉄兜などのスクラップをオブジェ化したものもある。登録されたものの中には当時イギリスの自治領だったカナダからカナダ海外派遣軍が出征した顕彰碑も含まれており、「ヨーロッパ大陸以外も巻き込んだ文字通りの世界大戦であり、これはフランスとベルギーのみならず、関わった全ての国の共同所有物件だ」と登録の意義を評価した。ロシア・ウクライナ戦争が続く中、ヨーロッパでは本件の登録により平和を望む象徴とすべきとの意見がユネスコへ寄せられるようになり、ロシア帝国として連合国に参戦していたロシアと、オーストリア＝ハンガリー帝国下にあり中央同盟国側に置かれていたウクライナ双方も登録を支援した。また、これに連動して東部戦線関連史跡の世界遺産化を模索する動きも起こり露ウ間の駆け引きも始まっている。 |                                                                   |                   |          |      |               |
| | ESMA「記憶の場所」博物館 - かつての拘禁、拷問、絶滅の秘密センター | アルゼンチン      | 登録     | 登録 | (6)           |
| ESMA Museum and Site of Memory – Former Clandestine Center of Detention, Torture and Extermination |                                                                   | アルゼンチン      | 登録     | 登録 | (6)           |
| Musée et lieu de Mémoire de l’ESMA - Ancien centre clandestin de détention, de torture et d’extermination |                                                                   | アルゼンチン      | 登録     | 登録 | (6)           |
| 汚い戦争における国家再編成プロセスの下で行われた人権侵害や虐殺に関する推薦物件である。ICOMOSは1970年代から80年代にかけてのラテンアメリカの独裁政権による弾圧を示すものとして基準 (6)のみでの登録を勧告した。登録決定に際し、委員国の日本は「例外的な普遍的価値（exceptional universal value）が構築された」と評価し、文化的特異点ではなく今後標準化することに期待を込めた。かつて南米各地に広まった軍事政権下での負の歴史を清算すべく、追従する国が表れることが望まれる一方で、11月に予定されているアルゼンチン大統領・副大統領選挙の候補者が今回の世界遺産登録を自陣営の手柄にしたり、敵対候補を非難する材料とする傾向が出始めており、政治利用されることを危惧する意見もある。11月27・28日に開催された世界の記憶（記憶遺産）ラテンアメリカ・カリブ海地域委員会（MoWLAC）で、2006～2023年まで行われた「ESMAに関する裁判の視聴覚記録」が世界の記憶ラテンアメリカ・カリブ海地域版として登録され、世界遺産と共同歩調をとるかたちで歴史の顕彰を継続する。 |                                                                   |                   |          |      |               |

今回「記憶の場所」として認識され世界遺産に登録された3件について、ユネスコは「地球規模での世界遺産の役割における新たな段階を示すもの」とし、「平和構築において重要な役割を果たすことができる」とした。審査開始を前にラザレ・エルンドゥ・アソモ世界遺産センター所長は「being asked our humanity（我々の人間性が問われている）」と意義を示した。

## 危機遺産
危機遺産の指定に関する協議は、委員会開催期間中の9月21日に行われる。 

### 臨時会議での緊急指定
本会議に先駆け、2023年1月25日に開催された第18回世界遺産委員会臨時会議において緊急措置として指定が行われた。
| 画像 | 登録名                                   | 保有国     | 分類 | 世界遺産登録年 | 危機遺産登録年 |
| --- | ---------------------------------------- | ---------- | ---- | -------------- | -------------- |
| | オデーサ歴史地区                         | ウクライナ | 文化 | 2023年         | 2023年 -       |
| ロシアによる攻撃での損壊。 |                                          |            |      |                |                |
| | トリポリのラシード・カラーミー国際見本市 | レバノン   | 文化 | 2023年         | 2023年 -       |
| レバノン内戦で損壊した後、見本市会場として使われることも少なくなり、近年になり保全の動きが見られたが、2019年からの金融危機で国家財政が破綻寸前となり保全費用が捻出できず、急激な劣化が進んでいた。 |                                          |            |      |                |                |
| | 古代サバ王国のランドマーク、マリブ       | イエメン   | 文化 | 2023年         | 2023年 -       |
| イスラム国による破壊と気候変動による環境悪化で、急激な劣化が進んでいた。 |                                          |            |      |                |                |

### 事前通達
議事が紛糾する可能性が考えられる案件に関し、世界遺産センターが世界遺産委員会での危機遺産審議対象勧告を当該国に対して通達しており、不服申し立てがある場合には反論材料を揃える機会を与える。2023年7月31日には公式に勧告を公表した
- リヴィウ歴史地区およびキーウの聖ソフィア大聖堂と関連する修道院群及びキーウ・ペチェールシク大修道院（ウクライナ）：下記「ウクライナの世界遺産に係る現況・政局」の節にあるように、緩衝地帯にロシアの攻撃が及んだことから緊急保護と警鐘を鳴らす意味で危機遺産化が提案。ウクライナ側も同意している。
- グレートバリアリーフ（オーストラリア）[96]：前回の世界遺産委員会においても危機遺産に指定するかの協議が行われ、豪側の強い反発もあり保留となり、2023年の第46回世界遺産委員会において再検討するとしていたが、ユネスコが3月21日から10日間にわたり専門家を現地に派遣し実地調査を実施し[97]、対策が不十分だとする報告が委員会委員国へも送付されたことで環境意識が高いヨーロッパの委員国を中心に世界遺産センターへの意見提出が相次ぎ、ユネスコとしても対応せざるを得なくなった[98]。これをうけ豪政府が委員会のビューローミーティング（事前審問）宛に対策案を提出。そこでは水質汚染の原因である農業土壌流出防止措置や、珊瑚への甚大な影響を与えている漁業の大幅な制限に言及したことで一定の評価は得られたが、負担が増える農漁業関係者の理解は完全には得られていない[99]。但し、豪政府によるこれらの措置の効果を確認すべく、1年間の猶予を与え経過観察を行うことを検討[100]。⇒指定回避／2024年2月までに今回の施策の有用性を確認できる科学的データとして提出することを求めた[101]。
- ヴェネツィアとその潟（イタリア）：前回の世界遺産委員会でも議事に取り上げられ2023年まで経過観察するとされた案件が再審議される。観光公害による環境負荷について訪問者数の制限枠と入域料の徴収などの対策を提示したが、実際には実施されていない不誠実さを問題視。観光対策が原因で危機遺産に指定されることになると、世界遺産を観光資源とする多くの国にとっても問題化するため注視される[102]。⇒指定回避／入域料を徴収することで訪問者数を抑制する制度を導入したため、経過観察を行うことにした。なお、この対策に関しては委員国を務める日本も評価した[103]。
- ネセバルの歴史都市（ブルガリア）：黒海に面したリゾート地でもあるため景観にそぐわないコテージの新築が相次いでいる。また、季節的に冬は限りなく無人集落となり、史跡が管理されなくなることも問題。⇒指定回避／日本が提案した景観デザイン戦略とITを活用した管理体制の構築に賛同が集まった[104]。
- カムチャツカの火山群（ロシア）：一部範囲が法的保護から解除され、森林伐採が行われたことで火山ガスの影響をうけやすくなったため生態系に被害が及んでいる。また、伐採に伴い道路整備（木材搬出作業用の林道ではなく道幅がある舗装道）も進んでいる。2019年よりユネスコと自然遺産の諮問機関である国際自然保護連合（IUCN）の共同監視ミッションが派遣されていたが、ロシアにおけるコロナウイルス感染症の流行（英語版）で中断した後、ウクライナ侵攻が始まったことで監視ミッションが受け入れ拒否となり、現況の確認が出来なくなったことによる[105]。⇒指定回避／解除された保護制度（カムチャツカ州法）より強固な連邦政府法による特別保護天然地域制を創設して指定することを表明し評価された。なお、カムチャツカの火山群の危機遺産指定に関してはロシアに敵意を抱く欧米など西側諸国による嫌がらせであると主張していた[106]。

#### リストへの新規掲載
| 画像                     | 登録名                                                                       | 保有国     | 分類 | 世界遺産登録年 | 危機遺産登録年 |
| ------------------------ | ---------------------------------------------------------------------------- | ---------- | ---- | -------------- | -------------- |
|                          | リヴィウ歴史地区                                                             | ウクライナ | 文化 | 1998年         | 2023年 -       |
| ロシアによる攻撃での損壊 |                                                                              |            |      |                |                |
|                          | キーウの聖ソフィア大聖堂と関連する修道院群及びキーウ・ペチェールシク大修道院 | ウクライナ | 文化 | 1990年         | 2023年 -       |
| 同上                     |                                                                              |            |      |                |                |

### 緊急案件
- 2023年2月6日に発生したトルコ・シリア地震により、トルコの世界遺産であるディヤルバクル城塞とヘヴセル庭園の文化的景観とギョベクリ・テペ、およびシリアの世界遺産である古代都市アレッポに甚大な被害が及んでいることを明らかにし、早急な対応策を講じる準備があるとした上で、既に危機遺産指定のアレッポを除き、トルコの2件を危機遺産にするかを委員会において協議する[107]。
- 委員会開催直前の9月8日にモロッコで発生した2023年マラケシュ-サフィ地震によってモロッコの世界遺産であるマラケシュの旧市街やアイット＝ベン＝ハドゥの集落が被災したことをうけ、パリの世界遺産センターを介し[注 8]、またサウジもイスラム協力機構や赤新月社を通じて情報を収集し、必要に応じて委員会開催中に予定日程とは別に緊急案件として危機遺産にするかを協議する[108]。なお、ユネスコは急遽現地へ調査団を派遣した[109]。
- ストーム・ダニエル（英語版）の影響で9月10日に発生したリビア東部での大雨による洪水で、リビアの世界遺産であるキュレネの考古遺跡とガダミスの旧市街が被災していることが委員会開催中に判明し、急遽観察対象とすることが決まった（両遺産とも既に危機遺産には指定されている）[110]。なお、キュレネでは土砂流出で新たな遺跡が発見された[111]。

　↳緊急案件の状況確認が会期中できず継続観察とし、必要であれば委員会の臨時会議を開催して対処する（下記「委員会の運営と様子」参照）。リビアに関しては内戦中とあり、当該地を実効支配するリビア国民代議院とリビア国民軍との折衝を重ね、了承を得て10月9日よりユネスコが使節団を派遣して現況確認を実施。

### 懸念の表明
前年までに提出された保全措置報告（SOC）に基づき、必要に応じて現地調査を実施した結果を踏まえ、現況を放置すると近い将来に危機遺産となる危険性を孕んでいると判断された案件に対し「admit concerns（懸念がある）」と公表し、事前対処を求めるようになった。
- ブレナヴォンの産業景観（イギリス）：雨ざらしによる鉄構造物の錆などの腐食劣化に加え、風力発電の風車設置による景観破壊、観光公害、放火などの治安悪化、不法なオフロード走行の侵入などが列挙された。さらに産業遺産ならではの地下水汚染の対策もすべきと指摘。錆び対策では防錆剤などの手立てを講じているが、文化資材適正使用の観点から世界が注目している。これら諸課題を適宜解決できなければ、危機遺産指定を経て登録の抹消もありえると示唆。イギリスでは前回の委員会で海商都市リヴァプールが登録抹消されたばかりで、非常に神経質になっている[113]。
- 朝鮮王陵（韓国）：陵墓から見える周辺景観に都市開発の影響（高層ビルの林立）が顕在化しているほか、陵墓を覆う樹木のニレ立枯病などによる立ち枯れも問題視[114]。
- ストーンヘンジ（イギリス）：遺跡の地下を潜り抜けるA303 roadのストーンヘンジ・トンネル（英語版）に関し、明確に「作るべきではない」と強く指摘した[115]。

### 指定解除審査
危機遺産指定物件は、指定理由の是正が図られたと思われる場合、その旨の意見書を提出し、世界遺産委員会の場において指定解除（危機遺産リストからの除去）審査をうけることができる。解除審査は諮問機関や関連団体なども交え、指定審議や保全措置報告とは別行程で行われる。
- カリフォルニア湾の島々と自然保護区群（メキシコ）：生息するコガシラネズミイルカに絶滅の恐れがあることから2019年に危機遺産となった。生息海域では昔からエビの刺し網漁が行われ、イルカが網に絡まる事案が今も続く。今回法的規制を強化したとして指定解除を求めたが、漁師の猛反発と陳情に加え、現実的に密猟が横行し取り締りが追いついていないことから、引き続き危機遺産とすることが決まった[116]。
- ウィーン歴史地区（オーストリア）：都市再開発に伴う高層ビル構想による景観阻害を理由に2017年に危機遺産となった。設計を変更しビルの高さを抑える案に切り替えたが、外観デザインが周辺景観と不調和であるとし、引き続き危機遺産とすることが決まった[117]。「ニューアーバンアジェンダ#ウィーンの矛盾」も参照。

#### リストからの除去
| 画像 | 登録名                       | 保有国   | 分類 | 世界遺産登録年 | 危機遺産登録年 |
| --- | ---------------------------- | -------- | ---- | -------------- | -------------- |
| | カスビのブガンダ歴代国王の墓 | ウガンダ | 文化 | 2001年         | 2010年         |
| 中核施設が火災で焼失したことで危機遺産となったが、伝統的な技術と適正な文化資材を用いた再建が評価され、指定解除となった。 |                              |          |      |                |                |

## 保全措置報告
6年毎の定期的、あるいは委員会からの指示による登録遺産の保全措置報告（SOC）および、必要に応じ自発的に提出する遺産影響評価（HIA）の審査が行われる。日程は委員会開催期間中9月14～16日の3日間を充てる。今回は260件の審査が行われ、基本的には提出された書類精査だが、重大案件に関しては議事の場が設けられる。
- 2021年の第44回世界遺産委員会において登録抹消審査をうけたタンザニアのセルース猟獣保護区に課せられた戦略的環境アセスメントが期限までに提出されなかったことをうけ、世界自然保護基金や自然遺産の諮問機関である国際自然保護連合が行った独自調査の内容を報告する[119]。

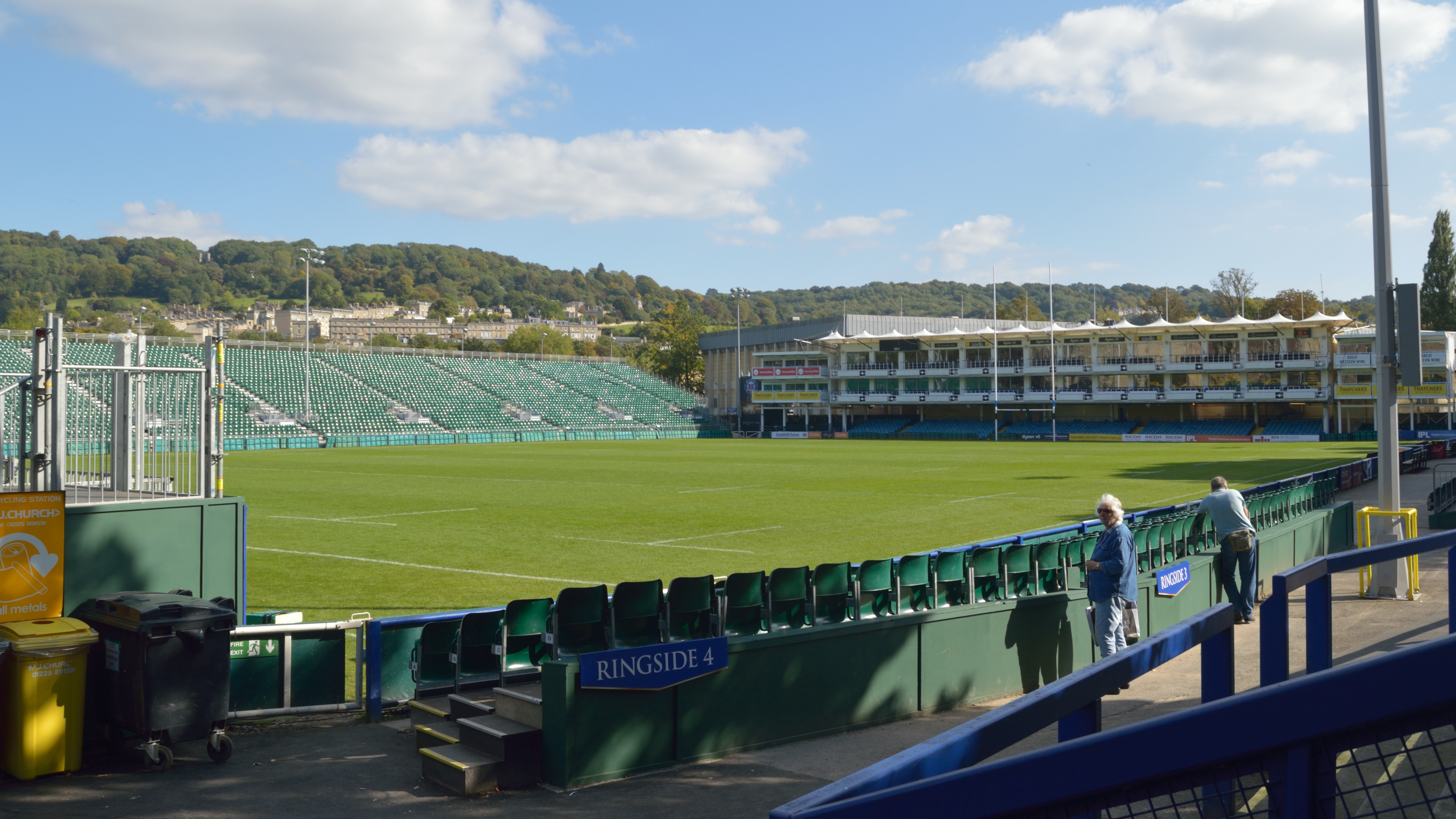
レクリエーション・グランド背後の丘陵地に世界遺産のバーススパがあり、競技場にも同じ源泉の選手用スパがある

- 2021年にヨーロッパの大温泉保養都市群の一つとして登録されたイギリスのバース（1987年にバース市街としても登録）において、世界遺産に隣接するバース・ラグビーのホームスタジアムであるレクリエーション・グラウンドの大規模改修計画（移転計画もある）について遺産影響評価を提出して判断を仰ぐ[120]。
- ラオスのルアン・パバンの町が面するメコン川に水力発電ダム建設が進められていることに対し、河岸景観も世界遺産に含まれているため水位の変化や集落景観に送電線が入り込むことなどを確認する遺産影響評価を提出する。このダムの建設にはタイが出資しており、発電される電力の大半をタイが購入することになっていることから、世界遺産当該国以外のタイにも遺産影響評価の提出を求めているが応じていない。この新設ダムの上流にあるXayaburi Damが完成した際にもルアンパバンなど下流域に影響が出ている[121][注 9]。
- ミャンマーのパガンにおけるパゴダ壁画の修復を本格的に開始するための承認審査が行われる。パガンは適正な修復作業が行われていないことを理由に世界遺産への登録を見送られてきた経緯があり、2019年にようやく登録された際にも今後の修復計画には事前届け出と審査が条件とされた。今回の修復では仏教美術に造詣があるとしてインド・中国・韓国が協力し、修復計画書の作成から携わっている[122]。
- ヴィクトリアの滝両岸（ジンバブエとザンビア）で急速な開発が手掛けられていることを懸念したユネスコが3月に現状を確認する調査団を派遣し、その報告が行われる。その結果によっては危機遺産審議に回されることになる[123]。

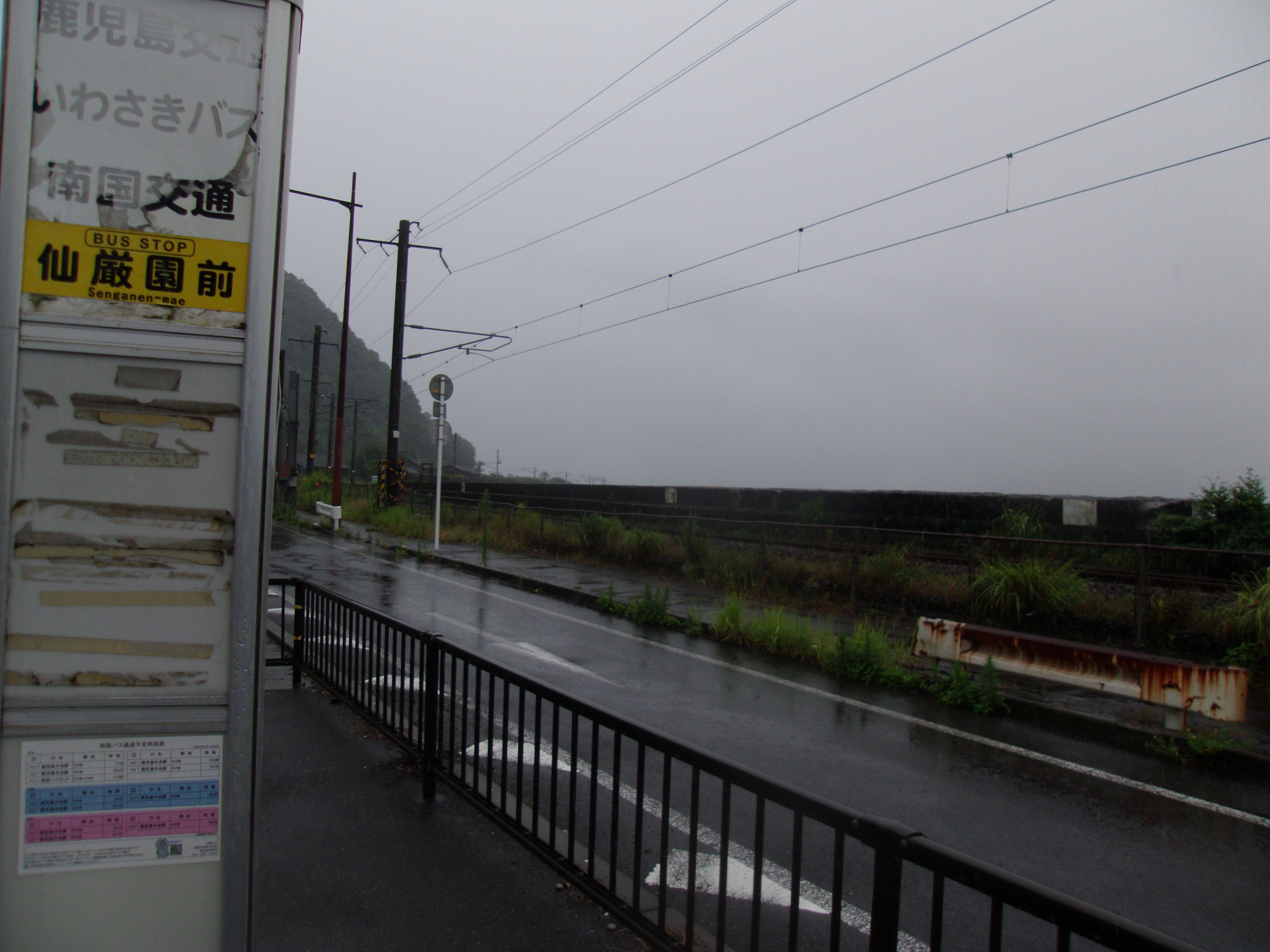
仙巌園駅建設予定地

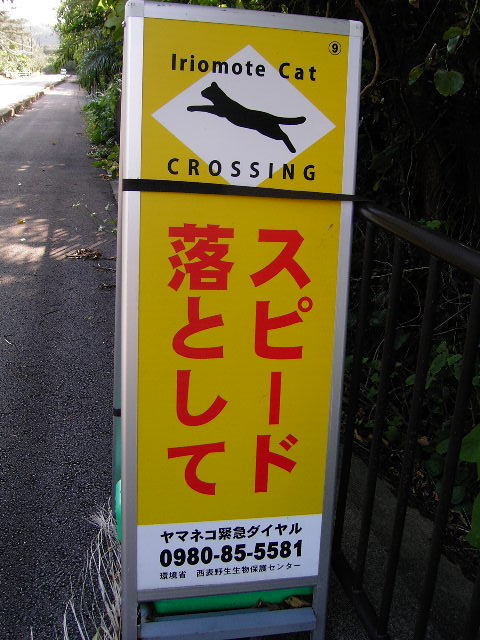
イリオモテヤマネコ注意標識

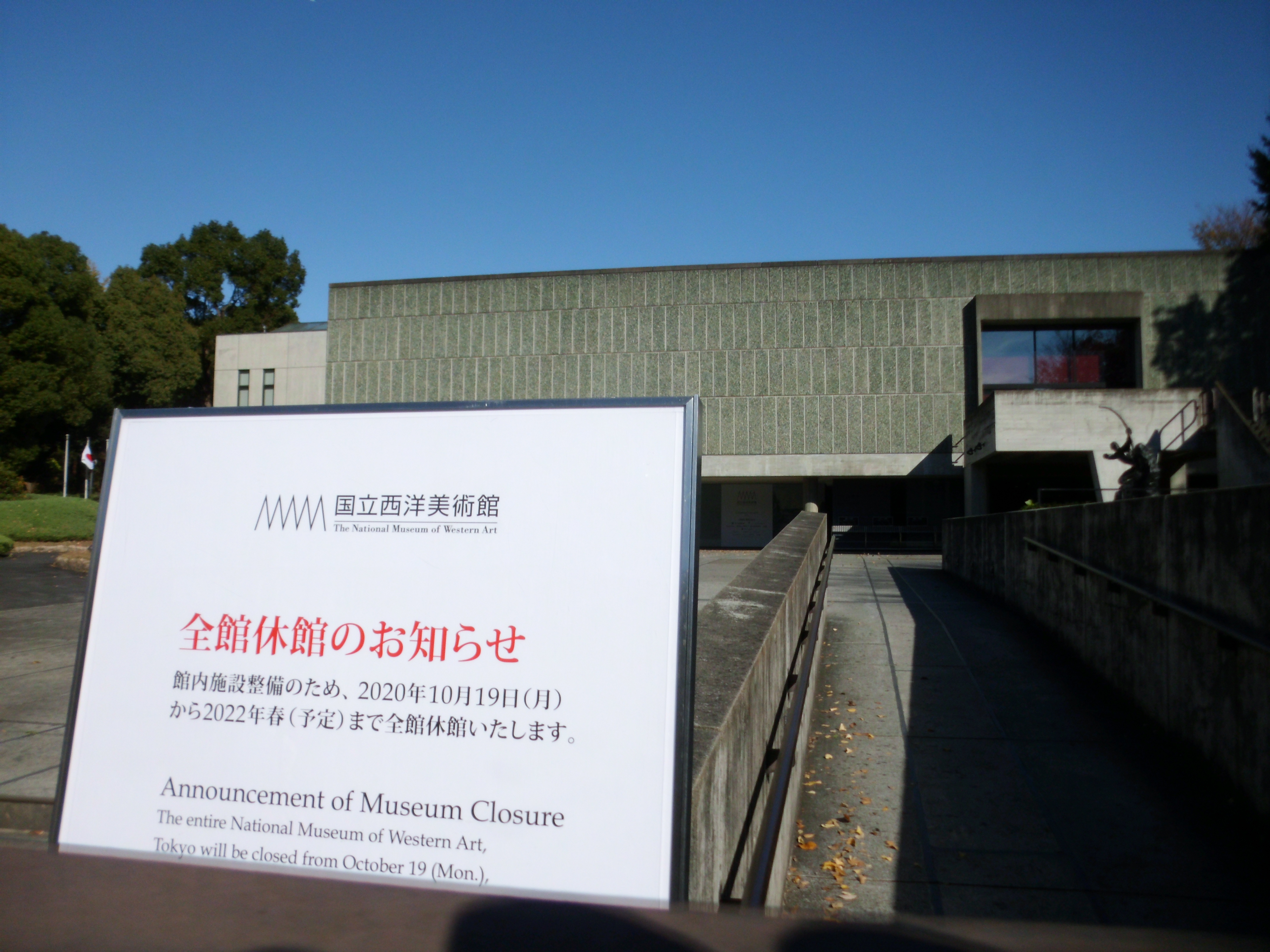
工事休館中の国立西洋美術館

- 明治日本の産業革命遺産 製鉄・製鋼、造船、石炭産業の旧集成館（仙厳園）前を通過する日豊本線に2024年度を目標に「磯新駅 (仮称)」を開設するため、周辺景観に配慮したデザイン案などの遺産影響評価を提出する予定であったが[124][125]、現況を鑑み2023年開催の世界遺産委員会で了承してもらい着工することとした[126]。なお、駅建設予定地は集成館に伴う周知の埋蔵文化財包蔵地であることから、着工前に遺構の存在を確認する試掘調査を実施したところ、石造倉庫の基礎となる人工的に地固めした痕跡を検出した[127]。
- 第44回世界遺産委員会の保全措置報告において、軍艦島などにおける朝鮮人徴用工訴訟問題に関して、「日本政府の戦時中における朝鮮半島出身労働者を巡る説明が不十分だ」と指摘し、2022年12月1日までに取り組みの報告をするよう求めたことをうけ、「第2次世界大戦中の徴用政策などが理解できるパネルを明治日本の産業革命遺産のガイダンス施設（産業遺産情報センター）に展示している」という従来通りの主張を盛り込んだ報告書を世界遺産センターに提出したことを岡田直樹地方創生相が明らかにし、委員会にて審問される[128]。政府はユネスコ高官を招聘し、尾池厚之ユネスコ大使の案内で産業遺産情報センターの展示状況を紹介して日本の主張を解説した[129]。

　↳産業遺産情報センターに犠牲者を追悼するコーナーを新設するなどしたことから保全状況が承認された。但し、引き続き韓国との対話を進め、2024年12月までに追加情報の提出することを求めた。
- 2021年の登録の際に条件として早急な対策を求められた奄美大島、徳之島、沖縄島北部および西表島が、①観光客の制限、②絶滅危惧種のロードキル対策、③包括的な河川再生戦略の策定、④緩衝地帯での森林伐採の制限を取りまとめ世界遺産センターに提出した[131]。さらに西表島での来島者数制限や入島税の徴収、エコツーリズム推進法に基づく公認ガイド制の導入による適切な利用促進など、より厳しい内容を盛り込んだ観光管理計画を策定したことや[132]、奄美大島にガイダンス施設としての世界遺産センターが完成したことを追加提出した[133]。
- この他、日本からの定期保全報告では、知床・国立西洋美術館（ル・コルビュジエの建築作品-近代建築運動への顕著な貢献-）・琉球王国のグスク及び関連遺産群（首里城）の書類点検審査が行われる。知床は世界遺産観光（ヘリテージツーリズム）に関して知床遊覧船沈没事故についても言及。国立西洋美術館は登録時に指摘された本来の設計主旨を反映したリニューアル工事（2020年10月19日～2022年4月9日）の成果を報告する[134]。国立西洋美術館に関しては改修工事の様子を収めた『わたしたちの国立西洋美術館　奇跡のコレクションの舞台裏』というドキュメンタリー映画も製作され、7月15日から劇場公開されていることなどの保全に関する啓蒙活動も紹介される[135]。

　↳知床は海鳥の減少について懸念が示されたが、温暖化に伴う海水温の上昇による一時的なものであるのか観測を求められた。首里城は火災焼失からの再建の進捗状況が確認され、史料に基づいた史実に忠実な作業であることが評価された。

## ウクライナ問題

### ウクライナの世界遺産に係る現況・政局

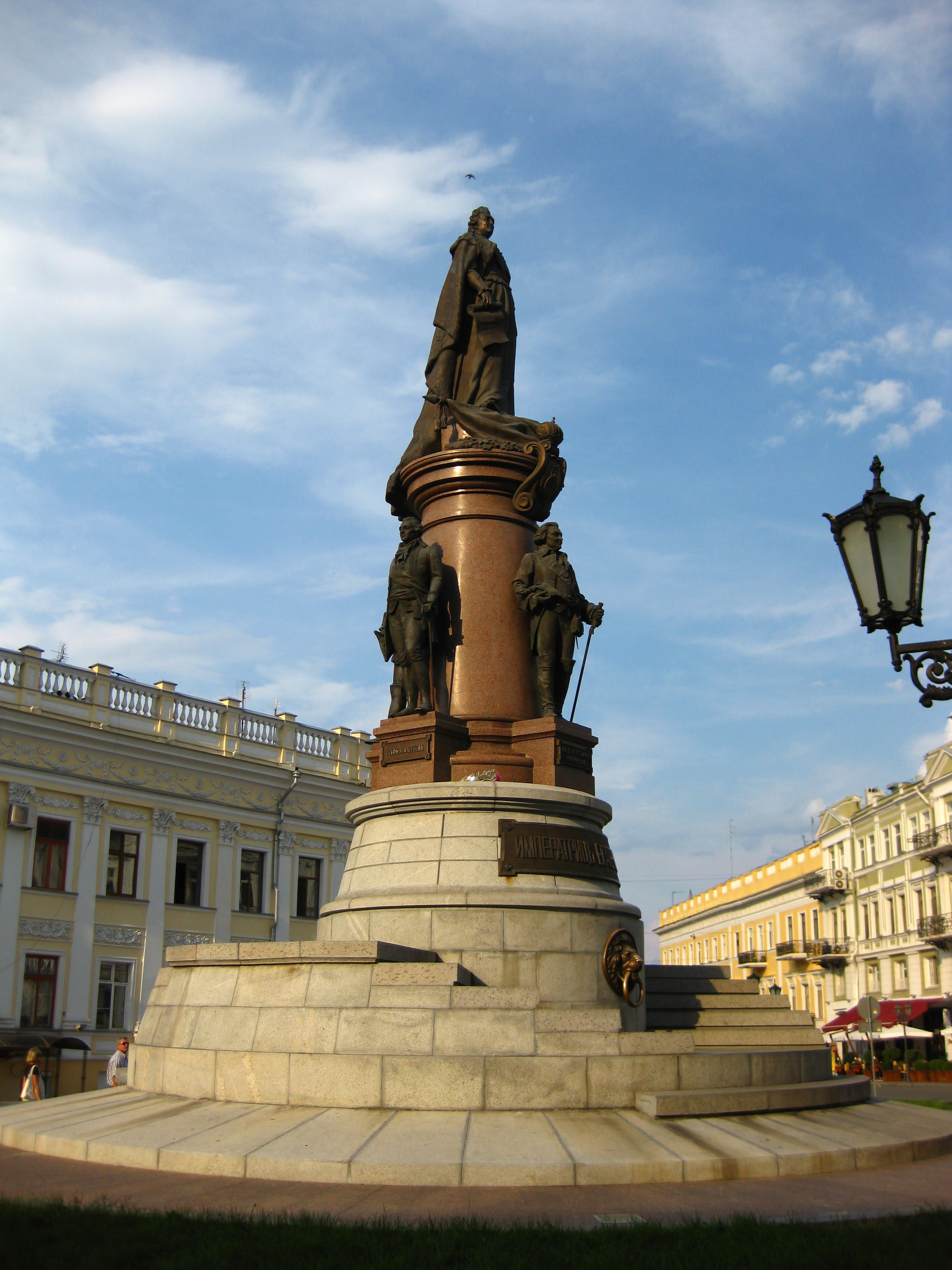
エカテリーナ2世像

- 暫定リストに掲載されているオデーサ（オデッサ）（港湾都市オデーサの歴史的中心地）が攻撃によって破壊された場合、オデーサ・オペラ・バレエ劇場だけでも緊急事案として優先的に登録を行い、同時に危機遺産にも指定すべきとの提言がイギリスから成された[137]。緊急案件による登録は近年では2017年のパレスチナのヘブロンの事例がある（危機遺産同時指定）。その後、現実にオデーサに戦火が及んだことをうけ、8月になりユネスコが直接オデーサの世界遺産登録について言及し[138]、10月5日にウクライナが推薦を行う国内手続きを実施し[139]、同11日にはゼレンスキー大統領が開催中の第215回ユネスコ総会（10月5～19日）宛にオデーサを至急世界遺産および危機遺産にすることを要請するビデオメッセージを送り公開された[140]。この世界遺産推薦に際し、構成資産にロシアの足跡を含めるべきかが議題に浮上した。オデーサはエカチェリーナ2世の記念碑を中心に展開されており、ウクライナの文化財にも指定されているが、このモニュメントを取り壊し撤去するか残すかが焦点化し[141]、11月5日に実施された住民投票では撤去を求める声が圧倒的結果となり[142]、12月29日に撤去された（破壊はせず博物館が収蔵保管）[143]。
  - 2023年1月25日に開催された第18回世界遺産委員会臨時会議において「オデーサ歴史地区」として緊急登録と同時に危機遺産に指定された（上掲「臨時会議での新規登録」および「臨時会議での緊急指定」の節を参照）。登録審査はロシアを含む21の委員国の内、棄権14・賛成6・反対1という圧倒的少数での賛成多数で可決された[144]（委員国である日本は賛成票を投じた[145]）。推薦から3ヶ月という超短期間で登録に漕ぎ着けたのは異例で、ユネスコが視察団を派遣していたものの諮問機関による現地調査も行われなかった。オードレ・アズレユネスコ事務局長は「何があってもユネスコが守り抜く」と宣言。副議長国に降格して委員会に残っていたロシアのタチアナ・ドヴガレンコ委員（ロシアユネスコ代表部常任副代表）は「感情が先走り、世界遺産における科学的客観性によるエビデンスに裏打ちされた信用が失われた。今日は世界遺産条約の葬式の日だ」と痛烈な批判を述べた[146]。登録後にゲンナジー・トゥルハノフオデーサ市長が、推薦に際してユネスコが推薦書の作成に関して協力してくれたことを明らかにした[147]。
- 上記、オデーサを推薦するに際し、条件として求められる完全性の内、法的保護根拠として2000年に制定した「Law of Ukraine on Cultural Heritage Protection（文化遺産保護に関するウクライナ法）」の改正を行った。同法により文化遺産と認定されたものに対し破壊工作が行われる場合には、防衛的に交戦することも認めた[148]。

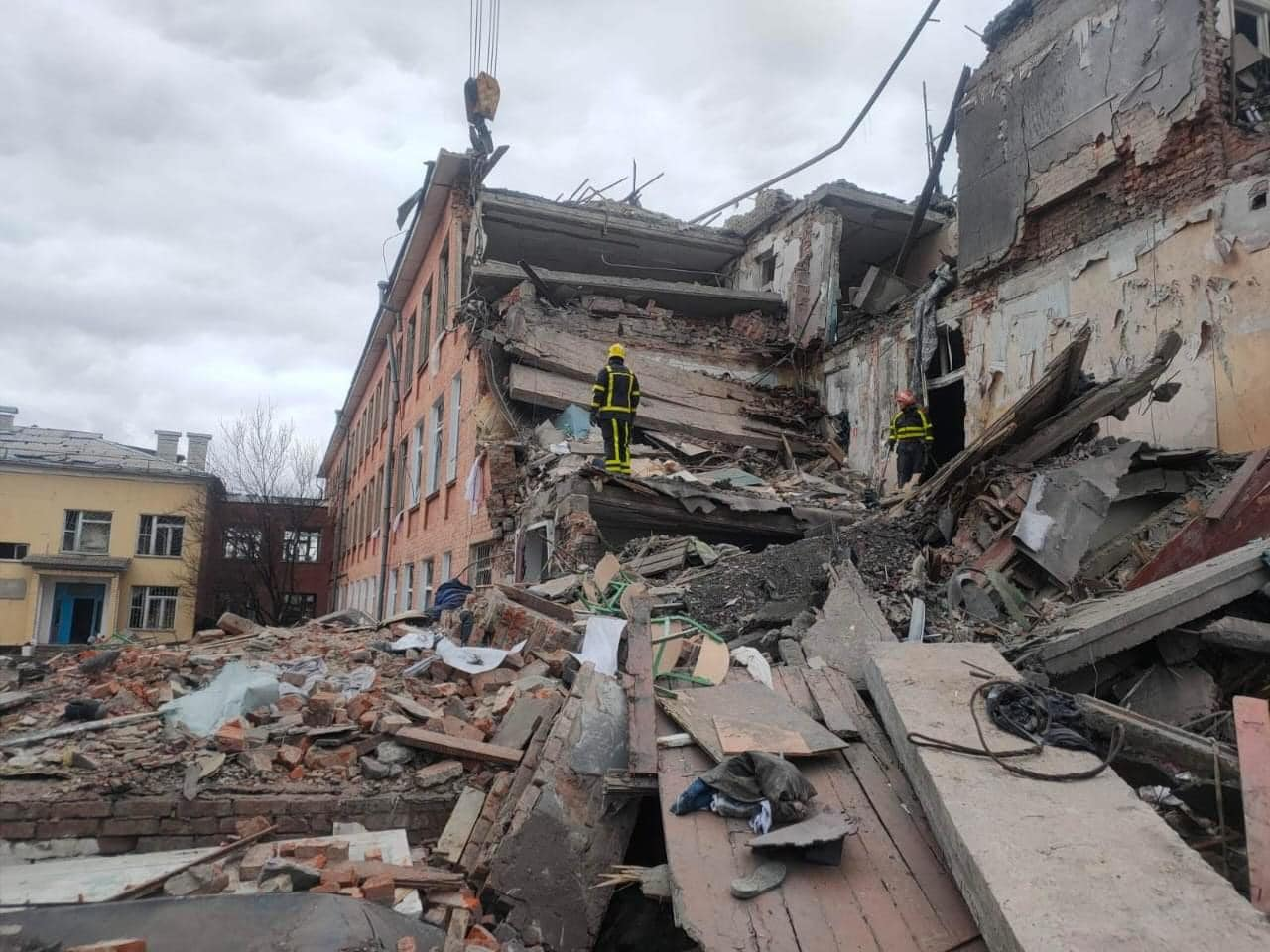
破壊された世界遺産候補チェルニーヒウの街並み

- 暫定リストに掲載されており、ロシアの攻撃により一部損壊したチェルニーヒウに関して、ユネスコが文化的景観として世界遺産とし同時に復興作業に全面的に協力することを明らかにした[149]。

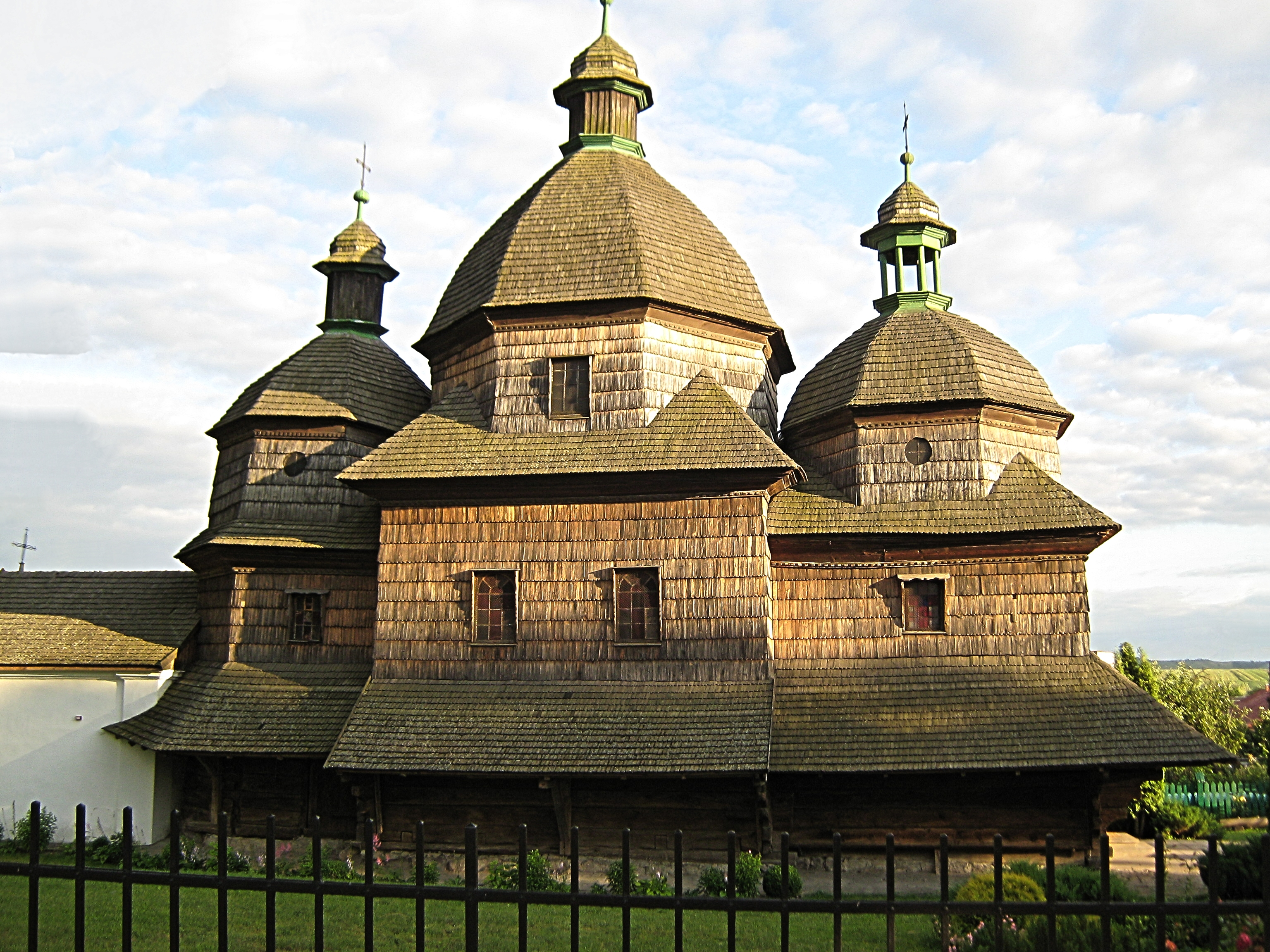
焼失の危機が迫る木造教会（リヴィウ州）

- ポーランドとウクライナのカルパティア地方の木造教会群として登録されている燃えやすい木造教会に対し、難燃剤を塗装して対応している[150]。
- 2014年に発生したロシアによるクリミアの併合によってロシアが実効支配するクリミア半島にあるケルソネソス・タウリケの古代都市とその農業領域において、今回ウクライナへ侵攻したロシア軍戦車などにスプレーで表記された”Ｚ”の文字が都市遺跡でもタギングとして書き込まれているとの報告があった[151]。世界遺産への落書きは、2015年から日本で発生した寺社連続油被害事件に対し、2017年の第41回世界遺産委員会においてヴァンダリズムであるとして非難決議されている。
- クリミア半島にあるウクライナの暫定リスト掲載物件であるクリミア・ハン国のバフチサライ遺跡において盗掘が横行し、バフチサライ宮殿（英語版）の装飾品がロシアのエルミタージュ美術館に持ち去られたとの報告があった[152]。
- 2022年9月30日にロシアによるウクライナ4州の併合宣言が強行されたが、そこに含まれるザポリージャ州にはウクライナが暫定リストに掲載した「考古遺跡"石の墓"」があり、今後の取り扱いが課題となる[153]。この強制併合に関し、同日閉幕したユネスコ主催の国際会議「Culture, a global public good」において出席していたユネスコ加盟国が連名でウクライナ領土からのロシア退去を求める声明を発した[154]。
- 文化遺産の諮問機関である国際記念物遺跡会議（ICOMOS）などが、ウクライナの文化遺産（暫定リスト掲載物件含む）が破壊されその後の修復で真正性（英語版）が失われたとしても引き続き世界遺産（暫定リストは候補のまま）であり続けられるよう確約を予め決めておくようユネスコに求めており協議する[155]。このことは近年重視されるようになってきた場所の精神（英語版）を伝える宗教施設や民俗学的要素がある文化的空間としての世界遺産（候補地含む）では必ずしも真正性を厳格に求めなくても構わないのではないかとする最新の考え方も反映している[156][注 10][注 11]。真正性が失われている可能性があることを問わない決議は、ISIL（イスラム国）により破壊されたイラクのモスルに対し、新築復興を含めた前提で将来的に世界遺産に登録することを確約した前例がある（下記「その他の議題・話題」および「第42回世界遺産委員会#その他の議題」参照）。
- EUはロシアがウクライナの文化遺産などを破壊した場合、国際刑事裁判所に関するローマ規程の①宗教・教育・芸術目的・歴史的建造物に捧げられた建物に対する攻撃を意図的に向ける、②民間所有物、つまり軍事目的ではない物に対する攻撃を意図的に向ける、③そのような攻撃が民間所有物に損害を与えることを承知の上で意図的に攻撃を開始することは、予想される具体的かつ直接的な全体的な軍事的利点に関連して明らかに過度である、④軍事的必要性によって正当化されておらず、違法かつ不法にのみ実行された財産の大規模な破壊および流用に抵触するとし、直ちに戦争犯罪として国際刑事裁判所に提訴すべきで、その窓口（原告）になることをユネスコに求めており協議する[157]。
- 世界遺産への攻撃（故意でないにせよ誤爆によるものも含む）を危惧するユネスコだが、ロシアのユネスコ国内委員会およびロシア文化省宛に書簡を送付したところ、「ロシアもハーグ条約締結国である」とし、「今回の特別軍事作戦において文化財周辺への攻撃を減らす」との返信があったことをユネスコ文化局副長のエルネスト・オットーネ（英語版）が明らかにした[158]。但し、文化省の提言がプーチン大統領に届き聞き入れられるか、現地の末端の兵士に徹底されるのかなどは未知数である。
- 国際連合人権理事会の第49回定例会が2022年4月1日に終了し、その中で戦時下ウクライナにおける人権の扱いと文化的権利（英語版）および文化遺産の保護に関する決議が採択されたことをうけ、世界遺産委員会でも文化遺産の保護・回復・保存のアプローチを検討する[159]。なお、人権理事会における2021～23年の東ヨーロッパブロックの理事国は奇しくもウクライナとロシアであり、ウクライナに関連する案件に関してロシアは悉く反対したが、4月7日に開催した国際連合総会においてロシアの人権理事会資格停止（追放）処分が下された。

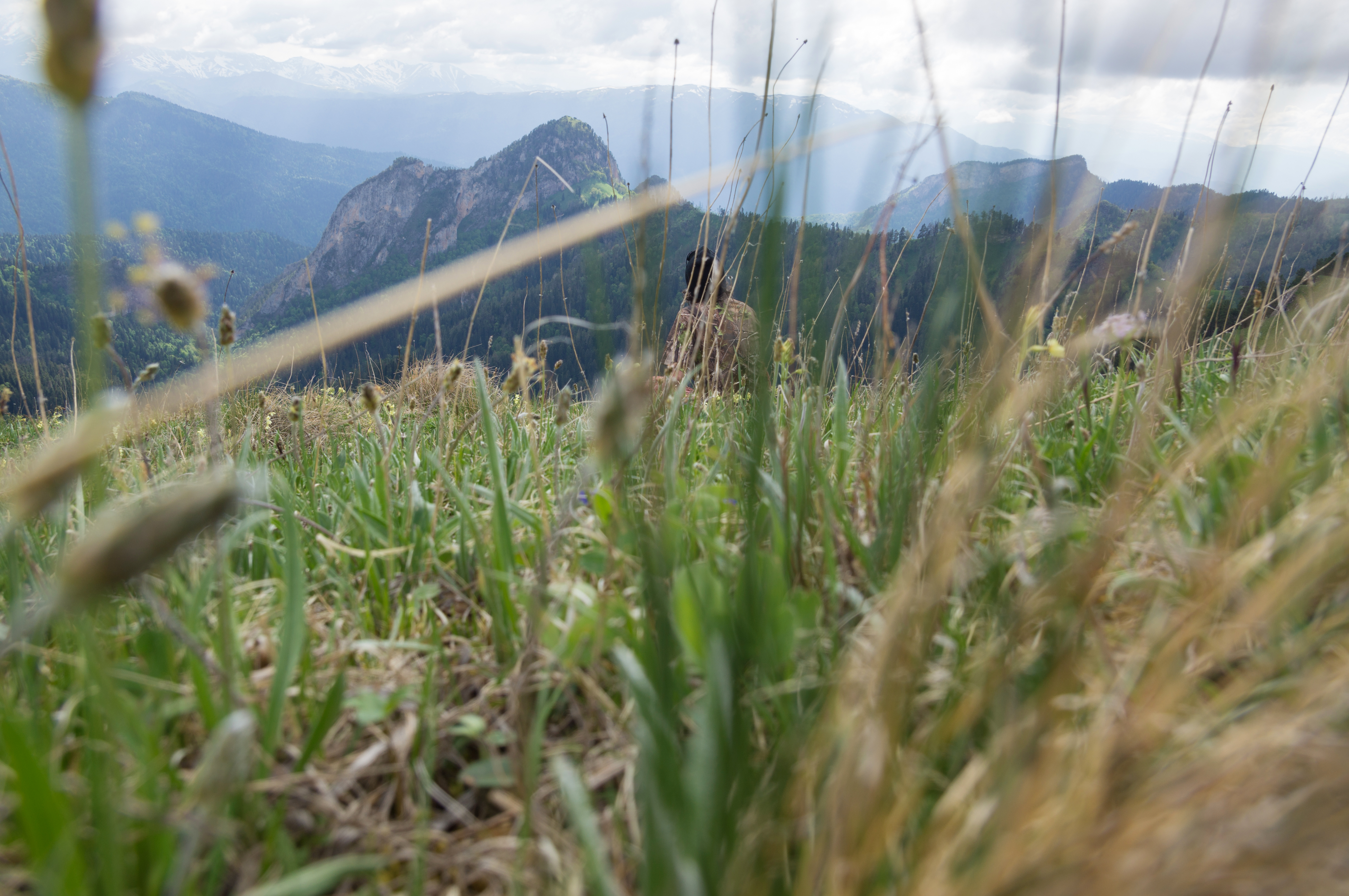
ガン飛来地の西コーカサス

- ロシアの攻撃による破壊行為は文化遺産だけでなく、渡り鳥の飛行ルートをトランスバウンダリー（国境を越える世界遺産）として保護することを模索している自然遺産の諮問機関国際自然保護連合（IUCN）が有力候補である中央アジアフライウェイ（英語版）が危機に晒されていると報告し、議題に取り上げる。特に北極シベリアの繁殖地からカザフスタン～コーカサス山脈北部のロシア（世界遺産の西コーカサス含む）～クリミア半島～黒海～ブルガリア～ルーマニアを経てウクライナ西部の穀倉地帯に至るコクガン（黒雁）のフライウェイは、水路や貯水池などの休憩地に加え農場での落穂拾いで餌を賄うなど人間の営みに立ち寄り依存しており自然と人間の共生の観点からも重要で、ヨーロッパの代表的な家禽であるガチョウはこのルート上で野生の雁を家畜化したことに始まるなど文化的余波ももたらしてきた。しかし、その飛来地であるクリミア半島やウクライナでは農地が荒れたことで餌にありつけていないことが確認されている[160]。2023年5月13日の国際渡り鳥の日（英語版）にはこのフライウェイの重要性を再確認した。
- ロシアの実効支配が続くクリミア半島を3月13日に電撃訪問したプーチン大統領が同地にあるウクライナの世界遺産であるケルソネソス・タウリケの古代都市とその農業領域を視察し、「ここはロシアの要素に満ち溢れており、ロシアにとっての聖地だ」とコメントした[161]。
- 4月3日にユネスコのオードレ・アズレ事務局長がウクライナを訪問して被災した文化財や美術品の状況を視察、ゼレンスキー大統領とも面会してオデーサの世界遺産登録のお祝いを伝え、引き続きユネスコがウクライナを支援すると約束した[162]。

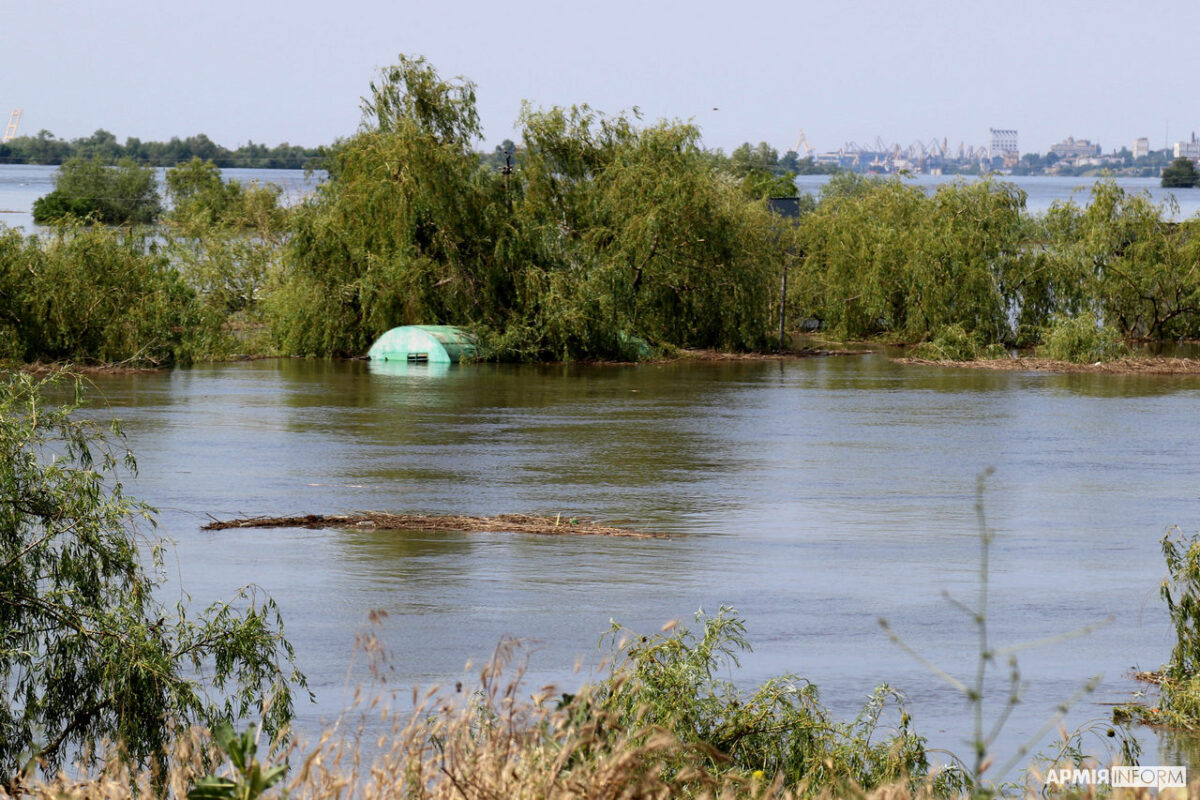
水没したヘルソンの湿地帯

- 6月6日に発生したカホフカダム破壊事件によりドニエプル川下流域が洪水に見舞われたが、これによりウクライナが将来の世界遺産候補としていたスキタイの考古遺跡や紀元前400年頃のギリシア人入植地跡、さらにウクライナのアイデンティティとなっているコサック関連史跡が水没し被害が及んでいることが明らかになった[163]。さらにヘルソン州に位置する河口のアスカニア・ノヴァ生物圏保護区は国立の草原生物圏保護区で自然遺産候補として暫定リストに掲載されている[164]。また、近隣には黒海生物圏保護区（英語版）があり、ドニエプロ川氾濫原・オリル川（英語版）氾濫原・カホフカ貯水池のクチュフールィ諸島・ヴェリキィルー国立自然公園のシムマイアキウ氾濫原などがラムサール条約登録地であり、これらの被災（後者二ヶ所はダムより上流にあり渇水乾燥）による生態系への影響をユネスコが懸念している[165]。

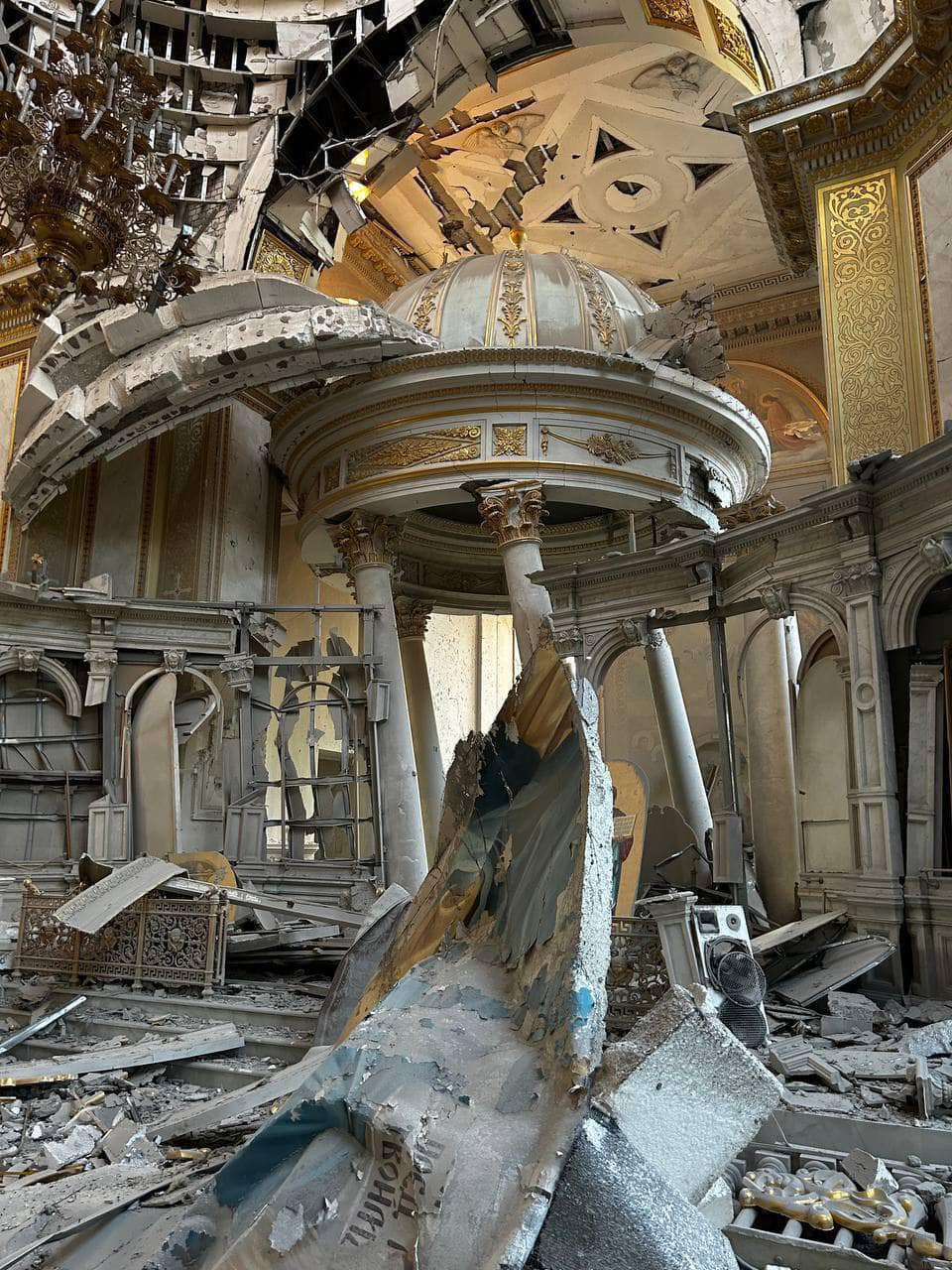
攻撃で大破したオデーサ大聖堂

- 7月6日、世界遺産に登録されているリヴィウ歴史地区の緩衝地帯にロシアからの攻撃があり、歴史的建造物が破壊され、ユネスコが世界遺産条約違反であると非難した[166]。
- 7月22日には新たに世界遺産に登録されたオデーサへロシアが空爆を行い、世界遺産の建造物が複数破壊され、ユネスコは現地調査を行い、必要に応じて断固たる措置をとると表明[167]。ユネスコの上部組織である国連のアントニオ・グテーレス事務総長も憤りを顕わにし直ちに攻撃を中止するよう要求した[168]。世界遺産が直接攻撃されたことで、これまでロシアを擁護・黙認してきた国も、自国の世界遺産が他国に意図的に破壊された時にユネスコが機能しないことを恐れ、世界遺産委員会におけるロシアの立ち位置を見直すべきとの論調に賛同するようになりつつあり、欧米を中心に委員会本番前に臨時会議を開催してロシアを委員会から除名する協議をすべきとの申し出が世界遺産センターへ相次いでいる[169]。また、委員会開催国のサウジアラビアには運営規則により議長国権限で特定国の出席を拒否することができることから（委員国委員はユネスコ大使や書記など外交官であることからペルソナ・ノン・グラータが適用できる）、サウジに対してロシア関係者の入国を拒否し委員会に参加させないよう求める要請も相次いでいる[170]。7月28日にはユネスコ代表施設団が現地入りし、被災状況の確認を開始した[171]。

- 委員会において国際支援を集めるべく、ユネスコが9月7日に武力紛争の際の文化財の保護に関する条約（ハーグ条約）の「武力紛争時の文化財保護委員会」の臨時集会を開催し、ウクライナの文化財20件をハーグ条約第二議定書に基づく「保護強化下の国際文化財リスト(International List of Cultural Property under Enhanced Protection)」に掲載し、『軍事対策マニュアル』に則った保全措置を講じることを決めた[注 12][注 13]。なお日本も武力紛争の際の文化財の保護に関する法律に基づき支援を表明している[172]。
- ロシアによるウクライナ文化遺産への棄損行為を再確認し報告（告発）があった。それによると2014年のクリミア併合から換算すると534件の犯罪行為が確認され、その内200件がクリミアで、334件がヘルソンの一時占領地域でのこと。その中でも悪質だとするのが、文化財への攻撃や略奪だけでなく、考古遺跡での発掘調査と称する歴史改変（捏造）で公式な学術報告書を刊行して各国の研究機関や図書館などに送付したり、記念碑や史跡案内板の記述を改竄するなど嘘の既成事実を流布しており（これらはあえて英語で発信している）、これは文化浄化の中でも破壊行為よりも悪質だとした[173]。
- ロシアによるウクライナへの攻撃は現時点では文化財に指定されていないが、ユネスコによる世界遺産の不均衡を是正するグローバル・ストラテジーで20世紀の建築物を推奨している中、将来世界遺産になり得る可能性を秘めた有望な候補となる建物の破壊が相次いでいることが報告された。一例を挙げると、マリウポリの劇場への爆撃により1960年にロシア新古典主義様式で建てられたマリウポリ劇場（英語版）の破壊を皮切りに、1963年にソビエトモダニズム様式で建てられたヘルソンのジュビリー・シネマ・アンド・コンサートホール、1986年にブルータリズムによって建てられたザポリージャの「文化の家」、1990年にポストモダン様式で建てられたハルキウ国立アカデミックオペラ・バレエ劇場（英語版）など[174]。
- ウクライナ危機メディアセンター（英語版）は、ロシアによる文化遺産への攻撃は直接的なものだけでなく、地域文化を継承する住民の戦死や避難による離散で存続が危ぶまれていると警鐘を鳴らし、将来にわたる文化存続のための記録を残す「ウクライナ・フレームス・プロジェクト」（戦争映画『Ukraine in Flames』に由来）を立ち上げた[175]。

### その他の関連する話題
- 世界的な潮流として従来のロシア語表記・発音によるウクライナの地名をウクライナ語表記・発音に変更する動きが盛んになり、英語版ウィキペディアでは既にウクライナの首都名がキエフ（Kiev）からキーウ（Kyiv）に変更になり[176]、日本でも政府が呼称変更を決定した（キーウはキエフではない）[177]。一方で、世界遺産においては、2019年にキーウの聖ソフィア大聖堂と関連する修道院群及びキーウ・ペチェールシク大修道院のキーウの綴りをKievからKyivに変更した（「第43回世界遺産委員会#名称変更」参照）。これは2022年から国連国際の十年の「先住民言語の国際の10年」が始まることをうけ、ユネスコが主導した「現地語の使用可能性に関する専門家会議」による提言に基づき、当該地現地語（国語）発音や先住民による呼称を優先し外名撤廃（併記）する方針を反映したものになる[178][注 14]。
- ユネスコは国連訓練調査研究所（UNITAR）および国連衛星センター（UNOSAT）と協力して衛星画像分析により文化財等の被災状況の監視を行うことになった[179]。
- ウクライナ文化情報省（英語版）が、被災した文化財の状況（位置と写真およびコメント）を一般参加者が落とし込めるインタラクティブマップ「map of culture losses（喪失文化地図）」を公開し（現時点では英語とウクライナ語のみ）、ユネスコでも公式に扱うことができるか検討する[180]。
- 戦時下のウクライナを訪ね文化財の被災状況を確認してきた文化遺産保護のNGO組織Walk of Truthによる現況報告が委員会で行われる予定である[181]。
- ポーランドに逃れてきたウクライナ人がポーランドの世界遺産であるザモシチ旧市街に流入したことで、世界遺産における2022年ウクライナ難民危機が顕在化した[182]。
- ユネスコが世界遺産の保護に奔走する様子を見て「人命優先ではないか」という意見があることに対し、「教会などの宗教施設は最前線で戦う兵士や終戦後復興に携わる人々にとって心の拠り所として必要で守らなければならない」という見解を示し、「それぞれの組織が専門とする分野で、権限が及ぶ範囲で支援を行うべき」とした一方で、「今回のことでロシアの文化遺産の価値が下がったわけでもない」ともした[183]。
- ウクライナの世界遺産が破壊された場合、世界遺産という保護制度ばかりかユネスコという組織自体の存在意義が問われることになるという責任転嫁論も出ている[184]。
- ロシア軍の攻撃による世界遺産（注：正確には暫定リスト掲載物件のチェルニーヒウ）の被災状況などをロシア語版ウィキペディア（「Вторжение России на Украину (2022)」等）に書いていたロシア人ウィキペディアンのマルク・ベルンシュテインがフェイクニュースを発信したとして、取材先のベラルーシで当局に身柄を拘留され、投稿した一部の記述が匿名利用者によって削除され、文化浄化の実態が隠匿された[185]。
- ウクライナの知識人は「ウクライナの文化遺産はロシアによって二度殺される。一度目はソビエト連邦が成立しウクライナ・ソビエト社会主義共和国となった時に反宗教主義によって多くのウクライナ正教会の教会が解体され、今二度目の脅威が迫っている」と語り、建築史学家は「今回のハルキウ（ハリコフ）攻防戦で被災したハルキウは1920年代における機能主義の一例であるスターリン様式の建築物が多く残されており、同時代のドイツのデッサウやイスラエルのテルアビブが世界遺産（ヴァイマルとデッサウのバウハウスとその関連遺産群とテルアビブの白い都市）になっているように、ハルキウにもその資質が充分にあり、我々は社会主義と決別した後も保存に努めてきた」とした[186]。
- ジャーナリストで遺産復元コンサルタントでもあるロバート・ベヴァンの著書『なぜ人類は戦争で文化破壊を繰り返すのか 』の日本語版がタイムリーに2022年2月15日に刊行されたが、その中で「民族のアイデンティティを象徴する世界遺産などは公物財産権として守られる権利の遺産権がある」との新しい概念を提唱した[187]。直後にウクライナ侵攻が起こり、「遺産権が侵害されている」と追加のコメントを発した。
- 7月15日に開催された国連安全保障理事会のアリア・フォーミュラ会合において、アメリカの国連経済社会理事会代表であるリサ・カーティ（英語版）がロシアによるウクライナの文化遺産破壊を厳しく糾弾し、世界遺産委員会のロシアでの開催中止と議長国資格の剥奪を強く求めた[188]。アメリカは現在ユネスコを脱退中だが、「ユネスコからロシアを放逐することや中国の影響力を取り除くことは国益につながり、21世紀のモンロー主義（孤立主義）と決別すべき」とユネスコに復帰することを検討[189]。米国債務上限危機の中、脱退中の対ユネスコ年間債務1億5千万ドルの累積分を捻出する法案を議会が承認（但しユネスコにおける政治的状況に応じて再び資金提供を停止できる条項も併記）[190]。2023年6月8日に復帰の意思を表明した大統領の署名が入った書簡を送付し、同12日に開かれたユネスコの臨時会合で事務局長が歓迎の意を表明し、同30日の臨時総会でロシアや中国の反対こそあったが、正式に復帰が承認された[191]。これをうけ国務省の管理担当事務次官（英語版）であるジョン・バス（英語版）はウクライナの文化遺産保全の支援を表明しつつ、ユネスコにおけるロシアの立ち位置を排除することに尽力するとした[192][注 15]。
- 2023年3月31日、ユネスコOBなどで構成される国際的NGO組織のOurWorldHeritage[注 16]が、Global Heritage Fundなどとの共催でウェビナー「Civil Society in Action for Ukraine's Endangered Heritage（ウクライナの絶滅の危機に瀕した遺産のためび活動する市民社会）」を開催し、将来の復興時に一般市民でも個々の技能で貢献できることがあれば協力してほしいと世界遺産センター第2代所長フランチェスコ・バンダリン（英語版）が呼びかけた[193]。

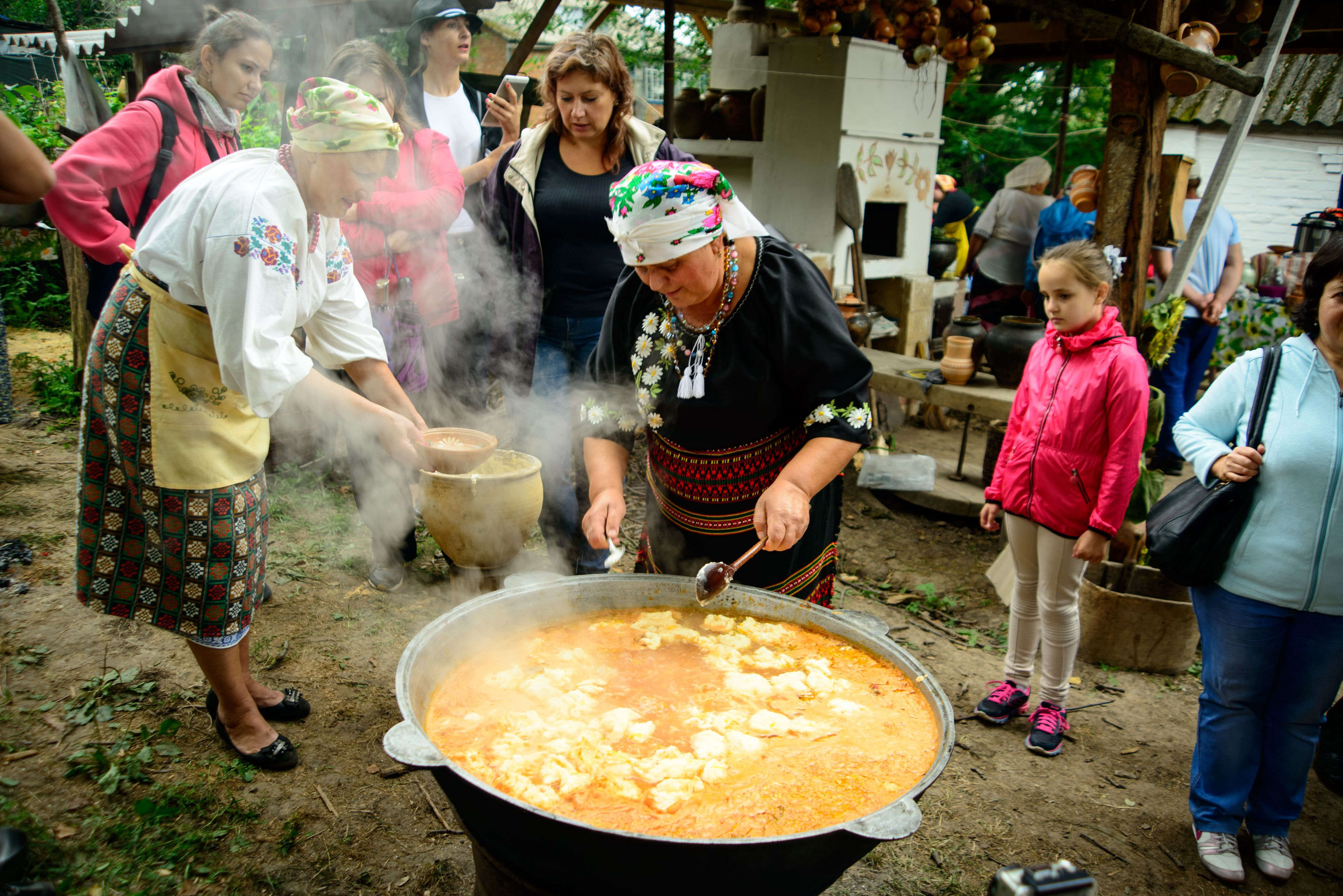
ウクライナのボルシチ

- 2023年に無形文化遺産の登録を目指すウクライナ郷土料理のボルシチを委員会会場でふるまう計画がある[194]。なお、ユネスコは2022年7月1日に急遽ボルシチを無形文化遺産に指定することを決めた[195]。
- 6月5日、ウクライナの文化財を破壊するロシアに対し、ゼレンスキー大統領が「ユネスコにロシアの居場所はない」と除名を求めるコメントを発した[196]。同7日、ゼレンスキーの発言をうけ、自由民主党の外交部長・佐藤正久は「日本はユネスコの大きな分担金拠出国の一角を占め、現在世界遺産委員会のメンバーだ。日本がロシアの役職を停止するという議論をリードしないのはおかしい」とした[197]。
- 著書『A Future in Ruins: UNESCO, World Heritage, and the Dream of Peace』(2018年)がユネスコの世界遺産考古学遺跡の保存修復の指針に採用され、従軍調査で紛争地域の破壊された遺跡に赴くペンシルベニア大学研究機関Penn Integates Knowledgeのリン・メスケル（英語版）教授が、ウクライナの被災文化遺産の復興に関して、NATOの新しい任務として復旧支援に従事する案を提示し、世界遺産委員会にNATOの事務方を招聘して協議することを提案。NATOも前向きな関心を示した[198]。

## その他の議題・話題

### 議題
- 新たに世界遺産センター所長に就任したラザレ・エルンドゥ・アソモ（英語版）（初のアフリカ（カメルーン）出身で黒人の所長）が、新型コロナウイルス感染症の影響が甚大だったアフリカの世界遺産について各国の支援を求める[199]。

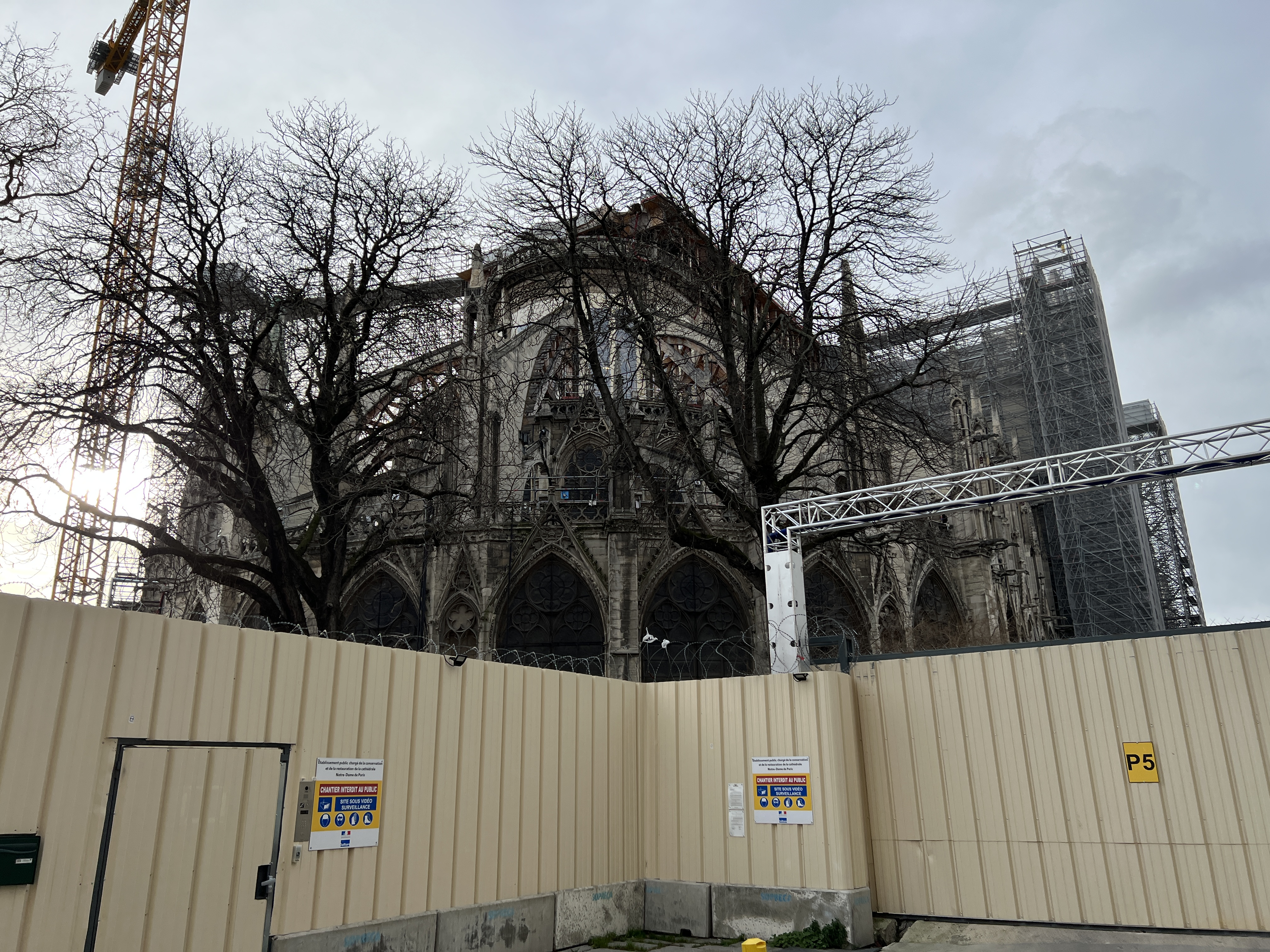
2022年2月時点のノートルダム大聖堂の修復工事の様子

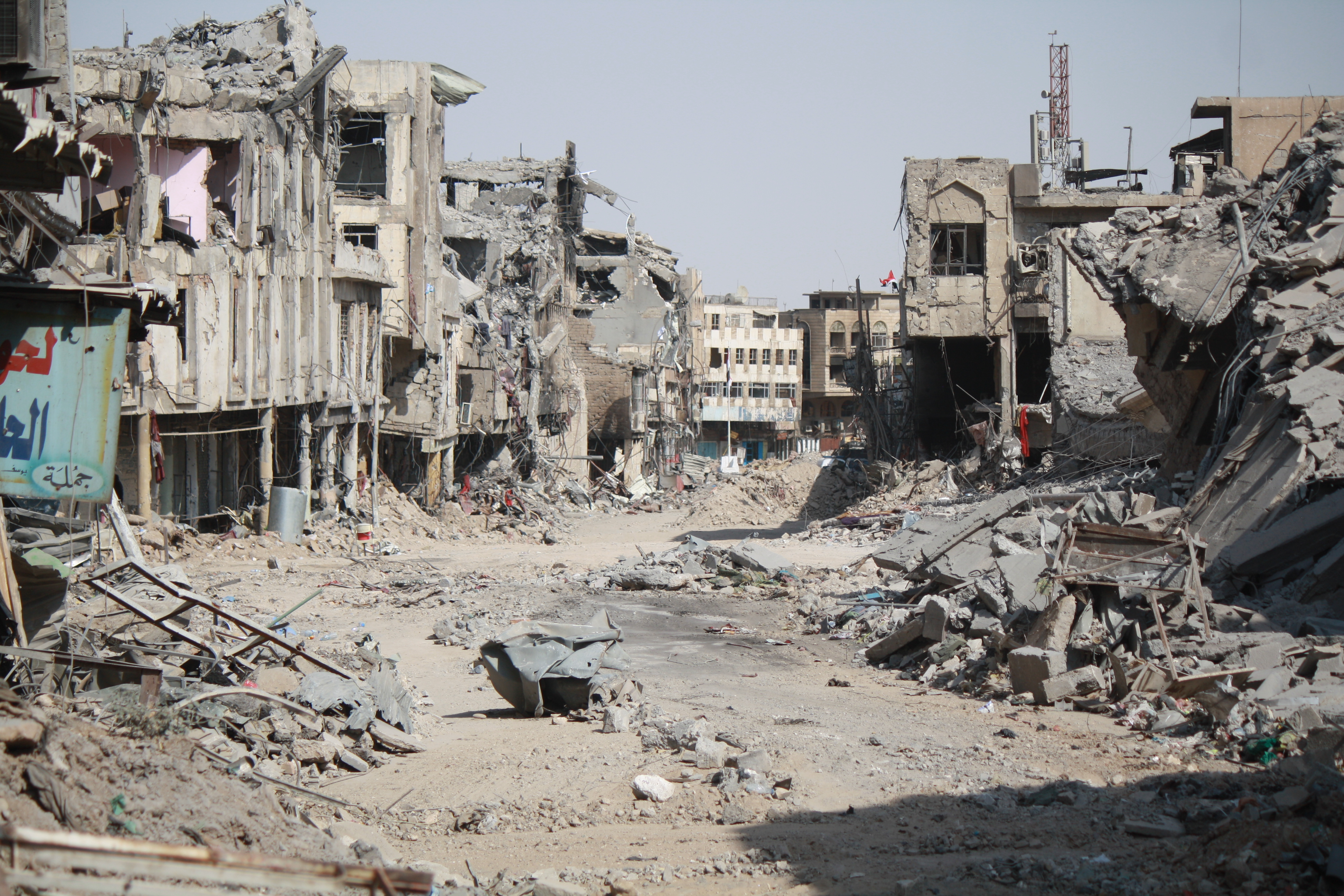
廃墟と化したモスル

- 2019年に発生したノートルダム大聖堂の火災後の再建計画に伴う議論が同年の世界遺産委員会（「第43回世界遺産委員会#委員会に対する批評」参照）では行われず、世界遺産センターに勤務経験がある再建責任者が速やかな議論を行うべきと提言したこともあり（「第44回世界遺産委員会#順延開催決定をうけ」参照）、ようやく議論が始まる[200]。
- ISIL（イスラム国）によって破壊されたイラクのモスル（暫定リスト掲載）の再建が始まったことや、事前の準備作業として瓦礫の撤去と再利用可能な資材の選別に際してレンガに模した爆弾のブービートラップが仕掛けられていたこと、そして具体的な再建計画についてなど、ユネスコプロジェクト「Revive the Spirit of Mosul（モスルの精神の復活）[201]」について報告する[202]。
- カンボジアのアンコール・ワット周辺で約1万世帯を強制退去させる計画が進行中で、カンボジア政府は伝統的な村落は除外し、近年移住し居留許可を得ていない不法滞在者に限るとしているが、移転先を保障していないことから人権蹂躙ではないかと指摘され、適切な対応であるかを議論する。なお、この退去勧告は以前提出した保全措置報告（SOC）を精査した結果として、遺跡周辺の環境整頓を求められたことによる[203]。
- 気候変動やそれに伴う自然災害による世界遺産の被災が顕在化していることをうけ、この数年の世界遺産委員会ではその対策協議が重大案件となっている中、昨年登録されたばかりのチリの「アリカ・イ・パリナコータ州のチンチョーロ文化（英語版）の集落と人工ミイラ製法」（チンチョーロ遺跡）において、乾燥地帯の遺跡周辺で昨年来より異常な降雨量が観測されるようになり、表土が洗い流され土中のミイラが露出し、劣化腐蝕が急速に進行していることが報告される[204]。

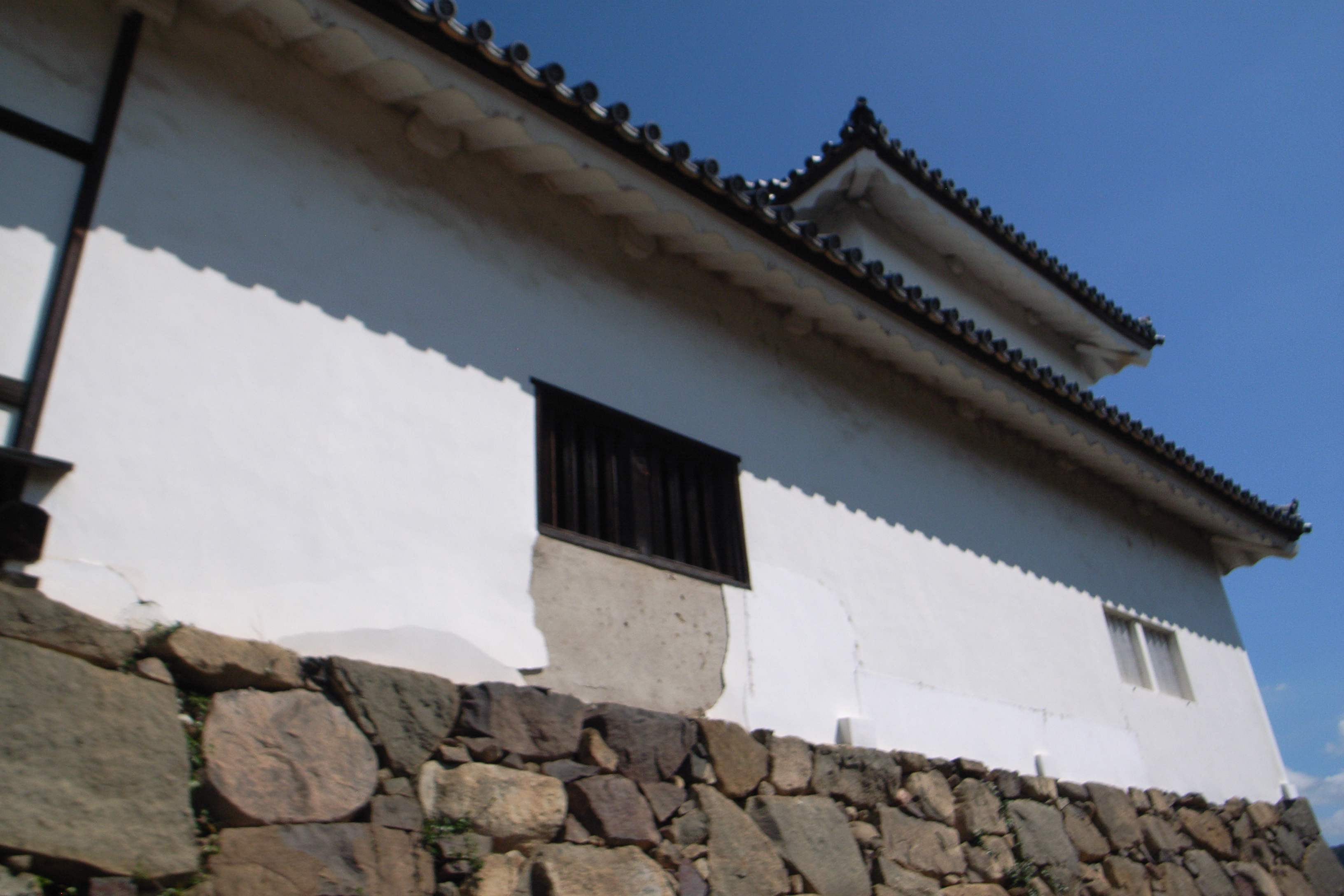
事前評価制度の推薦書提出直前に台風で破損した彦根城の壁

- 2023年8月に相次いだ台風6・7号により日本や韓国の世界遺産（候補地含む）が被災し、同8日に発生したハワイ・マウイ島山火事でアメリカ合衆国国定歴史建造物地区に指定されているハワイ王国の首都であったラハイナの大部分が焼失するなど、異常気象がもたらす文化遺産（ラハイナは世界遺産ではない）への影響を改めて検証する[205]。
- 気候変動と並び、人為的な環境破壊による世界遺産への影響も深刻で、ネパールのカトマンズ盆地の症例が報告される。現在カトマンズは「最も汚染された都市」ランキング最上位にあり、住民の健康被害や飛行機の離着陸にも影響を及ぼしており、空気中の化学物質が世界遺産（スワヤンブナートなど）に付着することで急激な劣化を招いていることが確認されている。その原因は継続的な山火事（自然発火）煙害に加え、排気ガスや2015年に発生したネパール地震の際の集積された瓦礫が放置されていることなど、複合的なものとなっている。カトマンズ盆地は急激な都市化による開発と景観破壊が危惧され、2003年から4年間危機遺産に指定されていたが、今度は環境問題で再指定される可能性も孕んでいる（2019年にも危機遺産審査が行われ再指定は見送られた→「第43回世界遺産委員会#危機遺産」参照）[206]。
- 第214回ユネスコ執行委員会（2022年3月30日～4月13日）において、唯一どこの国にも属さずヨルダン管理物件扱いになっているエルサレムの旧市街とその城壁群のイスラエルによる所有権主張を否決し、トンネル建設計画が推し進められていることに対しユネスコが監視派遣団を送り込むことを決め、その報告が行われる[207]。
- 今委員会で持続可能な遺産の資源利用の新方針を発表する予定だった自然遺産の諮問機関である国際自然保護連合（IUCN）が、早急な対策の実施が必要だと業を煮やし、独自に概要を公表した[208]。これをうけ急遽ユネスコも詳細を明らかにすることとなった[209]。これによると今後は開発に伴う遺産影響評価（HIA）に緩衝地帯やさらにその外側に至る広範囲まで言及しなければならず、その審査次第では間接的な余波であっても登録抹消や新規登録見送りが生じる可能性が高まり、保護の厳正化が進むことになる。
- 上記、IUCNによる遺産の資源利用新方針をうけ、ユネスコの法人管理部門が世界遺産（主として稼働遺産）における企業活動に関する指針「UNESCO Guidance for the World Heritage ‘No-Go’ Commitment: Global standards for corporate sustainability（世界遺産'No-Go(禁止事項)'コミットメントのためのユネスコガイダンス：企業による持続可能性のための世界基準）」を策定し、企業の社会的責任を求めた。そこでは既に世界遺産となっている物件および今後世界遺産とすべき分野の産業（鉱業・石油・ガス・利水・金融・宝飾など）現場での施設の劣化防止管理などについて言及。世界遺産委員会において承認を得る[210]。
- ユネスコには「科学的知識と技術の倫理に関する世界委員会」（COMEST）があり、「人工知能（AI）の倫理に関する勧告」を発するなど国際ルールづくりを牽引している。そうした中、AIを文化遺産を保存するためのツールにしようという提案があり、その有用性を検討する[211]。
- 2023年6月29日に中国で開催したユネスコによる国際会議「Digital Technologies Enabling Sustainable Development of UNESCO-designated Sites（ユネスコ指定地の持続可能な開発を可能にするデジタル技術）」[注 17]において、世界遺産センタープロジェクトオフィサーのTales Carvalho ResendeやICOMOSのTeresa Patricio会長が世界遺産既登録地の6年毎の定期保全報告や新規の推薦に際して当該国による保存と監視のためのデジタルデータの添付を義務付けるべきであると提言し、委員会において議論する[212]。委員会ではサイドイベント「Digital Empowerment of Cultural Heritage（文化遺産のデジタルエンパワーメント）」として扱われ、3Dスキャニングによる記録保存は遺産が失われた時に有効であることが確認され、その実施を努力するよう各国に求めたが、サイドイベントであるため正式決定ではなく、今後引き続き検討を重ねてゆく。なお、サイドイベントを主導したのは中国だったが、G20サミットを開催したインドもデジタル博物館を立ち上げたことから（下記「G20観光会議」の節参照）、デジタルデータ添付が負担になる途上国に対して無償の技術供与を提案するなど、中国と張り合うような姿勢をみせた[213]。

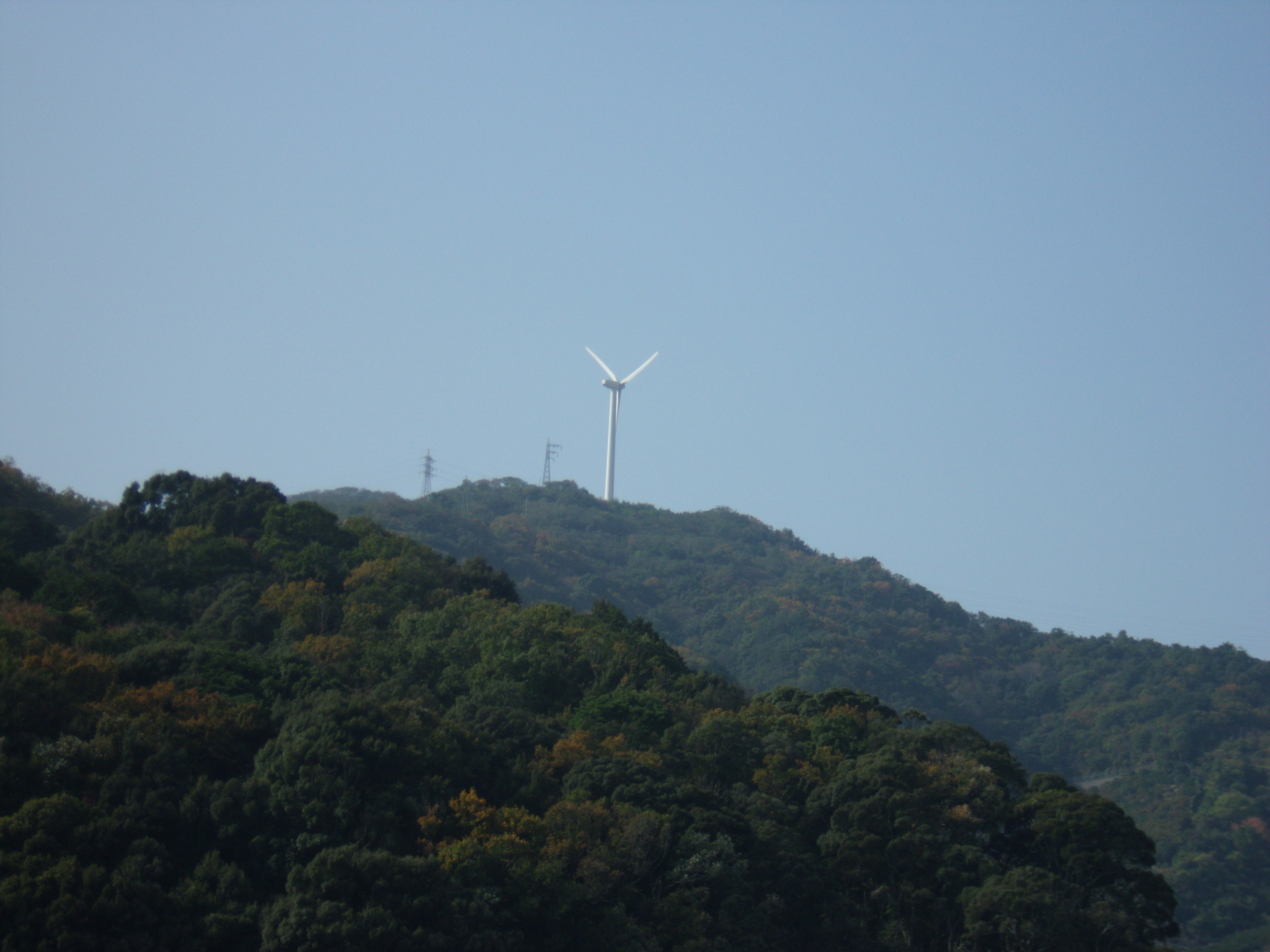
拡張登録を目指す熊野古道の紀伊路では発電用風車や鉄塔による景観阻害が問題だが...

- 委員会サイドイベントの一つとして「Using impact assessment for heritage conservation and renewable energy development（遺産保護と再生可能エネルギー開発のための影響評価の使用）」フォーラムを開催。イギリスのブレナヴォンに風力発電風車が設置されたことで景観破壊と見做され危機遺産審査の対象となったが（上掲「危機遺産」の節参照）、この数年来の異常気象が世界遺産に及ぼす影響は深刻化が増す一方であることから、世界遺産維持に必要な電力確保のための風力発電風車やソーラーパネルの設置を認めるべきではないかを議論した。その場で結論は導き出せなかったが、議論は継続的に行われることが確認された。このフォーラムの登壇者には委員国である日本からも文化庁文化資源活用課の西和彦主任文化財調査官が出席した[注 18][214]。
- アゼルバイジャンとアルメニアの対立の原因となっているナゴルノ・カラバフ内にあるアジフ洞窟（英語版）とタグラル洞窟（英語版）をアゼルバイジャンが2021年に暫定リストに推挙して掲載されたことに関し、アルメニアが帰属問題が決着していない状況で暫定リスト入りさせたことはユネスコが領土問題に介入したことになると異議を訴えたが、その翌日にナゴルノ・カラバフでの衝突があり、議事として取り上げられなくなった。アゼルバイジャンは2019年に第43回世界遺産委員会の開催を誘致しており、ユネスコとも親密な関係にある[215]。

### 話題
- ロシアのウクライナ侵攻直前の2022年1月27日にタナイス遺跡、31日にペレスラヴリ・ザレスキーの救世主顕栄大聖堂を2023年の第46回世界遺産委員会での審査希望物件として推薦書を提出した。制度の手続き上、2月1日の推薦受付締切後、書類の内容を点検し、不備があった場合には受理せず棄却することになっており、1ヶ月後の3月1日を目途に結果が通達される。その間にウクライナ侵攻が発生したことをうけ、ロシアの推薦に関しては保留扱いとする異例の対応が採られた[216]。

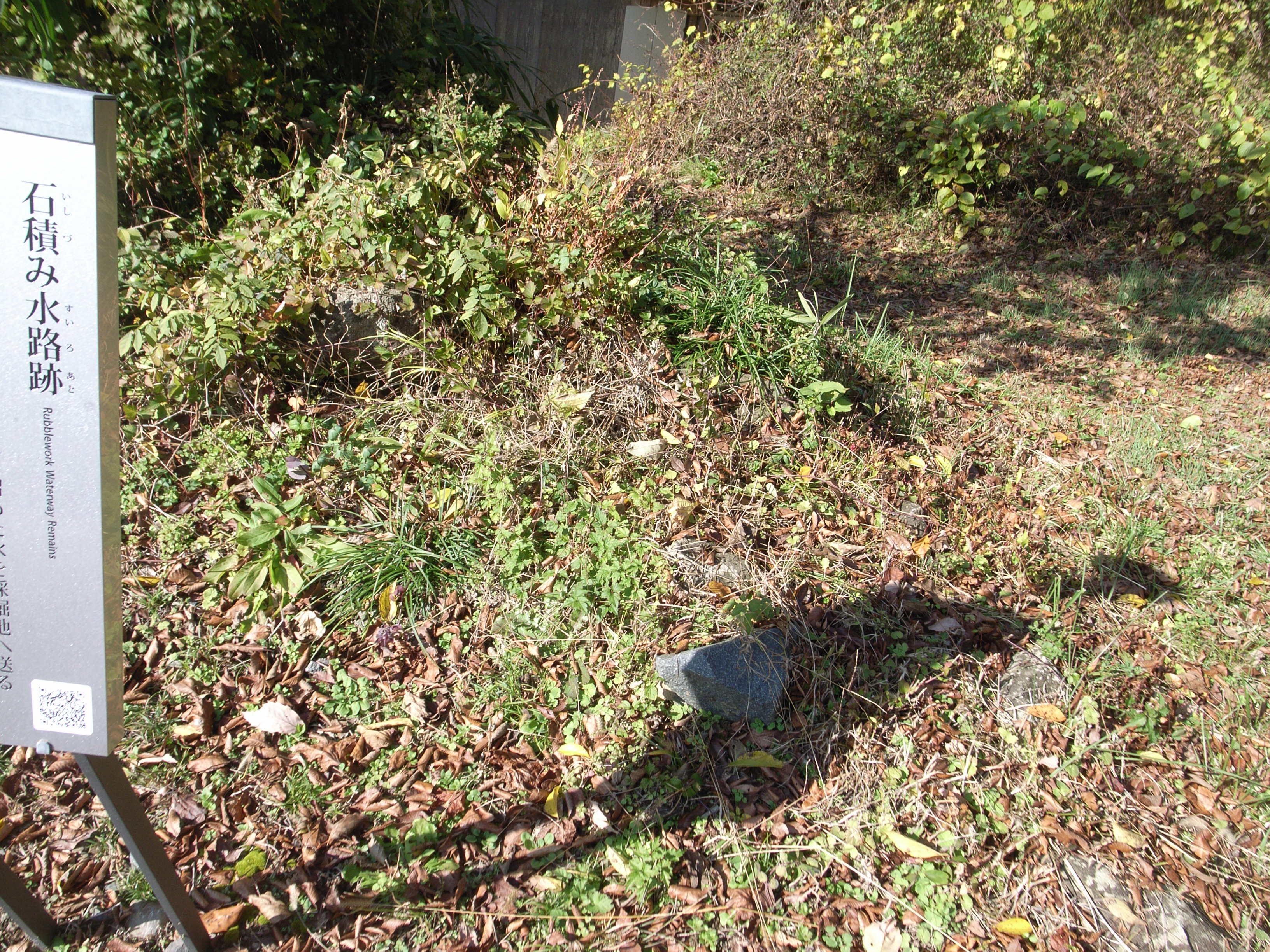
指摘された佐渡・西三川砂金山の水路跡

- 今委員会において新規登録を目指していた佐渡島の金山だったが、構成資産候補である西三川砂金山の水路跡が実際には一部途切れていながら推薦書添付地図上では一本の線で表記されており正確性に欠くと指摘され、2022年2月28日に推薦書の不受理が通達された（このことを日本政府が明らかにしたのは7月27日になってから）。これにより再開される本委員会での登録は不可能となった[217]。政府は9月29日に暫定版推薦書をユネスコへ再提出の上、2023年1月19日に正式な推薦書を提出し、2024年の第46回世界遺産委員会での登録審査を目指すことになった[218]。
- 4月21日に世界遺産委員会の延期が決定した直後、オードレ・アズレユネスコ事務局長がベネチアへの家族旅行を催行した。事務局長といえど休暇を取る権利はあるが、その決裁にユネスコの法人カードを使用したという公私混同がスクープされた。議題が山積するユネスコの結束が求められる状況下にあって執行委員国からの批判が相次ぎ、混迷する世界遺産委員会運営のリーダーシップに疑問が呈され、今後の開催に暗雲が垂れ込めている[219]。
- ロシアが議長国を辞退し、サウジの議長国就任の可能性が高まると、前回の委員会開催国である中国が運営などについて支援する用意がある旨を、12月7日に習近平国家主席がサウジを訪問した際にサルマン国王に伝えた[220]。
- 2023年3月20～22日に習近平国家主席がロシアを訪問してプーチン大統領と会談し、多岐にわたる中露関係の協力について話し合うことが事前確約されており、その中には東アジア・オーストラリア地域フライウェイ・パートナーシップに基づく渡り鳥飛行ルートの保護と自然遺産として共同推薦するための試行錯誤の協議案も含まれ、上掲「ウクライナの世界遺産に係る現況・政局」にあるように、中央アジアフライウェイにおけるロシアへの批判を拭うかのような提案を持ちかける[221]。

### ユネスコ執行委員会への持ち越し
第217回ユネスコ執行委員会が2023年10月4～18日に開催され（土日休）、上掲「緊急案件」にあるリビアの世界遺産被災状況調査など、世界遺産委員会会期中に方針や結論を導き出せなかった議事などについて追加の報告や関連する意見陳述が行われた。

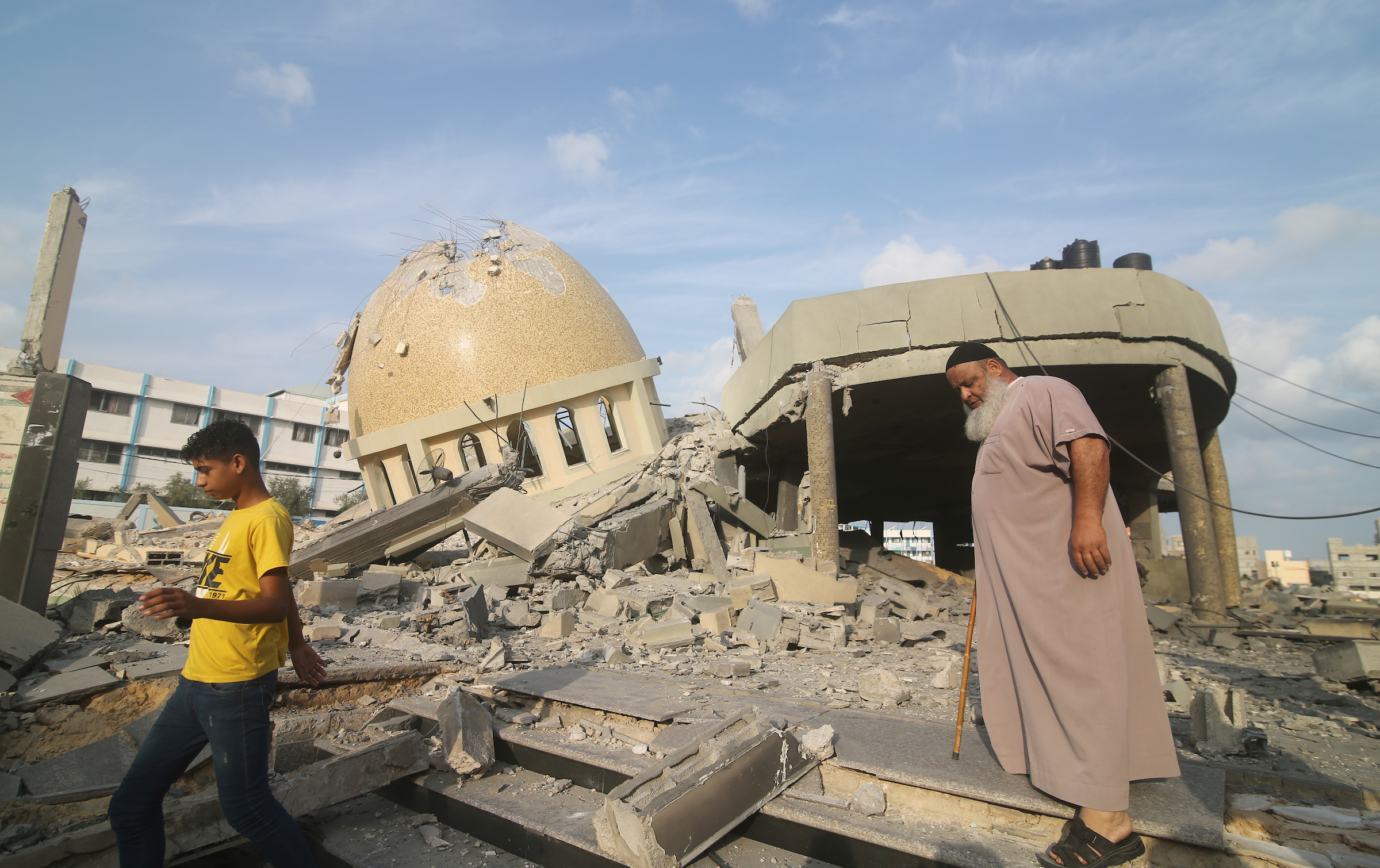
大破したテル・ウン・アムルの構成資産候補アル・アミン・ムハンマド・モスク

- 10月7日に発生したパレスチナのガザ地区を支配するハマスによるイスラエルへの攻撃と、対抗するイスラエルの報復（2023年パレスチナ・イスラエル戦争）でパレスチナが暫定リストに掲載するアンセドン港（英語版）やワディ・ガザ自然保護区（英語版）（ワディ川（英語版）河口海岸湿地[注 19]）に危機が迫っており、必要に応じて世界遺産委員会臨時会議を招集して、緊急登録と危機遺産緊急指定も視野に入れておくべきとした[223]。そして実際にテル・ウン・アムル（ドイツ語版）にある現存するガザ最古の聖ポルフィリウス教会が破壊されユネスコも注視し[224]、11月29日のパレスチナ人民連帯国際デーにパレスチナの世界遺産について考えることを呼びかけている（パレスチナの世界遺産はヨルダン川西岸のみでガザ側には今のところ無い）[225]。
- 一方、ハマスによるミサイル攻撃がテルアビブにも及んだことをうけ、イスラエルは世界遺産である「白い街」（テルアビブの白い都市－近代化運動）も危機に晒されており、ユネスコは注意を払うべきとした[226]。
- 委員会開催中に発生したナゴルノ・カラバフにおけるアゼルバイジャンによるアルメニア系への攻撃について（上掲「その他の議題」参照）、アルメニアが委員会に対して緊急案件であることを提訴したが受け付けられず、ユネスコ総会においてその後暫定リストに掲載予定のアルメニア正教の教会が破壊されるなどの文化浄化が行われていると訴えた[227]。これに対しアゼルバイジャンは首都バクーで開催した第43回世界遺産委員会で採択した「バクー宣言」に基づき、宗教融和政策を推し進めていると反論した[228]。
- ナミビアは今回の世界遺産委員会での新規登録の傾向を振り返り、審査では国連による『IPCC第6次評価報告書』に基づき、世界遺産候補地や当該国が環境対策に取り組んでいる場所が優遇されているとした。ユネスコは世界遺産におけるSDGsの取り組みを求めているが、アフリカではグリーン・ニューディール（グリーンリカバリー）のようなグリーン経済を現実として採用・実施できない途上国も多く、それが登録地偏重の格差を生じさせているとした[229]。
- ベラルーシがポーランドとの共同所有物件であるビャウォヴィエジャの森の国境線上にポーランドがフェンスを張り巡らせたことに対し、野生生物の自由移動を制限するものであり、森林散策に際して両国間の旅券・査証不要越境協定にも違反すると委員会に異議申し立てをしたが、取り扱われなかったことに不服を募らせる演説を行った[230]。
- 制度改変（ガイドラインの見直し）の一環で、2020年より新規登録推薦は1国1件となったが（拡張登録やトランスバウンダリーによる共同推薦案件は除く）、過去に推薦した経緯があり情報照会や登録延期勧告をうけた物件の再推薦に関しては別枠として受け付けることを検討[231]。

### ユネスコ総会への持ち越し
第42回ユネスコ総会が2023年11月7～22日に開催され（日曜休）、上掲「ユネスコ執行委員会への持ち越し」でも扱えなかった議事などについて意見陳述が行われた。執行委員会や総会はユネスコ業務全般について話し合う場であり、世界遺産も制度・予算・人員など大枠については議題となるが、個別の案件が持ち込まれのは異例のことである。
- アルメニアが引き続きナゴルノ・カラバフにおけるアゼルバイジャンによる文化浄化についてユネスコの介入を求めた[232]。

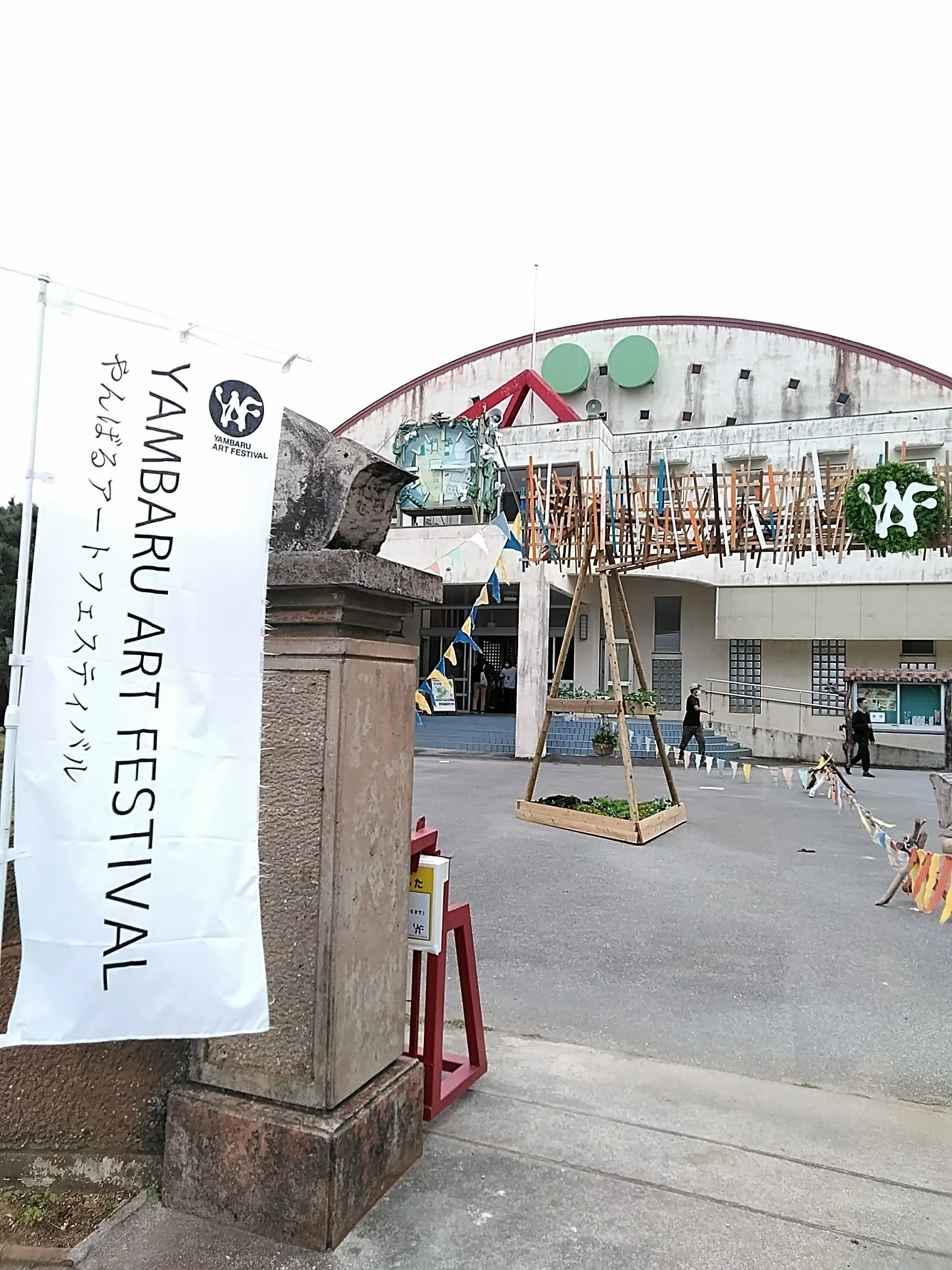
2022年にやんばる国立公園（世界遺産緩衝地帯）で開催された「やんばるアートフェス」は自然の中での芸術発表の場として注目

- ユネスコが採択した持続可能な開発のための文化について、ブリティッシュ・カウンシルが「文化遺産と芸術の接近が保護意識の向上のみならず、異文化に対する寛容性を醸成し、売り上げが保全費用へと循環できる」とし、文化遺産の積極的活用を求めた[233]。これをうけヨーロッパのユネスコ平和芸術家や創造都市ネットワーク加盟都市で事業展開するクリエイティブ産業企業が様々なアイデアを提案、さらに気候変動が屋外で展開する文化・芸術活動に影響を与えるようになったことから対策政策に文化・芸術分野を含めるよう求め、「自然遺産での文化・芸術活動も認め”新たな概念の複合遺産”を創設すべき」と提言[234]。
- 委員会でも取り上げられたアンコールワット周辺からの住民強制退去に関し（上掲「議題」参照）、アムネスティ・インターナショナルが人権侵害であり、ユネスコがカンボジア政府に対して善処を要請するよう求め、真摯に検討すると回答した[235]。
- ベラルーシがポーランドとの共同所有物件であるビャウォヴィエジャの森の国境線上にポーランドがフェンスを張り巡らせたことに対し、ユネスコと自然遺産の諮問機関IUCNへ早急に現地調査を行うよう招聘要請した[236]。
- 2012年の世界遺産条約40周年の際に京都で国際会議・シンポジウムが開催され、世界遺産を維持するためコミュニティの存在の重要性を確認し、住民参加を促す『世界遺産と持続可能な開発：地域社会の役割』（京都ビジョン）を採択したが[237]、日本では2023年に成立したこども基本法（こども家庭庁所管）に基づき日本遺産の活用について地域の子供が地方議会などで提言する活動が行われていることがオブザーバーのユニセフから報告され、世界遺産にも応用すべきと評価された[238]。

## ロシアの対応・反応

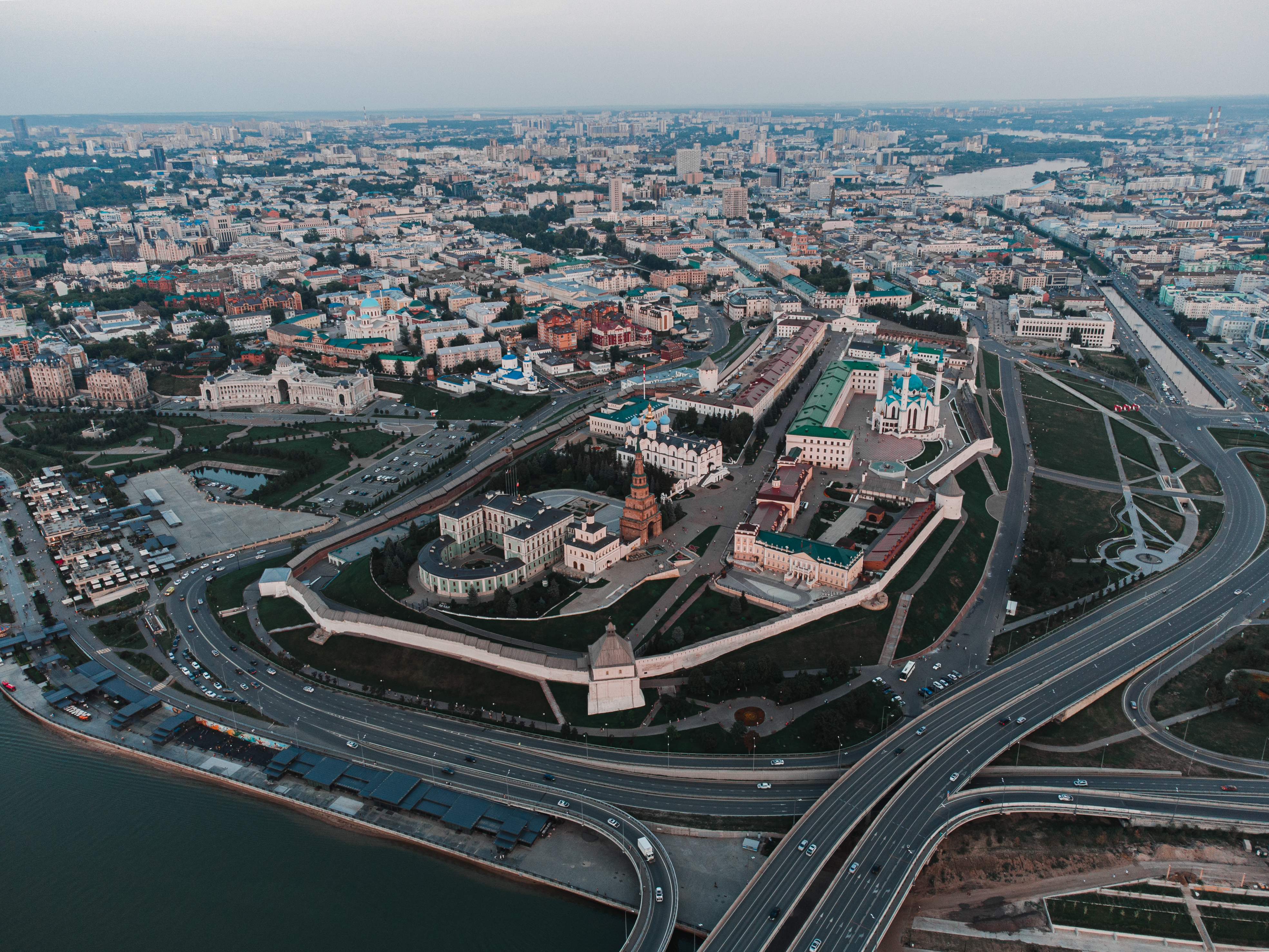
各種セレモニー会場を予定していた世界遺産のカザン・クレムリン

- 2022年は委員会開催予定であったカザンが立地するタタールスタンの主要構成民族であるヴォルガ・タタール人やチュヴァシ人の祖先にあたるヴォルガ・ブルガール人がイスラム教へ改宗して1100年の節目にあたることから（922年にアッバース朝のカリフがこの地域に使節団を派遣して布教）、世界遺産委員会の開催に合わせソボルナジャと呼ばれるイスラム聖堂と博物館・図書館などを併設する複合施設の建設を発表する予定でいた。カザン・ハン国はイスラム教国ながら、ロシア正教のロシア・ツァーリ国と友好関係にあったとして、ロシアによるイスラム融和（懐柔）政策を広くアピールする計画でいた[239]。
- 元々委員会開催後にカザンで開催予定だったユネスコ国際フォーラムが12月5～8日に開催され、ロシアの友好10ヶ国の文化・科学・環境等の閣僚が参集し（ユネスコ関係者は欠席）、旧ソ連崩壊後の新生ロシア連邦成立時にタタールスタン共和国の初代大統領となったミンチメル・シャイミーエフ（文化間対話ユネスコ親善大使）が「タタールスタンは引き続き世界遺産の保護に邁進する」との基調講演を行った[240]。
- 今委員会においてカザン大学天文台が登録されたことについて、副議長国を務めるロシア代表部は「ロシアの勝利だ」と宣言。「西側諸国がロシアを孤立させようとしている状況にあって、委員会には良心が残っていた」「ロシアを閉鎖することはできない」と委員会に出席していたカザン大学があるタタルスタンのIrada Ayupova文化大臣やTatiana Larionova下院副議長も発言した[241]。

### ソ連～ロシアとユネスコ
1970年代よりユネスコは自身が標榜する平等や科学社会、文化的自由が社会主義にあると見出し、旧ソ連などの共産主義陣営に傾倒した。初期の世界遺産登録に東欧のソ連衛星国が多いことは、その実例を示している（ウクライナの世界遺産キーウはソ連邦構成国としてのウクライナ共和国時代に登録され、ソ連崩壊後に独立したウクライナの物件として再登録された）。ユネスコはその後もアフガニスタン侵攻などもありながら幻想を追い、結果としてこれに反発した米英がユネスコを脱退するという事態を招いた。
そうしたソ連時代にロシア人の歴史研究家でジャーナリストでもあったユーリー・カシレフが書いた著書にはソ連のユネスコを活用した文化戦略が述べられている。
ソ連が解体しロシア連邦が成立してもユネスコに対する姿勢に変わりはなく、むしろより積極的に利用する姿勢が鮮明となった。
その間にユネスコは第三世界などへの関心と支援に重心を移したが、国際連合安全保障理事会常任理事国であるロシアの影響力は強く、ユネスコも無視できない存在であった。こうした経緯からロシアは軍事侵攻に関してもユネスコは緩い対応を採るであろうという希望的観測でいたと分析される。

## サウジの取り組み
イスラム教の聖地を擁しアラブ諸国の盟主を自負するサウジアラビアは文化大国も標榜し、その範囲はユネスコ分野にも及び、ユネスコもその活動を高く評価している。特にウクライナとロシアの関係が混迷を極めてきた頃から、副議長国先頭位置であることを意識した行動が顕著になった。

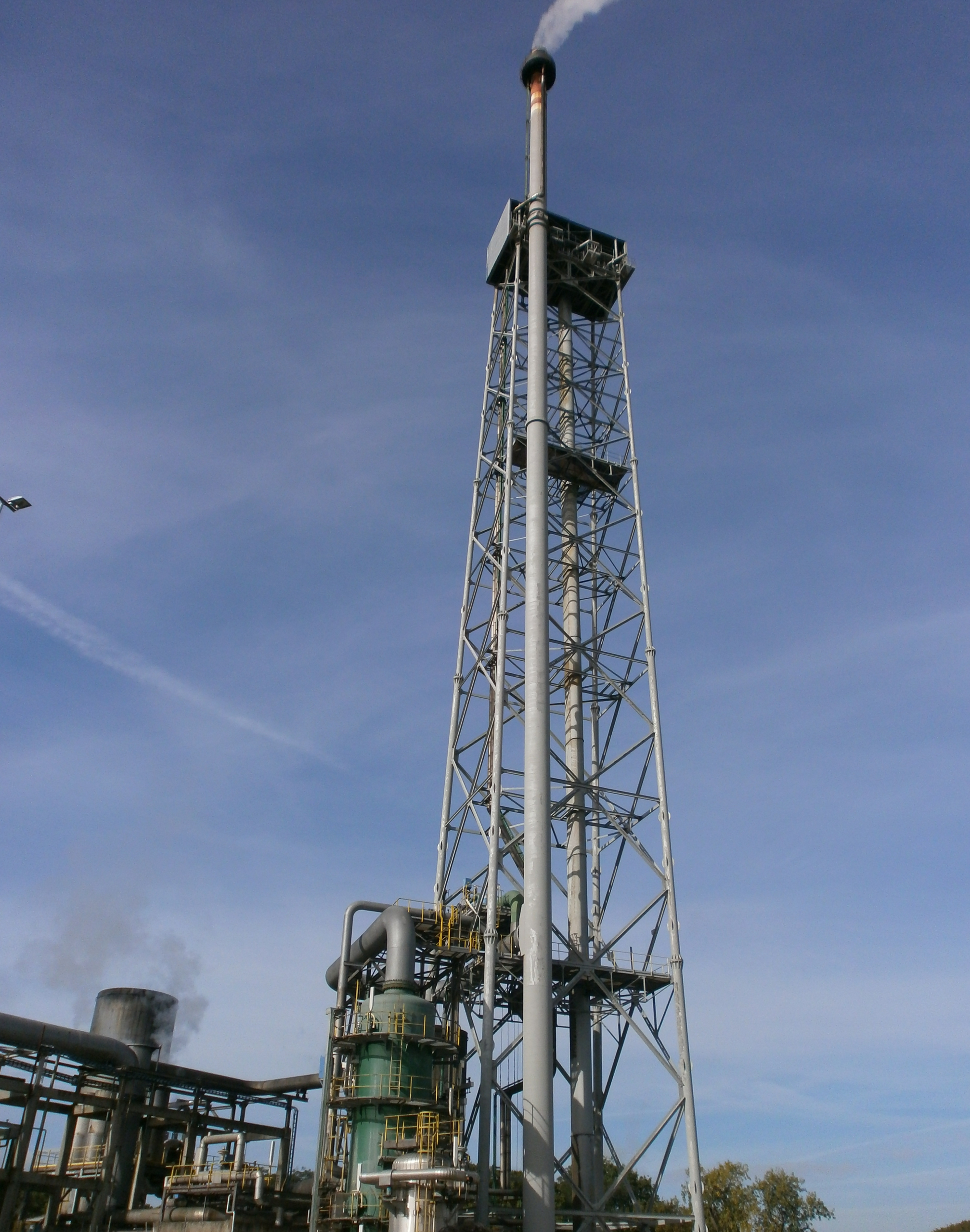
世界遺産を目指すサウジの石油生産プラント

- 委員会開催地議長国に決まった後、2023年1月23日に暫定リストへ5件の新たな候補地を掲載した（2022年にも3件記載）。その中には上掲「その他の議題・話題」の節にあるように、今後世界遺産に取り込むべき分野に石油産業が上げられたことをうけ、「The Oil Industrial Heritage in Saudi Arabia」として国有企業のサウジアラムコの施設を含めた[245]。
- 気候変動が世界遺産に与える影響を地球温暖化の原因の一つである化石燃料の燃焼に伴う二酸化炭素排出の大元となる産油国であることから、世界遺産環境モニタリングへのオイルマネーを背景とした莫大な資金援助を表明[246]。
- 近現代都市の歴史的文化的価値の顕彰を始めているユネスコの活動に賛同し、現代都市イニシアチブを開始し、アラブの伝統を採り入れたトラディショナル・サクセション・アーキテクチャを国内の都市開発に積極的に採用することとし、将来的に都市遺産を目指すとした[247]。
- 2023年5月14日からパリのユネスコ本部で始まった執行委員会に本世界遺産委員会の議長を務めるハイファ王女が出席し、世界遺産委員会を成功裡に修めることを表明した[248]。
- サウジ政府の文化財保存機関アル・ウラ王立委員会（英語版）が、世界遺産委員会開催期間中の9月13～15日にリヤドでアル・ウラ国際考古学サミットを開催し、砂漠地帯の気候風土や日干しレンガ造という中東に共通する史跡の保存方法や観光活用の手法などに関しての域内共通認識策定とユネスコや諮問機関の承認を得ることを目的とする[249]。

## 委員会の運営と様子
- 今委員会においてパレスチナの世界遺産であるオリーブとワインの地パレスチナ - エルサレム地方南部バティールの文化的景観へのイスラエルによるユダヤ人入植の影響を精査確認することになっており、ロシアでの開催予定時点ではユネスコを脱退しているイスラエルも証人喚問として呼ぶことになっていたが、イスラエル国籍人の入国を認めていないサウジでの開催に変更となったことから、どのように対応するかが問題となっている。イスラエル当局者が公的目的で公式に入国を許可されれば初の事例となるが、サウジの国民感情が許さない可能性もある。ユネスコは委員会運営規則により、委員会が議事に関連して招聘する関係者の入国を認めない場合には、「ホスト国協定」に基づき開催地を変更することが可能であると指摘[250]。これをうけ委員会開催の約1ヶ月半前となる7月20日にサウジがイスラエルの入国を認めることになった。この発表はイスラエルにサウジの大使館がなく、査証発給を第三国の大使館を介して行わねばならず、その事務手続きに要する日数を逆算しての判断であった[251]。

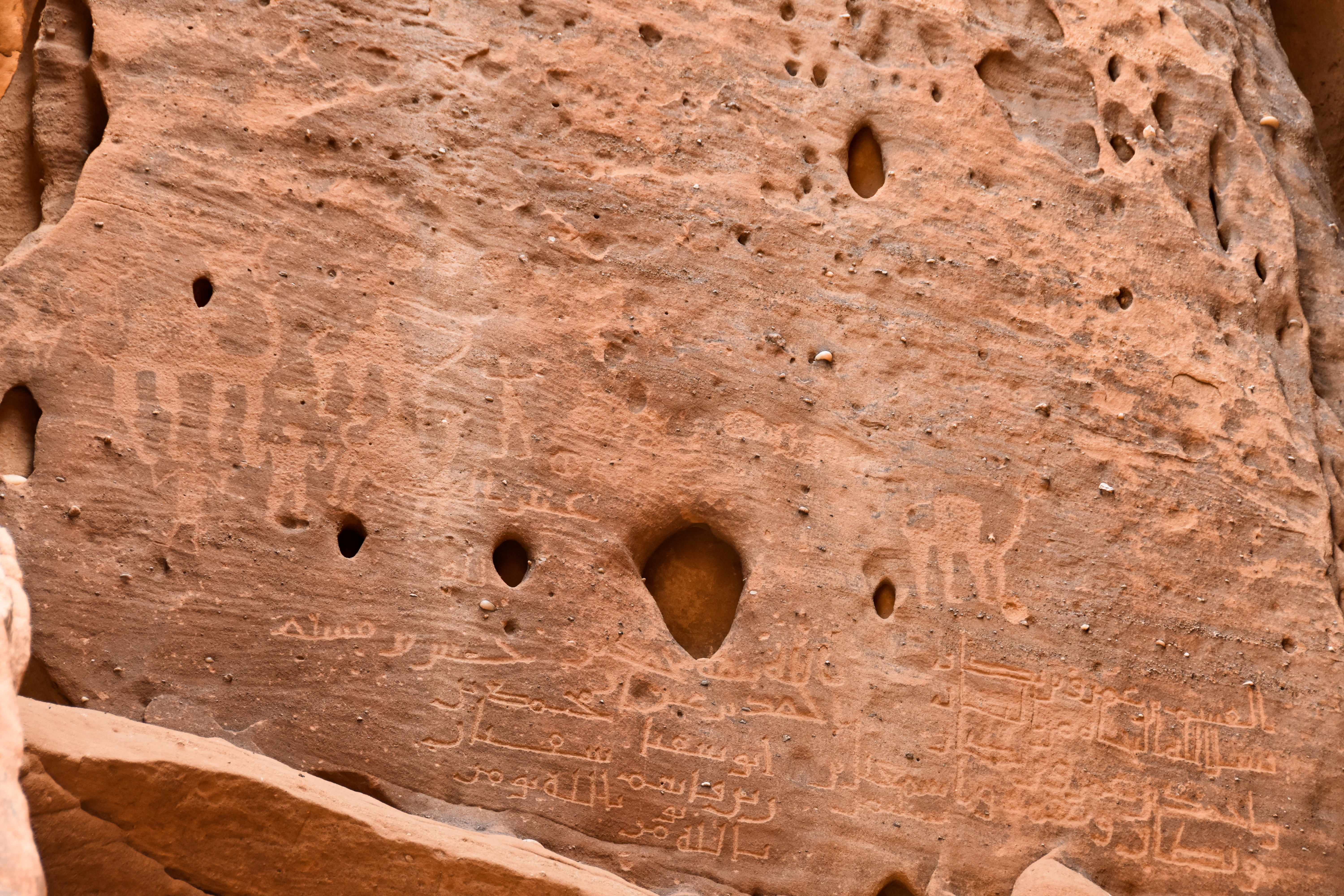
委員会ロゴのモチーフになったナバテア王国時代の岩絵

- 今委員会のロゴは、サウジの世界遺産であるヘグラの考古遺跡（アル＝ヒジュル/マダイン・サーレハ）の岩絵をモチーフとした。
- 委員会の様子はユネスコ世界遺産センターの公式サイトにてライブ中継されるが、例年であればYouTubeを介していたが、今回はLivestreamを利用する。以下、本節の記事で出典脚注がないものは動画配信閲覧による（後日後追い報道があった場合には貼付する）。
- 2023年9月10日、ムラッバ宮殿（英語版）において委員会の開会式と「Together for a foresighted Tomorrow」と題した記念セレモニーが挙行された[252]。サウジ王族で文化大臣（英語版）のバドル・ビン・アブドラ・アル・サウド王子（英語版）が挨拶し、途上国の世界遺産を管理するサイトマネージャー育成プログラムへ資金を拠出することを表明した[253]。
- 委員会の運営を実質的に切り盛りする事務局は通常は裏方だが（例えば1998年に日本で開催した第22回世界遺産委員会の事務局は外務省に置かれスタッフは国家公務員である外務省職員が務めた）、今回は事務局長にサウジの生物圏保護区・ジオパーク・創造都市ネットワークといったユネスコ事業を一手に引き受けているキングサウード大学の観光考古学学部教授でサウジ遺産保存協会（英語版）所長のAbdulelah Al-Tokhais博士が就任し、委員会においても議長であるハイファ王女に付き添いサポートに努めている[注 20]。
- ライブストリームで委員会の様子を観覧すると、ヨーロッパの委員国や諮問機関・オブザーバー参加のNGO関係者らを中心にウクライナとの連帯を示すため、委員国委員が自国の国章でなくウクライナ国旗（）のバッジ（ウクライナ国旗に平和の象徴の鳩が描かれたものも）やユネスコロゴ（）記章に2022年ロシアのウクライナ侵攻に対するロシアでの反戦・抗議運動のシンボルとなったグリーンリボン（）[注 21]、あるいはウクライナを象徴するとされる向日葵[注 22]のバッジを合わせて着用する光景が見られた。但し、向日葵に関してはロシアも国花としており、ロシア支持の暗喩である可能性もある。
- 各議事が順調に進行したことで9月14日より予定していた保全措置報告の確認審査を一日前倒しにして開始したり、9月21日に予定していた危機遺産指定審査で議事が紛糾し長引く恐れが見込まれたグレートバリアリーフとヴェネツィアを保全措置報告審査に組み込むなど臨機応変な対応がみられた。
- 議長国のサウジおよび副議長国のアルゼンチン・タイ・イタリア・ロシアに新規登録審査対象案件があり、公平を期すために当該審査時には一時的に立場を離れ、審査案件がない南アフリカが議事進行を務めた。なお、イタリアはヴェネツィアの危機遺産指定審査の際、委員（ユネスコ代表部の外交官・書記官）の一部が役職を離れ、指定反対の説得交渉にあたる場面もみられた。
- 女性の人権・権利が低いと指摘されるイスラム圏（イスラームと女性参照）の中でもとりわけ厳格とされてきたサウジだが（サウジアラビアにおける女性の人権参照）、今委員会では女性（王女）が議長を務め、運営スタッフも半数近くが女性であり、女性の社会進出と社会変革が進んでいることがアピールされた[255]。
- 世界遺産の社会的・文化的発展を促す「Cultural transformation plan of vision 2030（文化的変革計画ビジョン2030）」を採択。過小評価されている世界遺産の価値の見直しや、推薦物件の登録審査時の諮問機関勧告をより慎重に価値を見極めること[256]、世界遺産を活用した経済的多様性（英語版）を認め、特に途上国での世界遺産観光（ヘリテージツーリズム）での雇用機会による貧困からの脱却を図ることは重要とし、それは画一的な政策でなく各国の政治体制や民族性に配慮したケース・バイ・ケースのモデリングを構築することが大切だとした[257]。
- 閉会式はプリンセス・ノーラ大学（英語版）で行われた。開会式でも挨拶した文化大臣のバドル・ビン・アブドラ・アル・サウド王子が再び登壇し、採択された「Cultural transformation plan of vision 2030」のプラットフォームをサウジが整備すると明言。今委員会では37の公式サイドイベント（テーマ別分科会やNGO等関係団体による懇談会など）と、60の文化プログラム（展示会や伝統芸能の実演など）が実行された[258]。
- 会期中に次回第46回世界遺産委員会の開催国（議長国）・開催都市・開催期間を決めることが出来なかった。こうした事態は2017年の第41回世界遺産委員会で会期中に翌年の第42回世界遺産委員会の開催地を決めることが出来なかったこと以来になる。開催国は今次委員会の委員国で、次回の委員会でも委員国任期中にある国の中から立候補を募り、委員国の協議で決められる。例年、委員会には委員国委員と関係者（ユネスコ代表部の外交官・書記官）、諮問機関メンバー、ユネスコ職員、国連関係機関、オブザーバー参加のNGOに加え報道陣など約1000人程の参加がある（今回はセレモニーで無形文化遺産の鷹狩を披露し、狩場を一般開放したため多くの見物人が集まり、その観客を含めると全参加者は3000人を超えた）。開催誘致はこれと同等規模の人員を収容できる本会議場とサイドイベント用会場やプレスセンターそして宿泊施設が必要で、施設には同時通訳の設備や通信環境も整っていなければならず、国際会議を運営するノウハウや運営スタッフ・警備などを擁することができる国に限られてくる[259]。 前例に倣うなら、次回の委員会開催国を決めるため後日、委員会の臨時会議を開催することになる。
- 2023年1月に開催した臨時会議では、緊急措置で新規登録と危機遺産指定を行ったが（上掲「臨時会議での新規登録」及び「臨時会議での緊急指定」参照）、緊急案件とした自然災害被災対象地は会期中に状況確認が取れなかったことから、必要であれば臨時会議を開き追加指定することも検討する。同じく、ハーグ条約での「保護強化下の国際文化財リスト」に掲載したウクライナの文化遺産（上掲「ウクライナの世界遺産に係る現況・政局」参照）についても、今後の戦局次第では臨時会議で危機遺産追加指定を行う可能性も残して閉幕した[259]。

## 委員会への批判
- 気候変動が世界遺産へ与える影響に関する対策を新規登録の推薦書や保全措置報告（SOC）に盛り込むことが前回の委員会で決定した（「第44回世界遺産委員会#その他の議題・話題」参照）。今次委員会での新規登録審査は2022年分の推薦締切が前委員会開催前で対応が間に合わず（委員会開催が延期された間に追加情報の提出を求めた）、2023年分に関しては努力義務となったが、イランが推薦したキャラバンサライの推薦書には気候変動に関しては一切言及しておらず（追加情報も未提出）、スペインの「タラヨ期メノルカ ‐ キュクロプス式建造物の島のオデッセイ」に関しては対象地であるマヨルカ島とメノルカ島は地中海にあり気候変動によるリスクはないと断言している。結果としてキャラバンサライは諮問機関の勧告では情報照会だったものが登録されるに至った（タラヨ期メノルカ ‐ キュクロプス式建造物の島のオデッセイは登録勧告だったものが順当に登録）。このような報告書を受理した世界遺産センターの在り方を含め、環境先進国から批判が相次いでいる。こうした状況を放置すると、危機遺産化を免れるため保全措置報告に都合が悪いことを記載しない国も現れるのではないかとの危惧もある[260]。
- パレスチナのエリコが登録されたことに対し、イスラエル外務省は「パレスチナによるユネスコの政治利用」だと非難し、「パレスチナが自らの歴史遺産と解釈するものは一掃する」と過激な発言を行った。このことをパレスチナは「イスラエルがユネスコに戦争を仕掛けたようなもの」と批判。エリコには旧石器時代のテル・エス・スルタン遺跡（英語版）も含まれ、その居住者はユダヤ人かアラブ人かは定かでないにも関わらず、全てがユダヤ遺跡だと主張するのは無理があるともした。さらにパレスチナのバティールの文化的景観に関する審問で意見陳述に招かれたイスラエルは（上掲「委員会の運営と様子」参照）、「あずかり知らないこと」とした。こうした一連の言動に、アラブ諸国が「イスラエルを委員会に呼んだことが間違えだった」と主催したサウジを批判した[261]。
- 10月7日に始まったパレスチナとイスラエルの戦争。その背景の一つとして、サウジアラビアとイスラエルの国交正常化によるパレスチナの孤立化を懸念しての行動ともされる。世界遺産委員会開催中の9月22日には国連総会でイスラエルのベンヤミン・ネタニヤフ首相が国交正常化に言及した。今委員会ではイスラエル外交団が初めてサウジ入りしたが、委員会議事とは別に秘密裏な会合がもたれたのではないかとの憶測が流れ、委員会を口実にした外交交渉など政治利用された可能性が疑われている[262]。

## 事後の関連会議
上記にある「ユネスコ執行委員会」や「ユネスコ総会」とは別に、世界遺産に直接関連する会議が、世界遺産委員会終了後に開催され、委員会では決められなかった案件について協議された。

### 第24回世界遺産条約締約国会議
2023年11月22・23日にパリのユネスコ本部で第24回世界遺産条約締約国会議が開催され、任期入れ替えで新たにウクライナ・韓国・ベトナム・ケニア・セネガル・レバノン・ジャマイカ・カザフスタン・トルコが委員国に選任された（ロシア・タイ・南アフリカ・エチオピア・マリ・ナイジェリア・サウジアラビア・エジプト・オマーンが退任）。初めて委員国に専任されたウクライナは、正式就任する来年からロシアによる遺産破壊行為について責任追及や補償賠償を活動主題とすることを明言。

### 第19回世界遺産委員会臨時会議
条約締約国会議に合わせ第19回世界遺産委員会臨時会議（前期：2023年11月23日）が開催され、サウジでの委員会で決めることが出来なかった2024年の第46回世界遺産委員会をインドが開催することになった。後日（後期：2024年1月8日）、改めてユネスコ・世界遺産センターとインド政府が協議し、7月21～31にニューデリーで開催することを決めた。また、ブルガリア、ギリシア、ケニア、カタール、セントビンセント・グレナディーンが副議長国、ベルギーが報告担当に選出された。

## 世界遺産と観光

### 世界遺産条約50周年
2022年11月17-18日にギリシャにおいて「世界遺産条約50周年記念会合」が開催された。当初は第45回世界遺産委員会での議題を反映させる予定であったが、委員会に先駆けるかたちでの開催となった。2012年の条約40周年の際に採択された『京都ビジョン』では、世界遺産の存続には地域コミュニティの関与が必要とし、以後新規登録の現地調査において遺産そのものの価値の顕彰とは別に、地域住民への取り組みなどに関する質疑も行われるようになるなど大きな影響を残した。

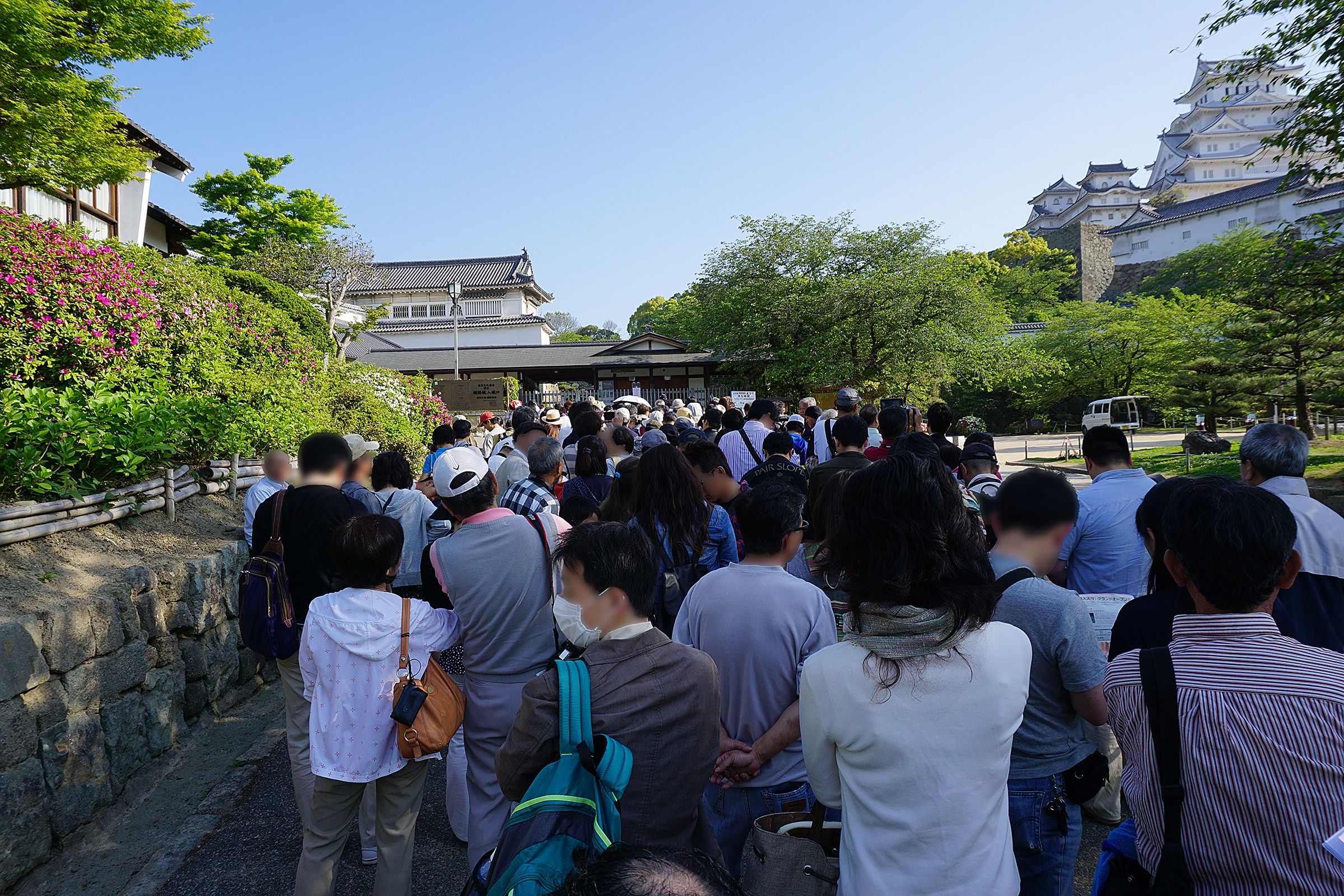
マスコミが火をつけた城ブームで観光客が押し寄せる姫路城

今回の50周年会合のタイトルは「The Next 50—The future of World Heritage in challenging times enhancing resilience and sustainability（次の50年へ - 困難な時代における世界遺産の未来　回復力と持続可能性を強化する）」で、世界遺産という制度が100年続くための試行錯誤。主たる議事は、第44回世界遺産委員会において気候変動による自然災害が世界遺産に及ぼす影響を新規推薦に際して遺産影響評価（HIA）として被害想定シミュレーションと対策案を盛り込むよう義務付けたことの再確認と徹底を求めたほか、アフターコロナにおける観光公害（オーバーツーリズム）再燃対策が話し合われた。特に世界遺産観光（ヘリテージツーリズム）での偏重傾向にはマスツーリズムの影響が強いと指摘。大衆の旅行動向を左右するメディアによる印象操作・大衆誘導的な報道の中には誤ったものも含まれており、その結果として訪問者にとってツーリストトラップとなり、最終的には現地の印象を貶める悪循環を引き起こしていると厳しく糾弾した。ユネスコは報道の自由を擁護する立場であるが、売り上げや閲覧数の利益至上主義（商業主義）には疑問を呈しており、自発的な報道倫理を望んでいる。また、遺産の商品化として世界遺産を観光資源として一定の利用は容認している。

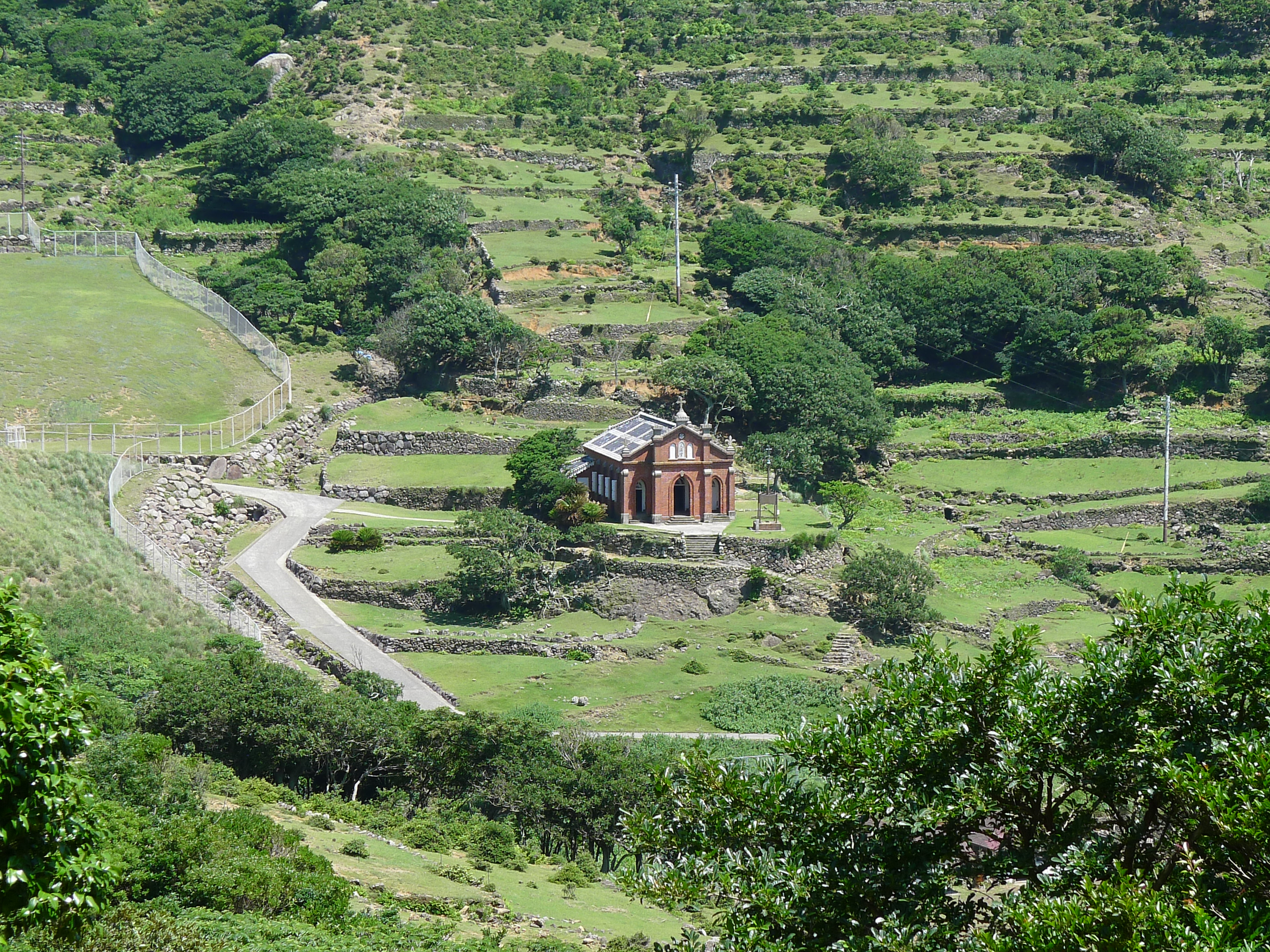
世界遺産野崎島集落跡。その中の旧野首教会は世界遺産でないがシンボリックに扱われ、時に絶景スポットとされる

このことに関しては2021年よりユネスコや国連世界観光機関（UNWTO）が協賛して複数回の国際的なシンポジウムを開催しており、そこから導き出された方向性を今回の国際会合で公式に発表した。そこでは例えば長崎と天草地方の潜伏キリシタン関連遺産において大浦天主堂以外の教会建築物は厳密には世界遺産ではないが、イメージ画像として使われ続けていることも挙げられる。さらに日本では「絶景」という表現も煽られており、「世界遺産の絶景」と組み合わせられることもあるが、絶景は主観性や個人の感性に左右されるものであり、十把一絡げで価値観を押し付けることも問題視される。
2023年4月18日の記念物と遺跡の国際デー（世界遺産の日）にユネスコが開催した国際会議では、世界遺産観光におけるサスティナブルツーリズム・レジリエントツーリズムのさらなる奨励に加え、正しい遺産の解釈を伝えなければならないことを確認し、SNSインフルエンサーによる遺産の価値の発信協力要請やフェイクニュースの取り締りについても検討すべきとした。
40周年の京都ビジョンがその後の世界遺産に影響を与えたことを鑑みると、今回の議題も今後の世界遺産の在り方や方向性に影響する可能性がある。このことに関しては、再開された世界遺産委員会でも継続審議として取り上げられる。

### コロナ明けの世界遺産観光

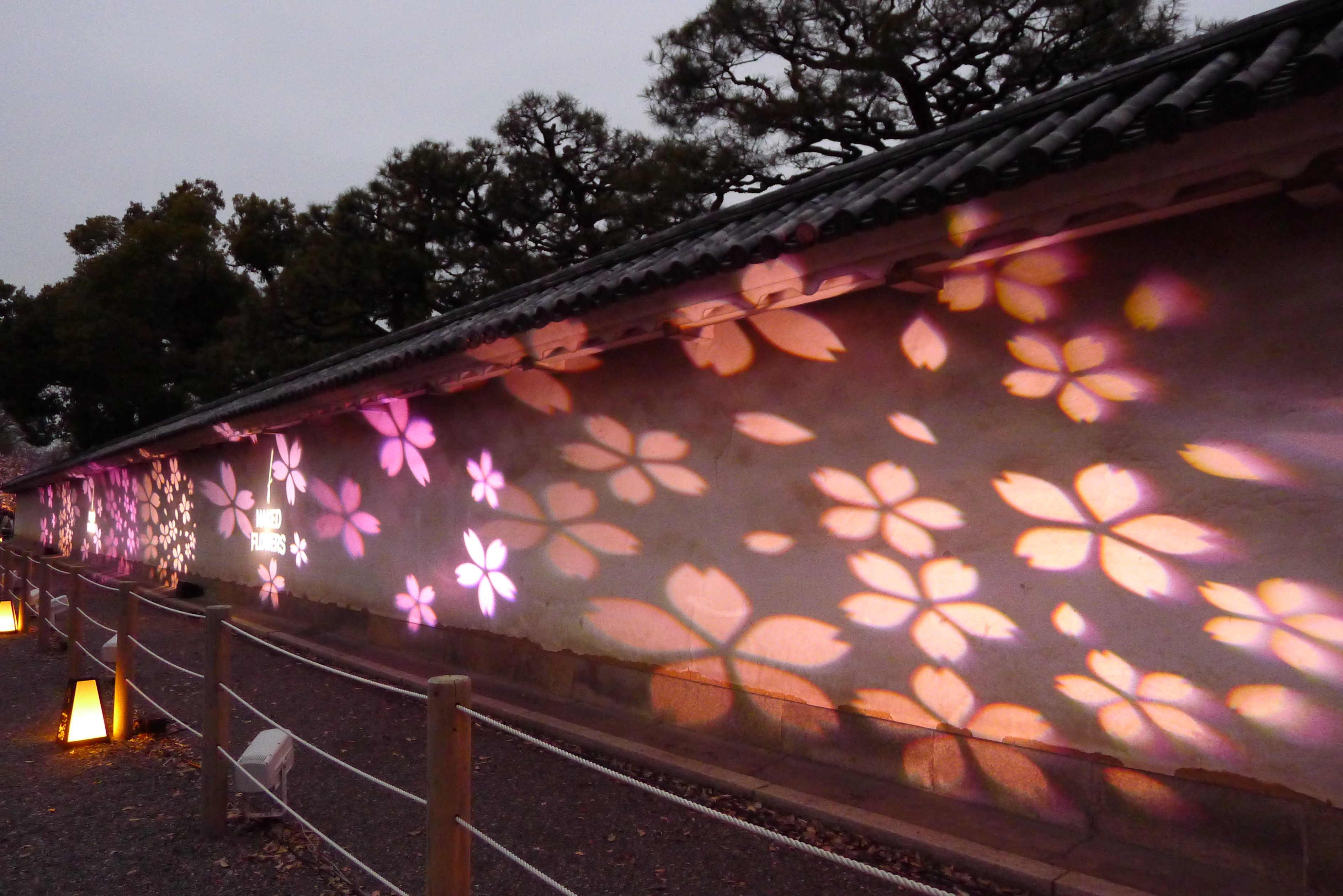
2023年春に二条城で開催したプロジェクションマッピングなどの催事

委員会では2023年に入りリベンジ消費による観光業の世界的復調に伴う観光公害の再燃に対策を講じる会議も行われた。「post-COVID tourism」（日本では"アフターコロナの観光再開"などと呼ばれる）と題し、国連世界観光機関（UNWTO）が議事を提出。リジェネラティブ・トラベルのような民間主導の観光再開を歓迎しつつも、利益追求からの大量送客が観光地に負荷をかけることになることを危惧。日本でも古都京都の文化財を擁する京都ではインバウンドによる混雑ぶりが再び深刻化しており、空いている時間帯を狙って訪れることを奨励したり（例：ずらし旅）、市街地一極集中を郊外や府下全域に分散させるよう誘導したり、完全事前予約制を導入するなど工夫を凝らし、世界遺産でも早朝・夜間公開の実施やユネスコ指針「遺産と創造性」に基づく新しい演出で混雑する時間帯を避けるイベント（予約制で人数を抑制）のユニークベニューも展開して魅力が損なわれないよう努力している。
本委員会ではイスラエルが初めて公式にサウジ入りを果たしたが、イスラエルはハイム・カッツ観光大臣まで送り込んだ。委員会での審議とは別に大臣はイスラエル観光のセールスプロモーションを展開。特にコロナ禍において世界に先駆けワクチンツーリズムを成功させた実績と合わせ、コロナ再流行が発生した場合にはワクチンツーリズムとイスラエルの世界遺産を組み合わせ優先的観光（感染防止の観点から閉鎖した場合には貸し切りで）も検討するなどアピールした。

### 新規登録地の観光の傾向
世界遺産と観光に係る議事にオブザーバー参加していた世界的な旅行ガイドブックの『ロンリープラネット』が今委員会で登録された新規物件の観光について取りまとめた。それによると文化遺産ではラトビアの「クルディーガの旧市街」やリトアニアの「カウナス」など都市の建築物や都市景観などを見る都市観光、カンボジアの「コー・ケー」、グアテマラの「タカリク・アバフ考古公園」、スリナムの「ヨーデンサヴァネの考古遺跡」などの考古学観光、中国の「普洱の景邁山古茶林」、エチオピアの「ゲテオ」、チェコの「ジャテツとザーツホップの景観」など飲食も楽しめるグルメツーリズム等、多様な観光の形式を網羅しており、「記憶の場所」に関しては教育旅行やダークツーリズムとして注目される。一方、自然遺産では中央アジアの「トゥラン砂漠群」や「ティグロヴァヤ・バルカ自然保護区のトゥガイ」のように個人では訪れにくい場所もあり、現実として公式なエコツアーに参加して環境保全に努めるべきとする。
世界遺産観光（ヘリテージツーリズム）は世界遺産の持続可能性を追及することが必須となり、世界遺産における持続可能な開発や持続可能な開発のための文化を推し進めることが再確認された。これを一介の旅行者個々人にまで浸透させる必要があり、持続可能な保全を手伝うボランティアツーリズムに参加するなどの意識変革と自発的な行動が望まれ、ヴェネツィアで導入される観光税（入域料）をきちんと払うよう呼びかける。
また、山積する地球規模での難題を解決する手立てが自然と共生する先住民の知恵（民俗知）や伝承されてきた無形財（文化的財）にこそあるとして、先住民観光なども提言する。人間動物園とするのではなく、先住民の暮らしぶりを体験しヒントを得ようというもの。特に無形文化遺産で“Dive into Intangible Cultural Heritage（無形遺産に飛び込もう）”プロジェクトを立ち上げ、積極的に体験に出向くことを推奨しており、インドネシアのジョグジャカルタのように無形文化遺産と密接な関係の上に成り立つ場所は注目に値する。
先住民観光については、近年カナダが力を入れており、今回「トロンデック＝クロンダイク」と「アンティコスティ」の先住民が関係する場所二ヶ所が登録されたことで盛り上がりをみせている。

#### 早速の活用
今回の世界遺産委員会でインドからタゴールゆかりのサンティニケタンが登録されたことをうけ、サンティニケタンこそが近現代インドの精神性を体験できる場所であるとして、大学という性格上からオープンカレッジなどを積極的に開催し、観光客にも体験学習を通してインドの価値観を知ってもらう計画を早速発表した。長期滞在も可能にするため、かねてから力を入れてきた山村留学での宿泊施設（学生寮の空き部屋を無償提供）やヒンドゥー教寺院に併設された道場のアシュラムを利用することで、大学生との交流やヒンドゥー教・インド哲学などにも触れてもらうことも提案。
イランのキャラバンサライでは、キャラバンサライ間の砂漠のオフロードを四輪駆動車で疾走したり、昔ながらのラクダに背に揺られたりしながら、砂漠にテントを張り一夜を過ごし、到着したキャラバンサライにも宿泊するデザートクルーズプランを練り上げた。大人数での催行にならないため密にならず感染の恐れも軽減できるとしている。
中国の「普洱の景邁山古茶林」では、プーアール茶のラベルに世界遺産・世界農業遺産の肩書を記載しての出荷を開始した。
インドネシアのジョグジャカルタでは、単なる観光に留まらない民族衣装バティックの製作とそれを着てのコスプレでの街歩きや伝統芸能への体験参加、世界遺産登録地内にある伝統家屋のカンポンに泊まる民宿・民泊の整備など、コト消費を重視するプランを発表した。
チェコの「ジャテツとザーツホップの景観」では、世界遺産登録を記念して今年初めてビアフェスティバルのオクトーバーフェストを開催し盛況を収めた。フェアでの売り上げの一部は景観維持のために還流するとした。なお、登録地があるリベレツ州の伝統産業であるガラス工芸（ボヘミアガラス）が「手作りガラス製作の知識・技術・技能」として2023年に無形文化遺産に認定（フィンランド・フランス・ドイツ・ハンガリー・スペインとの共同提案）。代表的製品がビールジョッキであり、世界遺産と組み合わせて売り込んでゆく。

### ユネスコに殺される
非常に物騒な小見出しだが、インドで新規登録されたホイサラ朝の宗教建造物群が推薦された際、諮問機関による現地調査の際、そして委員会開催時に「killed by UNESCO」として登録反対の要望が出されていた。100軒程残されているヒンドゥー寺院の中から真正性の都合などで3ヶ所だけが登録された。しかし、現地のヒンドゥー教徒にとって「生きている宗教施設」（リビングヘリテージ）は登録されたもの以外でも重要な場所があり、むしろ登録された3寺院は既に観光地として賑わっており、世界遺産化で世俗化が進むのではないかと危惧してのこと。ただ訪問者数が増えるだけなら許容できるが（実際には負荷がかかることから抑制は求められる）、宗教施設としての静謐さが失われ、菜食主義の中に観光客を当て込んだ肉食酒類提供の飲食店が急増することは我慢ならないともする。世界遺産登録による弊害は「UNESCO-cide」（直訳は"ユネスコ殺し"だが"ユネスコに殺される"の比喩）という言い回しも流布しており、ユネスコも直視すべきとした。
タイから新規登録されたシーテープ遺跡は登録直後から訪問者数が急増。これまで一日当たり300人程度だったものが7000人となり、砂岩の脆い石段が早速壊れるなどの事故が発生し、駐車場やトイレの数が圧倒的に足りておらず、遺跡内への進入駐車や遺跡内で屋外排泄するなどの事案が多発したため、急遽遺跡の一部を立入禁止とせざるを得なくなった。
ボツワナのスランバー・ツォグワネ副大統領は、アフリカにおける世界遺産が観光資源となることは歓迎するが、観光客が求めるアフリカらしさを過度に演出するようになり、信頼性が失われる恐れがあると警鐘を鳴らした。

### 恩恵にあずかれない

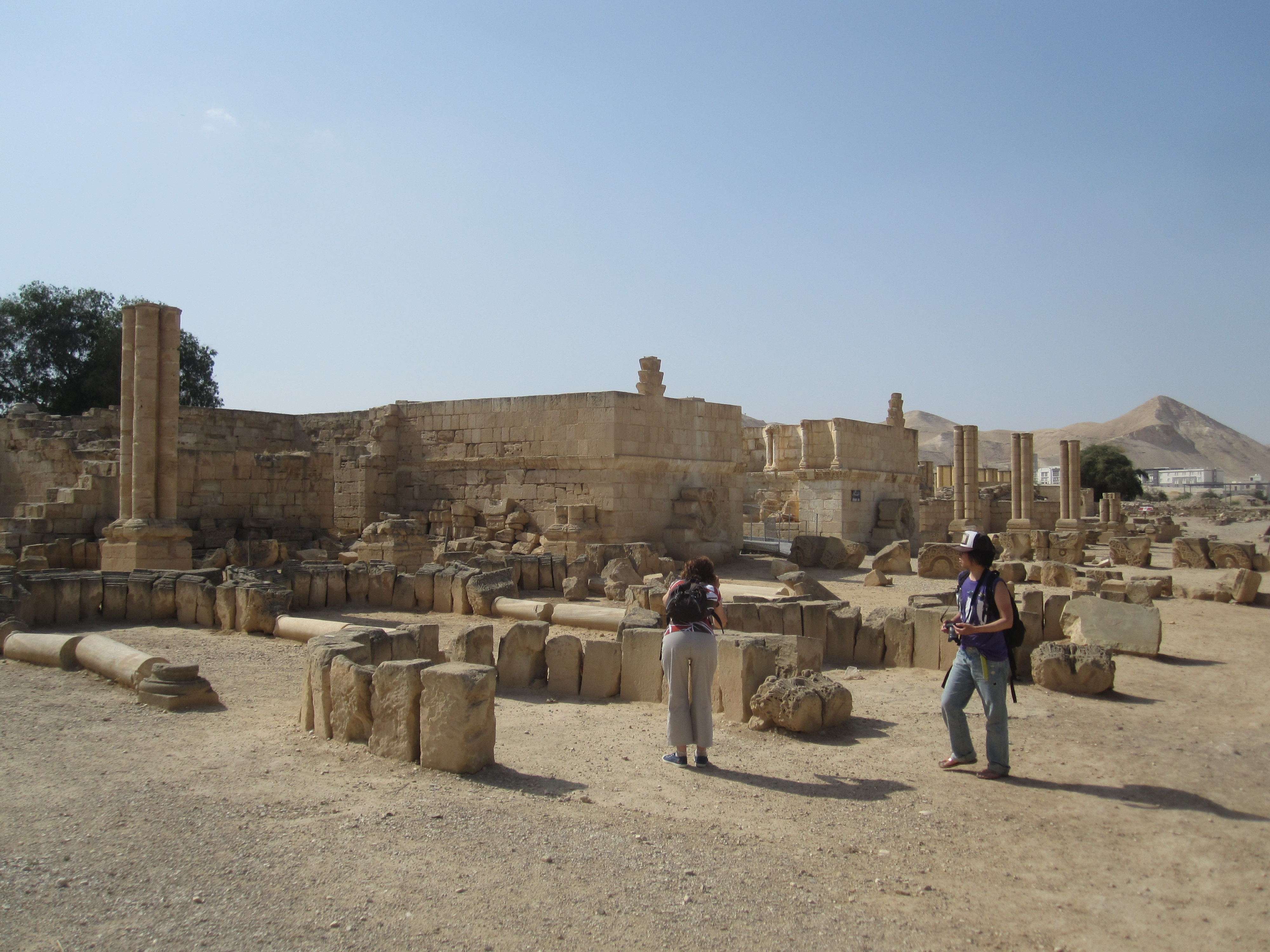
日本の協力で修復されたエリコのヒシャム宮殿

パレスチナのエリコは考古学観光の目玉になり得るだけの潜在的魅力があるが、観光開発に余力を回せないのが実状となっている。要因としては各時代の遺跡が多層的に積み重なっており、発掘と保存を両立させることが困難で、発掘や保存にかかる費用の捻出もままならない。過去にイスラエルの攻撃で破壊された箇所がある上、今回の登録を認めないイスラエルが「一掃する」と遺跡の破壊を匂わせていることも気がかりとなっている（上掲「委員会への批判」参照）。パレスチナ自治政府の行政機構では、観光遺跡省が調査・保全と利用（観光）を一手に担っており、例えば有料で発掘に参加するような観光の在り方も模索するが、突発的なイスラエルの攻撃で参加者を危険に晒すことへの危惧もある。
世界遺産条約では第5条で「文化遺産及び自然遺産の保護・保存及び整備の分野における全国的または地域的な研修センターの設置」という条文があり、世界遺産近くにガイダンス施設・ビジターセンターを設置することを求め、新規推薦物件では推薦書にガイダンス施設の計画も盛り込まなければならず、イタリアが金銭的援助を申し出たが建設の目途は立っていない。
パレスチナの遺跡の保全と活用については、ヒシャム宮殿の修復など、日本が国際協力機構（JICA）を通じて資金・技術・運営ノウハウなどを支援してきた経緯があり（日本とパレスチナの関係も参照）、日本への期待が高まっており、資金面の援助は日本国民が納めた税金が政府開発援助（ODA）などとして還流していることから、イスラエルによって破壊された場合には日本人の納税者はイスラエルに対して抗議すべきともする。

### 世界観光の日会議
9月27日が世界観光の日であることから、世界遺産委員会を終えた翌26日にリヤドにおいて世界観光の日会議が開催され、ユネスコはじめ委員会に出席した多くの国の文化・環境・観光分野の大臣や官僚が参加した。そこでは観光分野における積極的なグリーン投資の実施や自然遺産へのエコツーリズムにより環境保護の重要性を説く学習的観光を推奨することが決められた。一方で環境財のリセールバリューが行き過ぎると環境負荷となるため、自然の商品化については観光業界全体での自発的自省と相互監視も取り決めた。
今年も危機遺産指定を免れたグレートバリアリーフがある豪クイーンズランド州は、使い捨てプラスチックの使用を禁止し、グレートバリアリーフへのツアーでは環境税を徴収して環境保全や研究に充てるとし、「訪れることが環境保護になる」とした。しかし、2021年に開催された第26回気候変動枠組条約締約国会議（COP26）で採択されたグラスゴー宣言では、今後10年間で観光部門の二酸化炭素排出量を半減し、2050年までに実質0にするという脱炭素からカーボンニュートラルを目指す目標を掲げた。世界遺産を訪ねるための移動に伴う交通機関が排出する二酸化炭素があり、持続可能な航空燃料を用いている航空会社であるかの選択など、現地の対策だけでは済まされない状況になりつつあり、フライトシェイムのような考え方も表れている。

### G20観光会議
2023年9月9・10日にインドのニューデリーで開催されるG20ニューデリーサミットに先行し、ゴア州において6月22日に観光大臣会議が開催された。世界遺産登録地のゴアの教会群と修道院群の見学も行い、上記の世界遺産条約50周年会合で提示された議題をサミット参加国と国際機関が協議。世界遺産に関する誤った情報の発信は文化的不寛容を招く恐れがあり、放置すれば文化的自殺行為になると警鐘を鳴らした。日本からは観光庁の上部組織である国土交通省の斉藤鉄夫国交相が和田浩一観光庁長官（当時）とオンラインで参加。2025年日本国際博覧会（大阪万博）に伴う日本の世界遺産の活用などを提唱した。
インドはサミット開催に合わせ「文化回廊 - G20デジタル博物館」を開催する。これはユネスコによる「世界遺産と博物館」指針に基づく仮想博物館やオンライン展覧会を実証化するもので、サミット参加国の世界遺産・無形文化遺産・世界の記憶（記憶遺産）などを紹介する。インドは特にBRICSの参加に注力しており、中でもロシアの参加を促している。

## 環境遺産を目指し
国連のグテーレス事務総長が「地球沸騰化の時代に突入した」という衝撃的発言をしたことをうけ、世界中で環境に対する意識が変革しつつあり、アメリカのヘリテージ財団（米国のユネスコ脱退と復帰を主導した組織）が「環境遺産」を提唱し資金拠出も申し出たことで、ユネスコも世界遺産を含めた環境保全への取り組みを強化することとなった。

### COP15をうけて

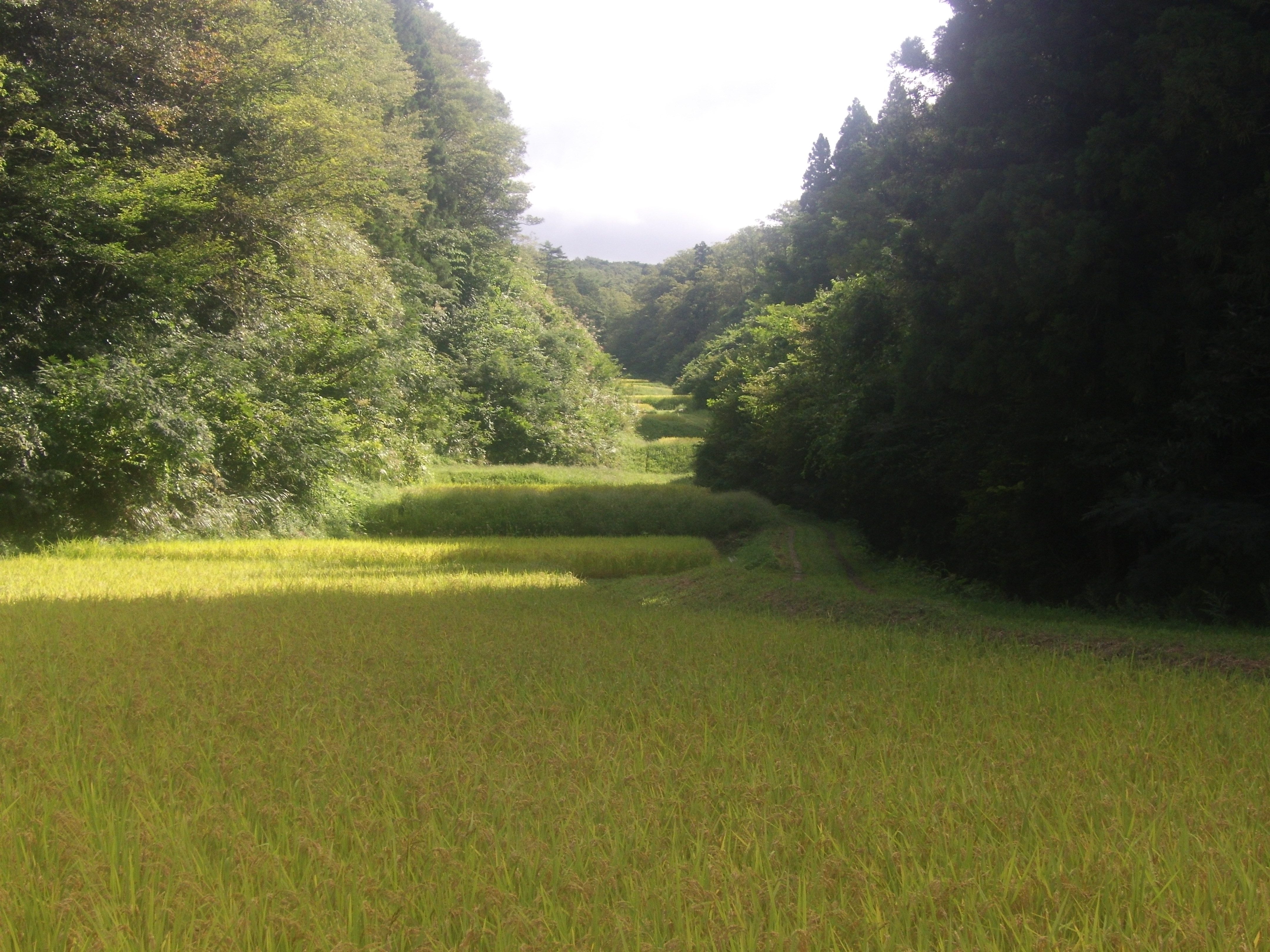
西三川集落の棚田／文化的景観の評価を得るには自然享受があることが重要

2022年12月7～19日にカナダで開催された第15回生物多様性条約締約国会議（COP15）において、生物多様性の確保に関し、世界遺産のような自然環境の厳正保護（要塞的保護と揶揄される）も大切ではあると認めた上で、実は先住民族居住地や伝統的な暮らし（例えば日本の里山）がある文化的環境が伴う身近な自然に生物多様性が多く、従来のコミュニティベースの保全から自然と人間の共生に転換し、世界遺産にも取り込むべきではとの意見集約が行われ、世界遺産委員会でも議題として取り上げることを検討。
世界遺産登録を目指す佐渡金山の構成資産構成候補である西三川砂金山では、文化財保護法の重要文化的景観の追加選定で、砂金山由来の棚田改変利用による収穫は生態系サービスを享受して成り立っているとアピールすることにしている。

### ワシントン条約との提携
2023年6月26日、絶滅のおそれのある野生動植物の種の国際取引に関する条約（ワシントン条約）の事務局とユネスコが連携し、世界遺産化による生物種の保護強化を促進することを決めた。

### マングローブ生態系の保全

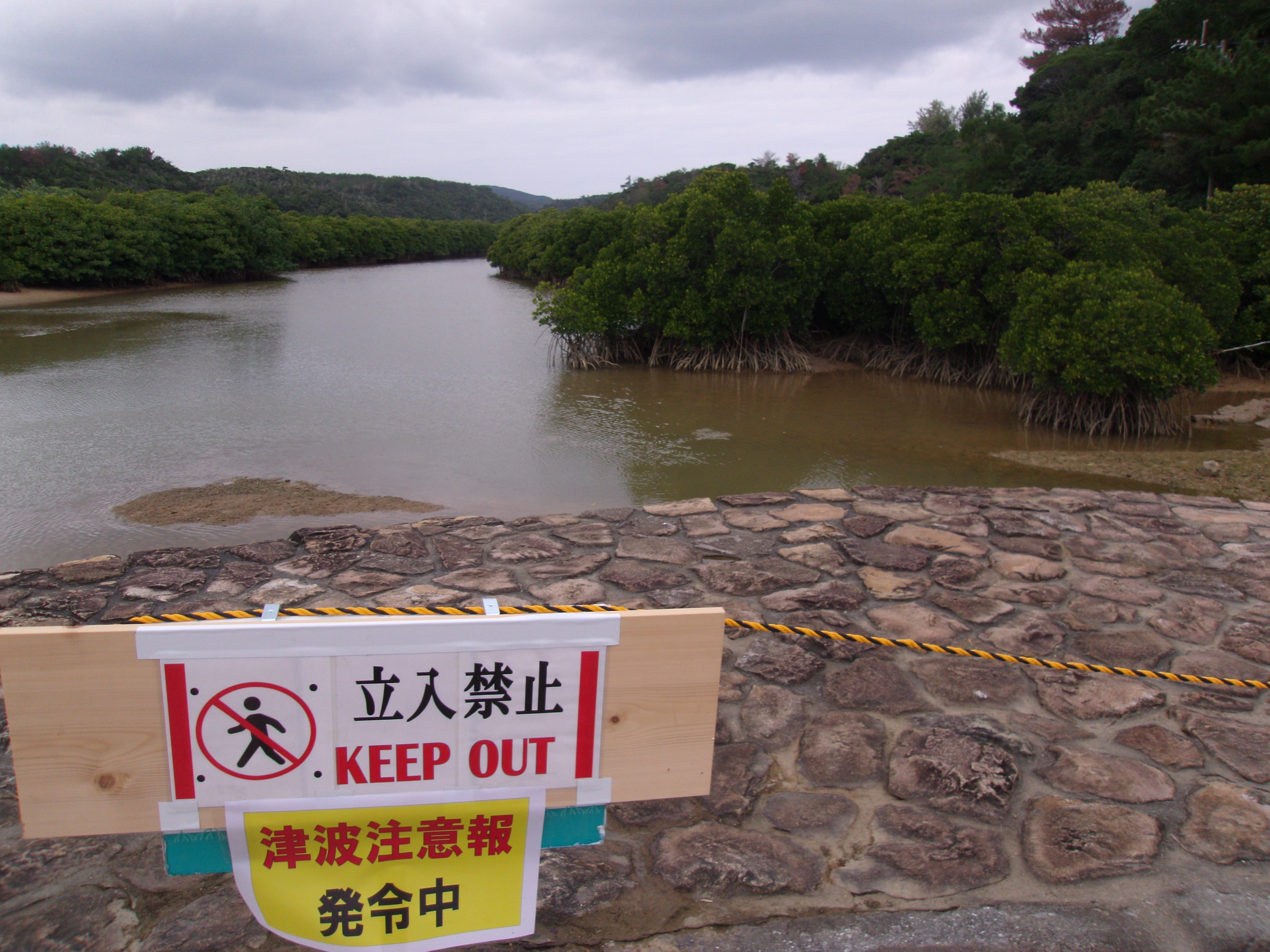
慶佐次湾のマングローブ林は2022年のフンガ・トンガ噴火津波の消波効果が確認され、生分解により濁りや泥臭も数日で解消した

2023年7月26日のマングローブ生態系保全の国際デー（ユネスコにより2015年に制定）に記者会見を開いたユネスコのオードレ・アズレ事務局長が、汽水域のエコトーンとしてのマングローブを世界遺産や生物圏保護区として保全を推進したい旨を明らかにした。
マングローブには多様な生態系があり、生物多様性を保持しており、植生と土壌は二酸化炭素吸収源として機能し、陸上の森林と比較して10倍の量を貯蔵する。さらに津波・高潮・浸食・海面上昇とそれに伴う漂流・漂着ごみの文字通り防波堤の役割も担い、近接する住民の食糧供給もしているが、近年は埋め立てや河川上流での灌漑取水による水量と養分を含んだ土壌供給量の減少、エビ養殖での給餌による富栄養化と病気予防で散布する薬品による水質汚染などで環境悪化が深刻化している。
そうした中で、バングラデシュが提出したシュンドルボンの保全措置報告（SOC）および遺産影響評価（HIA）が注目された。2014年に発生した石油流出事故と翌年の化学肥料流出事故による海洋汚染（汽水域のマングローブ自生地含む）の処理経過報告や海面上昇に伴う塩分濃度上昇によるマングローブを含む生態系への影響観察、干潮時の陸地（湿地）として見た乾燥時のマングローブの在りよう、ガンジスカワイルカのマングローブ水域における生態調査と保護計画を高く評価した。ユネスコは他のマングローブ林保護に役立つだけでなく、今後世界遺産を目指す場所にとっての指標にもなるとし、2025年12月1日までにその後の経過報告を、2029年2月1日までに保全状況の結果報告（状況次第では中間報告）をするよう求めた。
なお、実質的に地続きであるインド側の世界遺産スンダルバンス国立公園にも同様の研究を進めるように求めた。

### 生物圏保護区との協調
2023年11月3日の国際生物圏保存地域の日（International Day for Biosphere Reserves）にコメントを発したユネスコのオードレ・アズレ事務局長は、第45回世界遺産委員会では生物圏保護区と共通する保全計画が評価され新規登録された世界遺産が複数あったことをうけ、世界遺産と生物圏保護区の共同歩調を重視するとした。

### COP28にて
2023年11月30日から12月12日にアラブ首長国連邦のドバイで開催された2023年国連気候変動会議（COP28）において、ユネスコが自然遺産登録地の森林や海が吸収する二酸化炭素量（ブルーカーボン）の推測値を紹介して世界遺産保護の重要性を説き、国連世界観光機関（UNWTO）や国連貿易開発会議（UNCTAD）と共同で温暖化による自然遺産の環境を守る保全費用の徴収を全ての自然遺産の入域料に一律に課す案を示した。
また、気候政策に文化分野を採り入れる「Joint Work Decision on Culture and Climate Action（文化と気候行動に関する共同作業決定）」を採択し、文化遺産が気候変動によってうける影響を発信することを決めた。
さらに、ユネスコは世界遺産・生物圏保護区・ジオパークなど立ち入り制限区域があり、外的要因の影響を受けにくい場所に観測点を設け、全地球規模での観測を行うことを決めた。

### 平等な環境共生を
フランスの経済学者トマ・ピケティは新著『自然、文化、そして不平等 国際比較と歴史の視点から』の中で、文化的な不平等は文化的自由の選択で解消できるが、自然環境については先進国による自然資本の近代における先発的利用（暴利）や無配慮なエゴが引き起こした気候変動で途上国が自然災害など不利益をこうむり、貴重な環境財（自然遺産など）が損なわれるなどの社会的不平等を指摘し、生態系と生物多様性の経済学に基づく環境の公平な利用（健全な環境への権利・環境正義）や人間を含む相利共生を再考して、守るべき行動をとらねばならず、それを主導できる組織は限られるとする。